# Deutsches Kaiserreich
Deutsches Kaiserreich ist die nachträgliche Bezeichnung des Deutschen Reiches für die Epoche von seiner Gründung 1871 bis zum Ende der Monarchie in der Novemberrevolution von 1918. Der erste deutsche Nationalstaat war eine föderale, konstitutionelle Monarchie und nach seiner Verfassung ein „ewiger Bund“ der deutschen Fürsten und der Senate der Freien Städte. Als Staatsoberhaupt nahm der König von Preußen den Titel „Deutscher Kaiser“ an. Otto von Bismarck, Ministerpräsident von Preußen und treibende Kraft hinter der Reichsgründung, war wie die meisten seiner Nachfolger zugleich Reichskanzler. Berlin, die Hauptstadt Preußens, war auch die des Kaiserreichs.
Noch während des Deutsch-Französischen Krieges von 1870/71 traten die süddeutschen Länder Bayern, Württemberg und Baden sowie der südlich des Mains gelegene Teil von Hessen-Darmstadt dem Norddeutschen Bund bei. Mit dem Inkrafttreten der neuen Bundesverfassung entstand am 1. Januar 1871 das Kaiserreich. Die Proklamation des preußischen Königs Wilhelm I. zum Kaiser erfolgte am 18. Januar 1871 im Spiegelsaal von Versailles. Nach dem Krieg gegen Frankreich, der zu diesem Zeitpunkt noch andauerte, wurde Elsaß-Lothringen dem Deutschen Reich angegliedert und als Reichsland direkt dem Kaiser unterstellt.
Zur Zeit des Kaiserreichs war Deutschland wirtschafts- und sozialgeschichtlich geprägt durch die Hochindustrialisierung. Ökonomisch und sozial wandelte es sich insbesondere seit dem ausgehenden 19. Jahrhundert vom Agrar- zum Industrieland. Mit dem Ausbau von Handel und Bankwesen wuchs auch die Bedeutung des Dienstleistungssektors. Das auch durch die französischen Kriegsreparationen nach 1871 verstärkte Wirtschaftswachstum wurde durch den sogenannten Gründerkrach von 1873 und die ihm folgende langjährige Konjunkturkrise zeitweilig gebremst. Trotz erheblicher politischer Folgen änderte dies nichts an der strukturellen Entwicklung hin zum Industriestaat.
Kennzeichnend für den gesellschaftlichen Wandel war eine stark international orientierte Reformbewegung, in deren Verlauf die soziale Frage mit Armutsskandalisierung und -bekämpfung vorangetrieben wurde, Frauen forderten verbesserte Bildungschancen und das Wahlrecht. Strukturelle Grundlage dieser Veränderungen waren neben der Massenpolitisierung ein rapides Bevölkerungswachstum, Binnenwanderung und Urbanisierung. Die Gesellschaftsstruktur wurde durch die Zunahme der städtischen Arbeiterbevölkerung und – vor allem in den Jahren ab etwa 1890 – auch des neuen Mittelstandes aus Technikern, Angestellten sowie kleinen und mittleren Beamten wesentlich verändert. Dagegen ging die wirtschaftliche Bedeutung des Handwerks und der Landwirtschaft – bezogen auf deren Beiträge zum Volkseinkommen – eher zurück.
Die innen- und außenpolitische Entwicklung des Reichs wurde von 1871 bis 1890 von seinem ersten und am längsten amtierenden Kanzler, Otto von Bismarck, bestimmt. Seine Regierungszeit lässt sich in eine relativ liberale Phase, geprägt von innenpolitischen Reformen und vom Kulturkampf, und eine eher konservativ geprägte Zeit nach 1878/79 einteilen. Als Zäsur gelten der Übergang zum Staatsinterventionismus (Schutzzoll, Sozialversicherung) sowie das Sozialistengesetz.
Bismarck versuchte außenpolitisch, das Reich durch ein komplexes Bündnissystem abzusichern (z. B. Zweibund mit Österreich-Ungarn 1879). Ab 1884 begann der – später intensivierte – Einstieg in den überseeischen Imperialismus. Es folgten internationale Interessenkonflikte mit anderen Kolonialmächten, insbesondere der Weltmacht Großbritannien.
Die Phase nach der Ära Bismarck wird oft als Wilhelminisches Zeitalter bezeichnet, weil Kaiser Wilhelm II. (ab 1888) nach der Entlassung Bismarcks persönlich in erheblichem Umfang Einfluss auf die Tagespolitik ausübte. Daneben spielten auch andere, teilweise konkurrierende Akteure eine wichtige Rolle. Sie beeinflussten die Entscheidungen des Kaisers und ließen sie oft widersprüchlich und unberechenbar erscheinen.
Durch den Aufstieg von Massenverbänden und -parteien sowie die wachsende Bedeutung der Presse gewann zudem die öffentliche Meinung an Gewicht. Nicht zuletzt darum versuchte die Regierung mit einer imperialistischen Weltpolitik, einer antisozialdemokratischen Sammlungspolitik und einer populären Flottenrüstung (siehe Flottengesetze) ihren Rückhalt in der Bevölkerung zu erhöhen. Außenpolitisch führte Wilhelms Weltmachtstreben jedoch in die Isolation; durch diese Politik trug das Reich dazu bei, die Gefahr des Ausbruchs eines großen Krieges zu erhöhen. Als dieser Erste Weltkrieg schließlich 1914 ausgelöst wurde, war das Reich in einen Mehrfrontenkrieg verwickelt. Auch in der Innenpolitik gewann das Militär an Einfluss. Mit der zunehmenden Anzahl von Kriegstoten an den Fronten und der sozialen Not in der Heimat (gefördert durch alliierte Seeblockaden) begann die Monarchie an Rückhalt zu verlieren.
Erst gegen Kriegsende kam es zu den Oktoberreformen 1918, die unter anderem bestimmten, dass der Reichskanzler das Vertrauen des Reichstages haben musste. Schon bald darauf wurde in der Novemberrevolution die Republik ausgerufen, und die verfassunggebende Nationalversammlung in Weimar konstituierte das Reich 1919 als parlamentarische Demokratie. Das heutige Deutschland ist völkerrechtlich mit dem Deutschen Reich des Jahres 1871 identisch, auch wenn sich die Regierungsform seither mehrmals geändert hat.

## Vorgeschichte
Die deutsche Geschichte des 19. Jahrhunderts war bis zur Nationalstaatsgründung geprägt von vielfachen politischen und territorialen Veränderungen, die nach dem Ende des Heiligen Römischen Reiches Deutscher Nation ab 1806 in eine neue Phase eingetreten waren. Das Alte Reich, ein von den römisch-deutschen Kaisern geführtes vor- und übernationales Gebilde – seit Mitte des 18. Jahrhunderts zunehmend geprägt von den Interessengegensätzen seiner beiden Großmächte Österreich und dem aufstrebenden Preußen –, zerbrach durch die Napoleonischen Kriege und die von Frankreich initiierte Gründung des Rheinbundes.
Die Ideen der Französischen Revolution zwischen 1789 und 1799 und die gegen die nachfolgende Hegemonialpolitik Napoleon Bonapartes gerichteten Befreiungskriege führten in nahezu ganz Europa, einschließlich des deutschen Sprachraums, zu Nationalstaatsbewegungen mit der Vorstellung der Nation als Grundlage der Staatenbildung. Als großdeutsche Lösung wurde dabei ein einheitliches Reich unter Einbeziehung der deutschen Siedlungsgebiete des Kaisertums Österreich, Preußens und Dänemarks bezeichnet, als kleindeutsche Lösung ein Deutsches Reich entsprechend ohne Österreich unter preußischer Führung.
Nach dem Sieg der gegen Frankreich stehenden Mächte Europas (ihnen voran Großbritannien, Preußen, Russland und Österreich) über die Armeen Napoleons hatten die deutschen Fürsten jedoch kein Interesse an einer zentralen Macht, die ihre eigene Herrschaft begrenzen würde. Auf dem Wiener Kongress wurde 1815 daher lediglich der Deutsche Bund gegründet, ein lockerer Zusammenschluss jener Gebiete, die vor 1806 zum Heiligen Römischen Reich Deutscher Nation gehört hatten. Die dem Wiener Kongress folgende, in der späteren Geschichtsschreibung als Vormärz bezeichnete Ära war geprägt von der Restaurationspolitik, die überstaatlich vom österreichischen Staatskanzler Clemens Wenzel Fürst von Metternich dominiert war. Im Rahmen der sogenannten Heiligen Allianz, einem zunächst zwischen Österreich, Preußen und Russland geschlossenen Bündnis, sollte die Restauration innenpolitisch und zwischenstaatlich die Machtverhältnisse in Europa wiederherstellen, die im Ancien Régime bis zur Französischen Revolution geherrscht hatten.

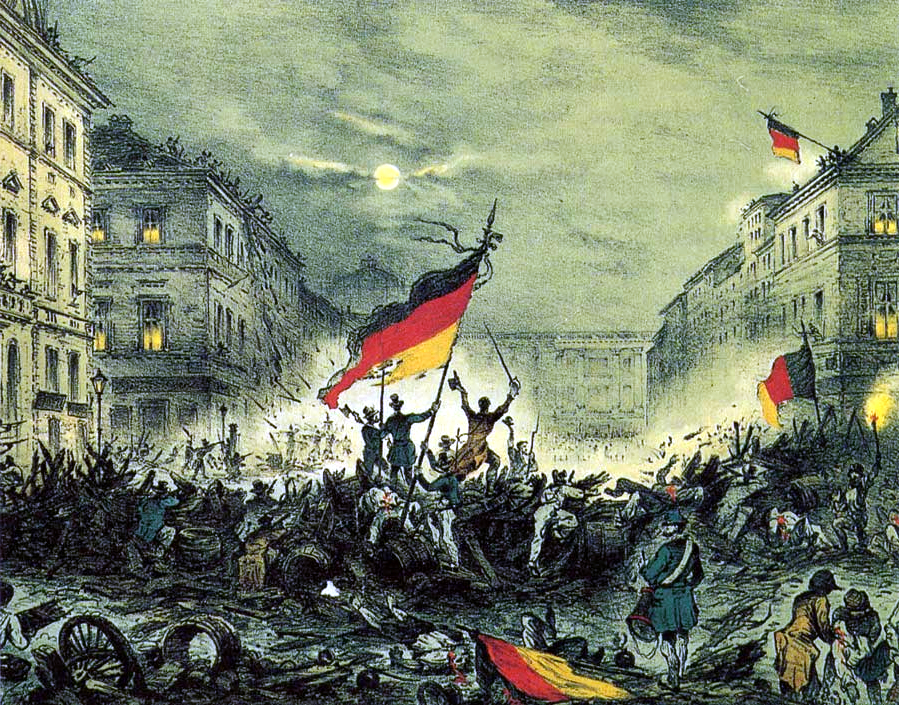
Jubelnde Revolutionäre nach Barrikadenkämpfen am 18. März 1848 in Berlin, im Hintergrund das Berliner Schloss (Kreidelithographie eines unbekannten Künstlers)

Nationalstaatliche und bürgerlich-demokratische Bewegungen standen der Restaurationspolitik entgegen. Im Revolutionsjahr 1848 in weiten Teilen Mitteleuropas wurde auch die Märzrevolution in den deutschen Staaten in die revolutionäre Bewegung mit einbezogen. Abgeordnete des daraufhin neu entstandenen ersten gesamtdeutschen, demokratisch gewählten Parlaments, der Frankfurter Nationalversammlung, boten nach der Verabschiedung der Paulskirchenverfassung dem preußischen König Friedrich Wilhelm IV. im Rahmen der kleindeutschen Lösung die deutsche Kaiserkrone an. Weil dieser aber mit Berufung auf sein „Gottesgnadentum“ ablehnte, scheiterte der Versuch, den Großteil der deutschen Staaten auf konstitutioneller Basis zu vereinigen.
Der Deutsche Bund bestand nach der letztlich gewaltsamen Niederschlagung der revolutionären Bewegung von 1848/49 noch bis 1866 fort. Nach einem Jahrzehnt der politischen Reaktion (Reaktionsära), in dem demokratische und liberale Bestrebungen erneut unterdrückt wurden, bildeten sich ab Beginn der 1860er Jahre in den deutschen Staaten die ersten politischen Parteien im heutigen Sinn. Das Verhältnis von Österreich und Preußen war in den 1850er Jahren von Zusammenarbeit geprägt, danach wieder von Rivalität. Unterschiedliche Vorstellungen zeigten sich etwa beim Frankfurter Fürstentag 1863: Österreich und die Mittelstaaten wie Bayern wollten den Deutschen Bund als Staatenbund ausbauen, während Preußen eine bundesstaatliche Lösung bevorzugte. Im Deutsch-Dänischen Krieg 1864 arbeiteten die beiden Großmächte wieder zusammen, zerstritten sich dann aber über die Beute Schleswig-Holstein.
Durch preußische Provokation (den Einmarsch ins österreichisch verwaltete Holstein) wurde 1866 der Deutsche Krieg Preußens gegen Österreich ausgelöst, in dem die Armeen Preußens und einiger norddeutscher Staaten gemeinsam mit Italien gegen die Truppen Österreichs kämpften, das mit den süddeutschen Staaten, unter anderen Baden, Bayern, Hessen und Württemberg, verbündet war. Nach der Niederlage musste Österreich die Auflösung des Deutschen Bundes anerkennen und hinnehmen, dass Preußen mit den Staaten nördlich der Mainlinie den Norddeutschen Bund als zunächst militärisches Bündnis gründete. Dieser erhielt 1867 eine bundesstaatliche Verfassung. Die zuvor mit Österreich alliierten süddeutschen Staaten schlossen Schutz- und Trutzbündnisse mit Preußen ab.
Ausgelöst durch einen diplomatischen Streit um die spanische Erbfolge begann 1870 der Deutsch-Französische Krieg. Die Kriegserklärung kam von französischer Seite, nachdem der preußische Ministerpräsident Bismarck Frankreich politisch bloßgestellt hatte. Die süddeutschen Staaten nahmen am Krieg teil und traten zum 1. Januar 1871 dem Norddeutschen Bund bei. Die drei Kriege zwischen 1864 und 1871 werden auch als deutsche Einigungskriege bezeichnet.

## Reichsgründung

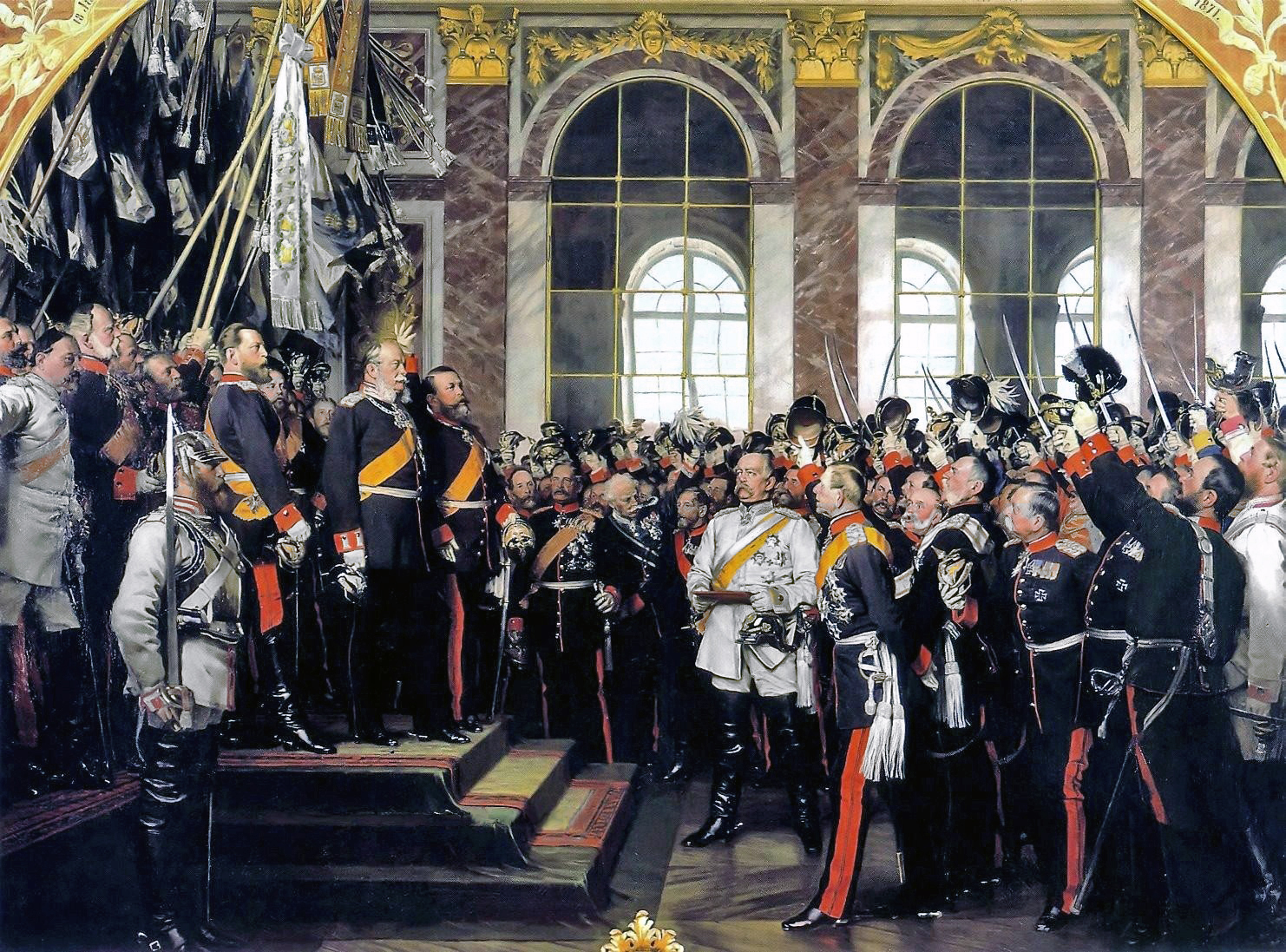
Die Proklamierung des deutschen Kaiserreiches (18. Januar 1871), Ölgemälde von Anton von Werner, 1885

Der deutsche Sieg bei Sedan und die Gefangennahme des französischen Kaisers Napoleon III. (beides am 2. September 1870) machten den Weg für die Reichsgründung frei. Bismarck begann mit den süddeutschen Staaten zu verhandeln. Dies bedeutete den Beitritt Bayerns, Württembergs und Badens zum Norddeutschen Bund durch die im November 1870 vereinbarte Gründung eines neuen „Deutschen Bundes“. Andere Pläne wie der eines Doppelbundes, wie ihn etwa Bayern vorgeschlagen hatte, waren nunmehr chancenlos. Die bismarcksche Lösung garantierte zum einen eine Dominanz Preußens auch im neuen, sogenannten zweiten Deutschen Reich. Zum anderen bedeutete der monarchische Föderalismus eine Barriere gegen Tendenzen zur Parlamentarisierung.

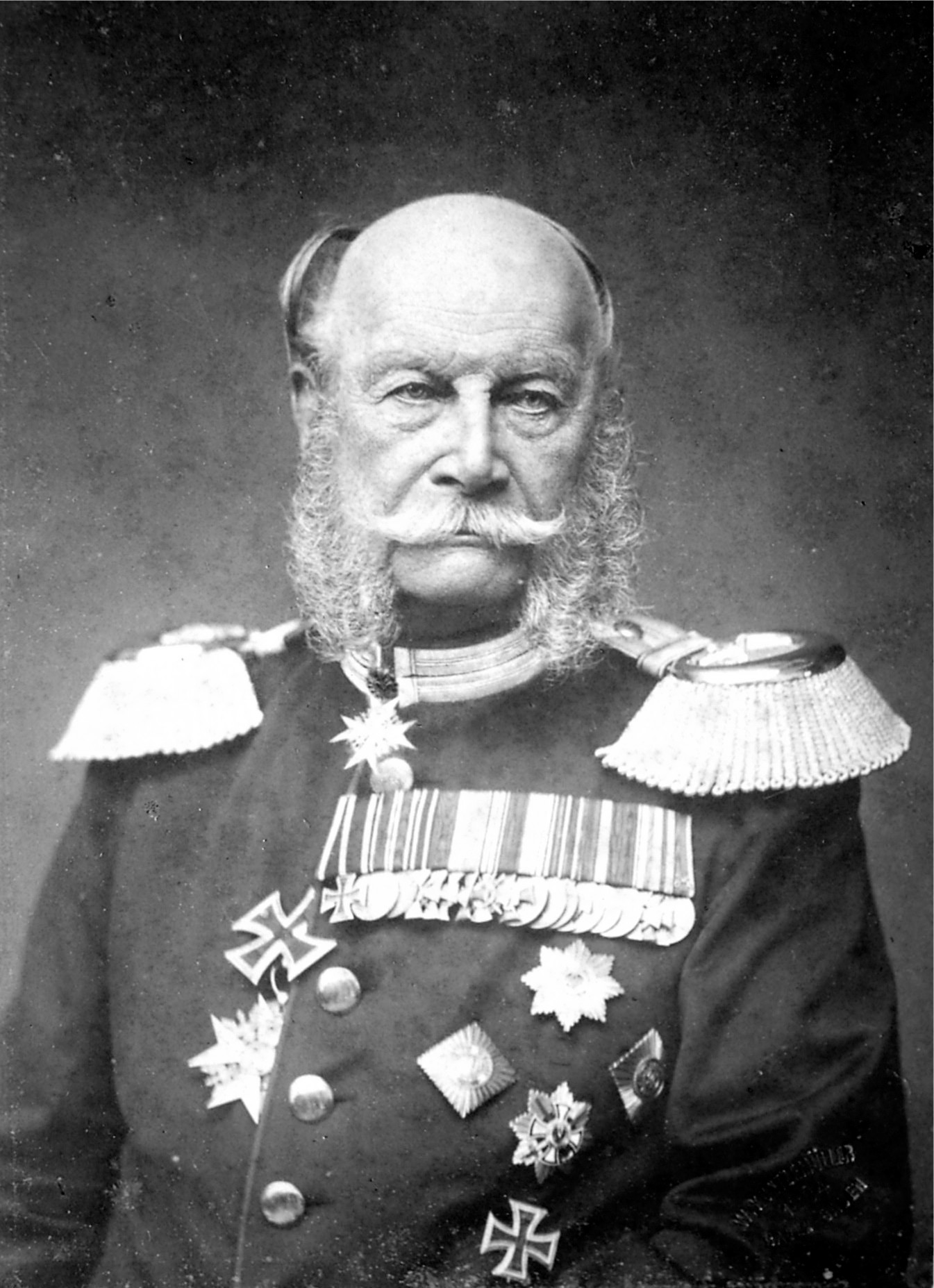
Wilhelm I (1797–1888) war nach der Deutschen Reichsgründung 1871 der erste Deutsche Kaiser.

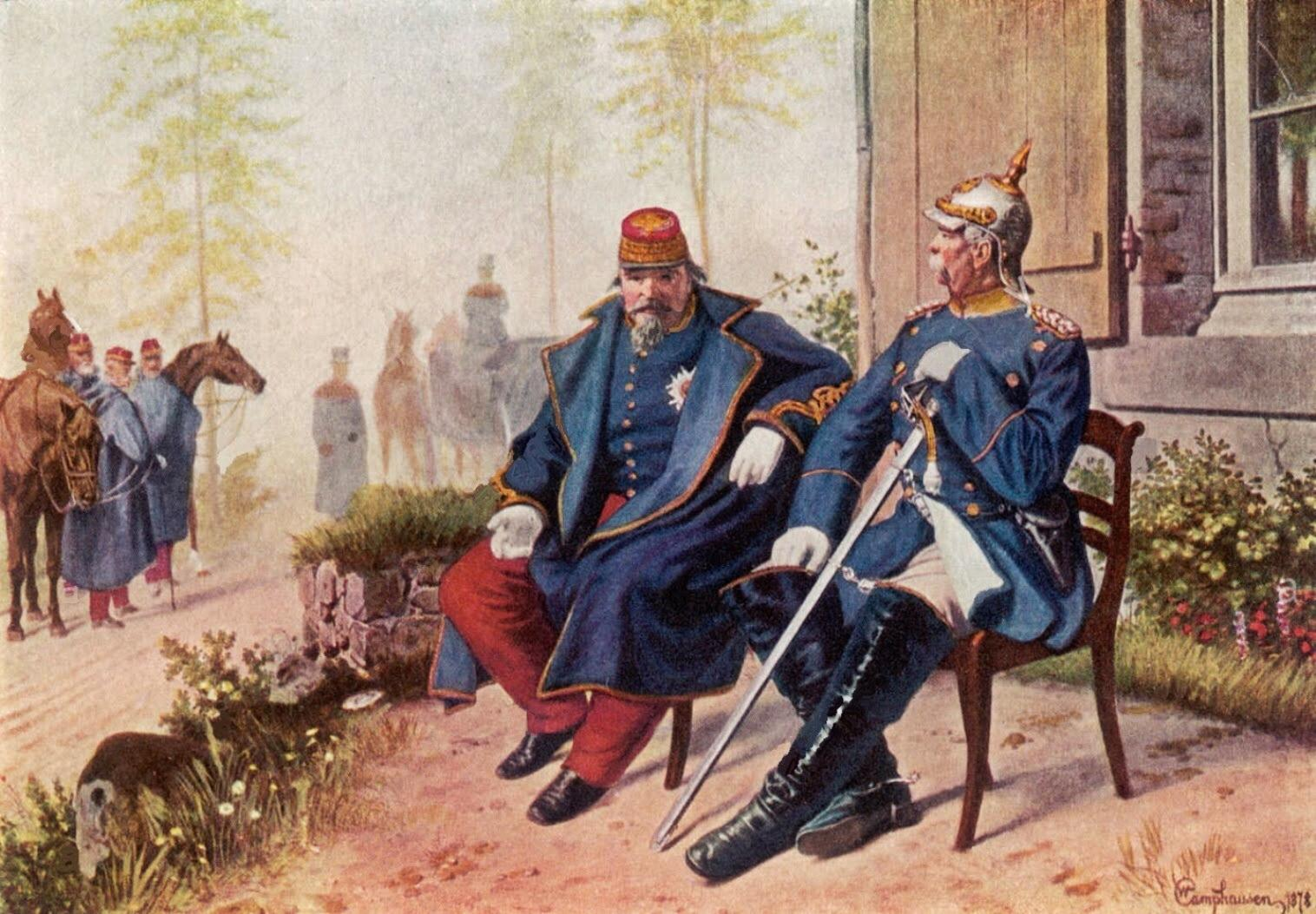
Otto von Bismarck und Frankreichs Kaiser Napoleon III. nach der Schlacht bei Sedan (nach einem Gemälde von Wilhelm Camphausen von 1878)

In der deutschen Öffentlichkeit wurden Forderungen nach einer Annexion des Elsass und Teilen Lothringens erhoben, und Bismarck machte sich diese Forderungen zu eigen. Dies verlängerte den Krieg, war ein Grund für die Verstärkung der „deutsch-französischen Erbfeindschaft“ (siehe auch französischer Revanchismus) und gab der nationalen Begeisterung in Deutschland weiteren Auftrieb. Letztere erleichterte Bismarck die Verhandlungen mit den süddeutschen Staaten, die in den Novemberverträgen mündeten.
Gleichwohl musste er Zugeständnisse machen, die sogenannten Reservatrechte. So behielt Bayern in Friedenszeiten eine eigene Armee (Bayerische Armee). Überdies hielt es genauso wie Württemberg an einem eigenen Postwesen fest. Die süddeutschen Staaten insgesamt behielten ihre staatlichen Eisenbahnen (Königlich Bayerische Staatseisenbahnen, Königlich Württembergische Staats-Eisenbahnen, Großherzoglich Badische Staatseisenbahnen, Großherzoglich Hessische Staatseisenbahnen). In der Außenpolitik pochten sie erfolgreich auf eigene diplomatische Beziehungen.
Der preußische König, Inhaber des Bundespräsidiums, erhielt den zusätzlichen Titel „Deutscher Kaiser“. Diese Benennung war staatsrechtlich von untergeordneter, symbolisch jedoch von erheblicher Bedeutung – die Erinnerung an das Alte Reich erleichterte die Identifikation mit dem neuen Staat. Um die monarchische Legitimität des Nationalstaats zu betonen, war es Bismarck wichtig, dass König Ludwig II. als Monarch des größten Beitrittslandes König Wilhelm I. die Kaiserkrone antragen sollte. Nach Verabredungen über Aufbesserungen seiner Privatkasse erklärte sich der widerstrebende, aber politisch isolierte bayerische König zu diesem Schritt bereit und schlug in dem von Bismarck vorformulierten Kaiserbrief vom 30. November 1870 König Wilhelm zum deutschen Kaiser vor. Die geheimen jährlichen Zuwendungen, die Bismarck aus dem Welfenfonds für Ludwig abzweigte, summierten sich auf 4 bis 5 Millionen Mark. Bezeichnend für den Charakter des neuen Reiches war, dass die Vertreter des Norddeutschen Reichstages warten mussten, bis die Bundesfürsten ihre Zustimmung zur Kaiserwürde erklärt hatten. Erst danach durften die Abgeordneten den König um eine Annahme der Kaiserkrone bitten. Dies stand im deutlichen Kontrast zur Kaiserdeputation von 1849.
König Wilhelm selbst, der – nicht zu Unrecht – fürchtete, dass der neue Titel die preußische Königswürde überdecken werde, blieb lange ablehnend. Wenn überhaupt, verlangte er den Titel eines „Kaisers von Deutschland“. Bismarck warnte, dass die süddeutschen Monarchen dies kaum akzeptieren würden. Außerdem lautete der verfassungsmäßige Titel seit dem 1. Januar bereits „Deutscher Kaiser“. Wilhelm ließ es dann bei der Kaiserproklamation am 18. Januar geschehen, dass der badische Großherzog ein Hoch auf „Kaiser Wilhelm“ ausrief.
Am 3. März 1871 kam es dann zu den ersten Reichstagswahlen. Die erste konstituierende Reichstagssitzung fand am 21. März im Preußischen Abgeordnetenhaus in Berlin statt, das zur Reichshauptstadt erklärt wurde. Danach wurde die Verfassung vom 1. Januar 1871 überarbeitet und am 16. April verabschiedet; sie ist normalerweise gemeint, wenn von der „Bismarckschen Reichsverfassung“ die Rede ist.
Der Friede von Frankfurt beendete offiziell den Deutsch-Französischen Krieg. Die Unterzeichnung fand am 10. Mai statt. Das Reichsland Elsaß-Lothringen wurde dem Deutschen Reich angegliedert und unterstand unmittelbar dem deutschen Kaiser. Der Sieg Preußens und der verbündeten deutschen Staaten und die Reichsgründung wurden am 16. Juni 1871 mit einer pompösen Siegesparade in Berlin und weiteren deutschen Städten gefeiert. Das Reichsmünzgesetz vereinheitlichte die deutschen Währungen, die Mark wurde 1876 als einheitliche Währung im Reich eingeführt und ersetzte die bisherigen Zahlungsmittel der Einzelstaaten. Die neue Mark-Währung basierte auf dem Goldstandard.

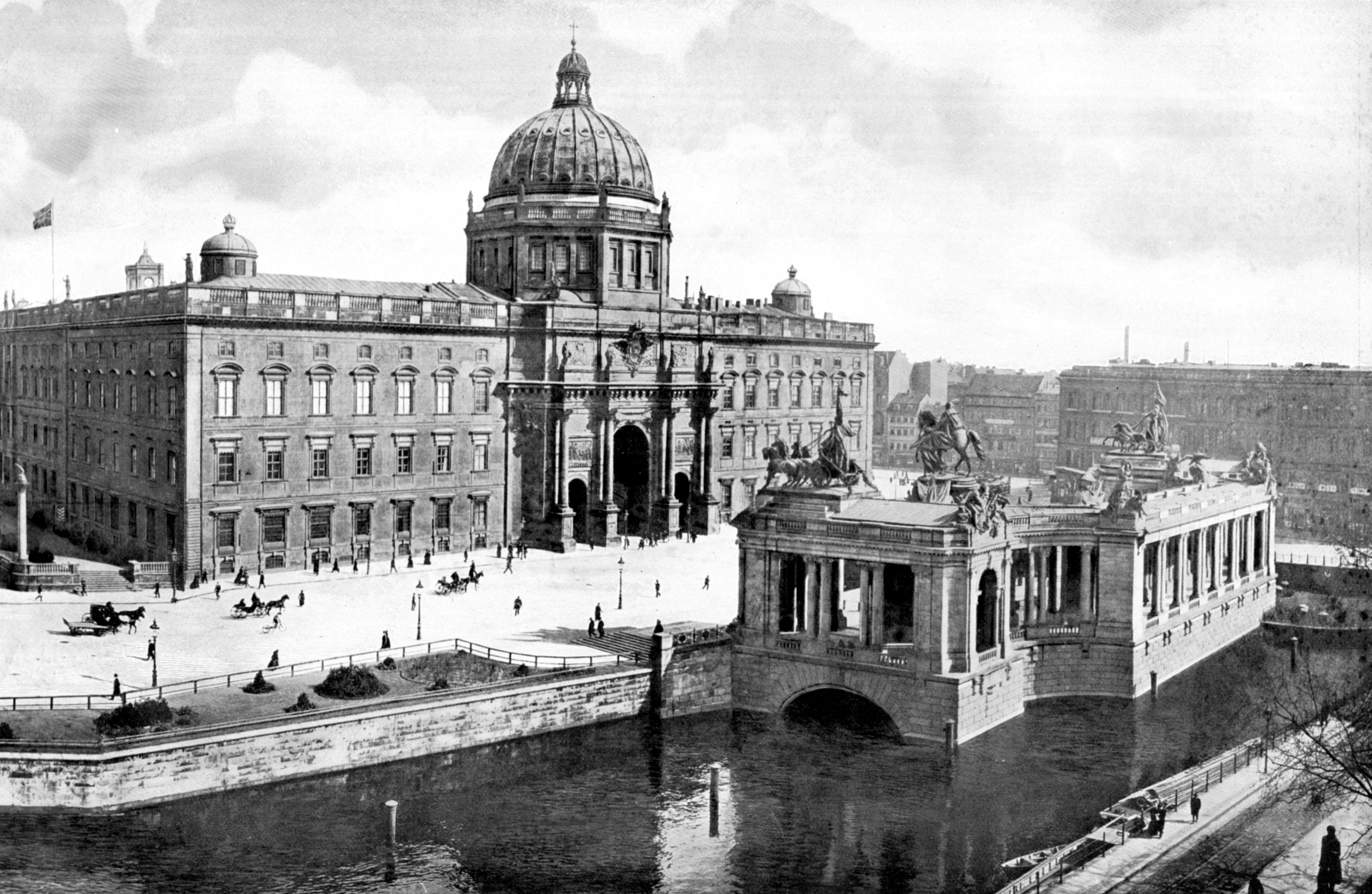
In der Reichshauptstadt war das Berliner Schloss, 1897 mit dem Kaiser-Wilhelm-Nationaldenkmal geschmückt, die Residenz Kaiser Wilhelms II.

## Struktur des Reiches

### Gebietsgliederung

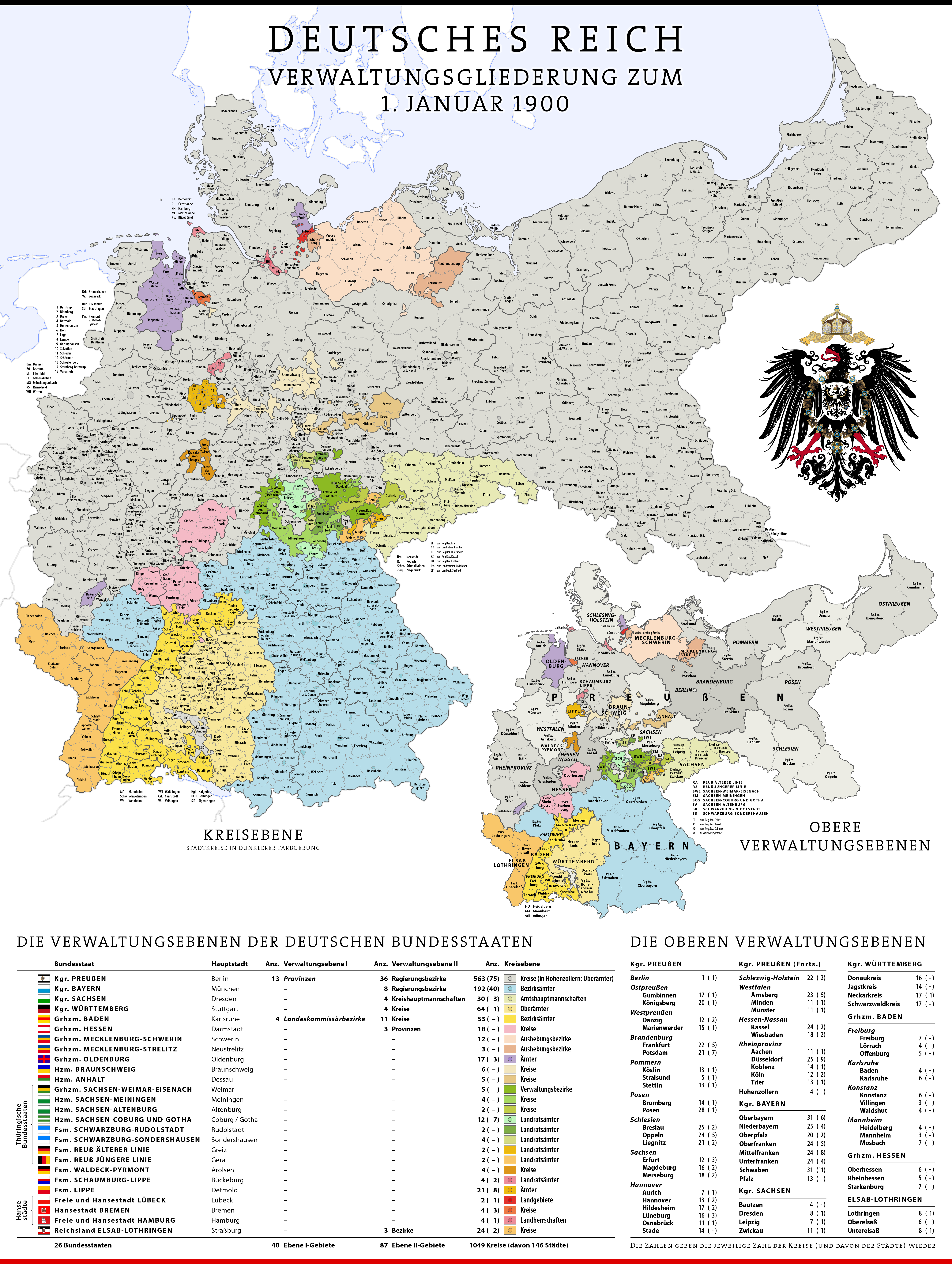
Verwaltungsgliederung (1. Januar 1900)

Dem Kaiserreich gehörten 25 Bundesstaaten (Bundesglieder) – darunter die drei republikanisch verfassten Stadtstaaten Hamburg, Bremen und Lübeck – sowie das Reichsland Elsaß-Lothringen an. Das Reich war fast 50 Prozent größer als die heutige Bundesrepublik Deutschland und umfasste Gebiete, die heute zu Dänemark, Polen, Russland, Frankreich, Belgien, Litauen, Tschechien, den Niederlanden und Luxemburg gehören. Das Reich war mit 540.858 km² flächenmäßig nach Russland und Österreich-Ungarn der drittgrößte Staat Europas.
| Bundesstaat                           | Staatsform | Hauptstadt    | Fläche in km² (1910) | Einwohner (1871) | Einwohner (1900) | Einwohner (1910) |
| ------------------------------------- | ---------- | ------------- | -------------------- | ---------------- | ---------------- | ---------------- |
| Königreich Preußen                    | Monarchie  | Berlin        | 348.780              | 24.691.085       | 34.472.509       | 40.165.219       |
| Königreich Bayern                     | Monarchie  | München       | 75.870               | 4.863.450        | 6.524.372        | 6.887.291        |
| Königreich Württemberg                | Monarchie  | Stuttgart     | 19.507               | 1.818.539        | 2.169.480        | 2.437.574        |
| Königreich Sachsen                    | Monarchie  | Dresden       | 14.993               | 2.556.244        | 4.202.216        | 4.806.661        |
| Großherzogtum Baden                   | Monarchie  | Karlsruhe     | 15.070               | 1.461.562        | 1.867.944        | 2.142.833        |
| Großherzogtum Mecklenburg-Schwerin    | Monarchie  | Schwerin      | 13.127               | 557.707          | 607.770          | 639.958          |
| Großherzogtum Hessen                  | Monarchie  | Darmstadt     | 7.688                | 852.894          | 1.119.893        | 1.282.051        |
| Großherzogtum Oldenburg               | Monarchie  | Oldenburg     | 6.429                | 314.591          | 399.180          | 483.042          |
| Großherzogtum Sachsen-Weimar-Eisenach | Monarchie  | Weimar        | 3.610                | 286.183          | 362.873          | 417.149          |
| Großherzogtum Mecklenburg-Strelitz    | Monarchie  | Neustrelitz   | 2.929                | 96.982           | 102.602          | 106.442          |
| Herzogtum Braunschweig                | Monarchie  | Braunschweig  | 3.672                | 312.170          | 464.333          | 494.339          |
| Herzogtum Sachsen-Meiningen           | Monarchie  | Meiningen     | 2.468                | 187.957          | 250.731          | 278.762          |
| Herzogtum Anhalt                      | Monarchie  | Dessau        | 2.299                | 203.437          | 316.085          | 331.128          |
| Herzogtum Sachsen-Coburg und Gotha    | Monarchie  | Coburg/Gotha  | 1.977                | 174.339          | 229.550          | 257.177          |
| Herzogtum Sachsen-Altenburg           | Monarchie  | Altenburg     | 1.324                | 142.122          | 194.914          | 216.128          |
| Fürstentum Lippe                      | Monarchie  | Detmold       | 1.215                | 111.135          | 138.952          | 150.937          |
| Fürstentum Waldeck                    | Monarchie  | Arolsen       | 1.121                | 56.224           | 57.918           | 61.707           |
| Fürstentum Schwarzburg-Rudolstadt     | Monarchie  | Rudolstadt    | 941                  | 75.523           | 93.059           | 100.702          |
| Fürstentum Schwarzburg-Sondershausen  | Monarchie  | Sondershausen | 862                  | 67.191           | 80.898           | 89.917           |
| Fürstentum Reuß jüngerer Linie        | Monarchie  | Gera          | 827                  | 89.032           | 139.210          | 152.752          |
| Fürstentum Schaumburg-Lippe           | Monarchie  | Bückeburg     | 340                  | 32.059           | 43.132           | 46.652           |
| Fürstentum Reuß älterer Linie         | Monarchie  | Greiz         | 316                  | 45.094           | 68.396           | 72.769           |
| Freie und Hansestadt Hamburg          | Republik   | Hamburg       | 414                  | 338.974          | 768.349          | 1.014.664        |
| Freie und Hansestadt Lübeck           | Republik   | Lübeck        | 298                  | 52.158           | 96.775           | 116.599          |
| Freie Hansestadt Bremen               | Republik   | Bremen        | 256                  | 122.402          | 224.882          | 299.526          |
| Reichsland Elsaß-Lothringen           | Monarchie  | Straßburg     | 14.522               | 1.549.738        | 1.719.470        | 1.874.014        |
| Deutsches Reich                       | Monarchie  | Berlin        | 540.858              | 41.058.792       | 56.367.178       | 64.925.993       |

### Geografisch-politische Lage in Mitteleuropa
Das Kaiserreich hatte acht Nachbarstaaten:
Im Norden grenzte es an Dänemark (77 Kilometer), im Nordosten und Osten an das Russische Reich (1322 Kilometer), im Südosten und Süden an Österreich-Ungarn (2388 Kilometer), im Süden an die Schweiz (385 Kilometer), im Südwesten an Frankreich (392 Kilometer), im Westen an Luxemburg (219 Kilometer) und Belgien (84 Kilometer) und im Nordwesten an die Niederlande (567 Kilometer). Die Grenzlänge betrug insgesamt 5434 Kilometer (ohne Grenze im Bodensee).
Diese Position wurde in der deutschen Debatte um die vermeintliche „Natürlichkeit“ von historisch bedingten Grenzen und Räumen einer Nation seit Beginn des 19. Jahrhunderts als „Mittellage“ in Europa gekennzeichnet. Diese Diskussion hielt auch während des Kaiserreichs an und fand später noch Vertreter wie den Publizisten Joachim Fest:

„Deutschlands Schicksal ist die Mittellage in Europa. Entweder wird es von allen Nachbarn bedroht oder es bedroht alle Nachbarn.“

### Nationalflagge und -hymne

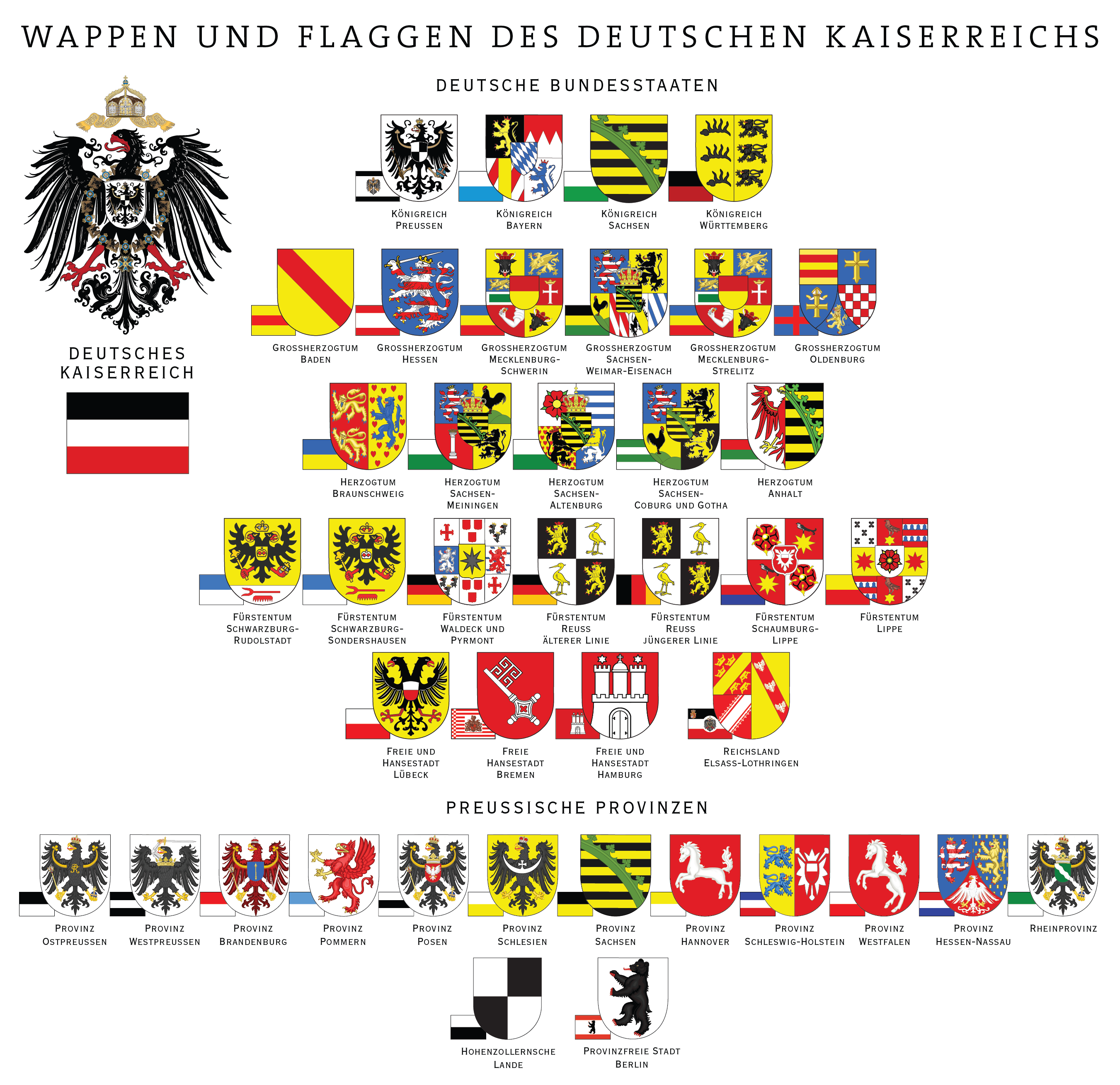
Wappen und Flaggen im Jahr 1900

Das Deutsche Reich hatte keine offizielle Nationalhymne. Als Ersatz galten die Lieder Heil dir im Siegerkranz, dessen Melodie mit der britischen Nationalhymne identisch ist, sowie Die Wacht am Rhein und das Lied der Deutschen.
Nach Art. 55 RV waren Schwarz-Weiß-Rot die Farben der Marineflagge und der Kauffahrteiflagge. Sie stammen noch aus der Zeit des Norddeutschen Bundes. Die Farben setzen sich aus den Farben Preußens (schwarz und weiß) und denen der Freien und Hansestädte (weiß über rot) zusammen. Erst 1892 wurde durch Allerhöchsten Erlaß Schwarz-Weiß-Rot zur Nationalflagge bestimmt.

### Verfassung
Die Verfassung des Deutschen Reiches vom 16. April 1871 ging aus der 1866 ausgearbeiteten Verfassung des Norddeutschen Bundes hervor; Otto von Bismarck hatte sie maßgeblich geprägt und auf sich zugeschnitten. Sie war zum einen ein Organisationsstatut, welches die Kompetenzen der Staatsorgane, durch die das Reich handelte, und sonstiger Einrichtungen des Reiches gegenseitig nach innen abgrenzte. Sie legte andererseits die Zuständigkeit des Reiches gegenüber den Bundesstaaten fest. Hier folgte sie dem Prinzip der begrenzten Einzelermächtigung: Das Reich durfte nur für diejenigen Angelegenheiten tätig werden, die dem Reich in der Verfassung ausdrücklich als Zuständigkeit zugewiesen wurden. Im Übrigen waren die Bundesstaaten zuständig.

Vereinfachte graphische Darstellung der Reichsverfassung, so gab es keine „Reichsregierung“ mit verantwortlichen Ministern im Wortsinn, sondern nur eine „Reichsleitung“ aus dem Reichskanzler untergeordneten Staatssekretären

Alternatives Schaubild mit den wichtigsten Organen des Kaiserreiches

Die Reichsverfassung verfügte über keinen Grundrechtsteil, der die Beziehung zwischen Untertan (Bürger) und Staat mit Verfassungsrang rechtlich näher ausgestaltet hätte. Lediglich ein Benachteiligungsverbot auf Grund der Staatsbürgerschaft eines Bundesstaates (Inländergleichbehandlung) war normiert. Der fehlende Grundrechtsteil musste sich nicht zwangsläufig nachteilig auswirken. Weil die Bundesstaaten in der Regel die Reichsgesetze vollzogen, wurden nur sie rechtseingreifend gegenüber dem Bürger tätig. Maßgeblich war daher, ob und welche Grundrechte die Landesverfassungen vorsahen. So enthielt beispielsweise die für den Preußischen Staat geltende Verfassung vom 31. Januar 1850 einen Grundrechtskatalog.
Nach seiner Verfassung war das Deutsche Reich ein „ewiger Bund“ der Bundesfürsten. Dem entsprach, dass das Deutsche Reich ein Bundesstaat war. Seine Gliedstaaten hatten ausgeprägte Eigenzuständigkeiten, wobei ihnen zusätzlich über den Bundesrat eine bedeutende Gestaltungsfunktion auf Reichsebene zufiel. Der Bundesrat war von Verfassungs wegen als der eigentliche Souverän des Reiches gedacht. Seine Kompetenzen waren dabei sowohl legislativer wie auch exekutiver Art. Realpolitisch blieb seine Bedeutung als eigenständiges Machtzentrum aus verschiedenen Gründen allerdings beschränkt. Ein Aspekt war, dass Preußen als größter Bundesstaat zwar nur über 17 von 58 Stimmen verfügte, sich die nord- und mitteldeutschen Kleinstaaten aber fast immer dem preußischen Votum anschlossen.
Der König von Preußen bildete das Präsidium des Bundes und trug den Titel eines Deutschen Kaisers. Dem Kaiser standen beachtliche Kompetenzen zu, die weit über das hinausgingen, was die Bezeichnung Präsidium des Bundes vermuten ließ. Er ernannte und entließ den Reichskanzler und die Reichsbeamten (insbesondere die Staatssekretäre). Er bestimmte mit dem Reichskanzler, der in der Regel auch noch preußischer Ministerpräsident und preußischer Außenminister war, die Außenpolitik des Reiches. Der Kaiser führte den Oberbefehl über die Kriegsmarine und über das deutsche Heer (über das bayerische Heer nur in Kriegszeiten). Insbesondere sah die Verfassung vor, dass der Kaiser, falls erforderlich, mittels des Heeres die innere Sicherheit wiederherstellen konnte. Diese Konzentration der Kommandogewalt wurde oftmals in der Innenpolitik als Druckmittel eingesetzt. Die süddeutschen Königreiche Württemberg und Bayern behielten sich bei den Verfassungsverhandlungen Reservatrechte vor. Allerdings war die Macht weder des preußischen Königs noch des deutschen Kaisers absolut, sondern sie standen in der Tradition des deutschen Konstitutionalismus des 19. Jahrhunderts wenn auch mit Elementen, die außerhalb der Verfassung standen.
Der Reichskanzler war in diesem Machtgefüge der dem Kaiser verantwortliche Reichsminister, dem die Staatssekretäre unterstanden. Er hatte den Vorsitz des Bundesrates inne, stand der Reichsverwaltung vor und war in der Regel zugleich preußischer Ministerpräsident und Außenminister. Das demokratische Defizit dieser Verfassung lag vor allem in der fehlenden parlamentarischen Verantwortlichkeit des Reichskanzlers begründet, den der Reichstag weder wählen noch stürzen konnte. Erst im Oktober 1918 wurde die parlamentarische Verantwortlichkeit des Reichskanzlers im Rahmen der Oktoberverfassung eingeführt.
Das eigentliche Gegengewicht zu den verbündeten Regierungen, dem Bundesrat und zur Reichsleitung bildete der Reichstag. Das Wahlrecht sah eine allgemeine und gleiche Wahl für Männer ab 25 Jahren vor (in Form des Mehrheitswahlrechts). Im Grundsatz war die Wahl geheim, wenn auch nicht unbedingt in der Praxis. Dies war im Vergleich mit anderen europäischen Staaten, aber auch mit dem Wahlrecht in vielen Bundesstaaten, ein besonderer demokratischer Zug der Reichsverfassung.
Die Legislaturperiode des Reichstages dauerte anfangs drei Jahre, nach 1888 fünf Jahre. Der Bundesrat konnte mit Zustimmung des Kaisers das Parlament jederzeit auflösen und Neuwahlen ausschreiben; in der Realität ging die Initiative zur Auflösung vom Kanzler aus. Die Abgeordneten erhielten als Gegengewicht zum allgemeinen Wahlrecht bis 1906 keine Diäten. Die Abgeordneten hatten ein freies Mandat und waren nach dem Verfassungstext nicht an die Aufträge der Wähler gebunden. Tatsächlich gab es in den ersten Legislaturperioden zahlreiche „wilde Abgeordnete“. In der Praxis setzte sich freilich rasch die Fraktionsbildung weiter durch.
Der Reichstag war neben dem Bundesrat gleichberechtigtes Organ bei der Verabschiedung von Gesetzen. Dieses zentrale Parlamentsrecht war im Zeitalter des Rechtspositivismus von wachsender Bedeutung, beruhte das Regierungshandeln doch im Kern auf Gesetzen. Verordnungen der Regierung spielten nach der Entwicklung der Lehre vom Gesetzesvorbehalt nur noch nach parlamentarischer Ermächtigung eine Rolle. Verwaltungsrichtlinien kam nur verwaltungsinterne Wirkung zu. Die zweite Kernkompetenz des Parlaments war die Verabschiedung des Haushalts in Form eines Gesetzes. Die Haushaltsdebatte entwickelte sich rasch zur Generaldebatte über das gesamte Handeln der Regierung. Allerdings war die Entscheidungsmöglichkeit über den Militäretat, der den Hauptausgabeposten des Reiches bildete, begrenzt. Bis 1874 war der Etat ohnehin festgelegt und später sorgten die Septennate und später die Quinquennate für eine Begrenzung der Parlamentsrechte in diesem Bereich. Die Gesetzesinitiative, also das Recht, mögliche neue Gesetze vorzuschlagen, hatte der Reichstag ebenso wie der Reichskanzler.
Damit war die politische Leitung des Reiches auf die Zusammenarbeit mit dem Reichstag angewiesen. Anders als die Verfassungspräambel es vermuten ließ, war das Reich mitnichten ein „Fürstenbund“. Vielmehr stellte die Verfassung einen Kompromiss zwischen den nationalen und demokratischen Forderungen des aufstrebenden Wirtschafts- und Bildungsbürgertums und den dynastischen Herrschaftsstrukturen dar (konstitutionelle Monarchie), beziehungsweise einen Kompromiss zwischen dem unitarischen Prinzip, das von Kaiser und Reichstag verkörpert wurde, und dem föderalistischen Prinzip mit dem Bundesrat als Vertretung der Gliedstaaten.

### Staatstragende Kräfte
Die Verfassungsordnung war ein wichtiger Rahmen für die tatsächliche Herrschaftsordnung. Tatsächlich waren die in der Bismarckschen Reichsverfassung verankerten Institutionen wie der Reichstag oder der Kanzler für das politische System von zentraler Bedeutung. Darüber hinaus gab es weitere Machtzentren, die von der geschriebenen Verfassung nur teilweise abgebildet wurden.

#### Bürokratie und Verwaltung
So gut wie keine Erwähnung fand in der Verfassung etwa die Bürokratie. Bei allen innenpolitischen Konflikten sorgte der bürokratische Apparat für Kontinuität. Gleichzeitig mussten die politischen Entscheidungsträger – auch Reichskanzler und Kaiser – mit dem Eigengewicht der höheren Beamten rechnen. Allerdings hatte das Reich selbst zu Anfang nur einen bescheidenen Apparat und war lange Zeit auf die Zuarbeit der preußischen Ministerien angewiesen.
Neben dem Reichskanzler gab es keine regelrechte Reichsregierung. Anstelle von Ministern gab es lediglich eine Reihe von dem Kanzler unterstellten Staatssekretären, die Reichsämtern vorsaßen. So entstanden im Laufe der Zeit neben dem Reichskanzleramt, ein Reichseisenbahnamt, ein Reichspostamt, ein Reichsjustizamt, ein Reichsschatzamt, ein Ministerium für Elsaß-Lothringen, das Auswärtige Amt, Reichsamt des Innern, ein Reichsmarineamt und schließlich ein Reichskolonialamt. Die verwaltungsmäßige Abhängigkeit von Preußen verringerte sich zwar mit dem personellen Ausbau der Reichsverwaltung. Bis zum Schluss aber war die organisatorische Verbindung zwischen Preußen und dem Reich von großer Bedeutung.
In den höheren Positionen auch der höheren Reichsverwaltung waren Protestanten und Adlige überrepräsentiert. So gehörten von insgesamt 31 Reichsstaatssekretären zwölf dem Adel an und 1909 waren 71 % evangelischer Konfession. Politisch waren diese anfangs noch vergleichsweise liberal ausgerichtet. Erst eine langfristige Nachwuchspolitik sorgte auf längere Sicht für eine konservative Ausrichtung der höheren Beamtenschaft.

#### Monarchie und Hof

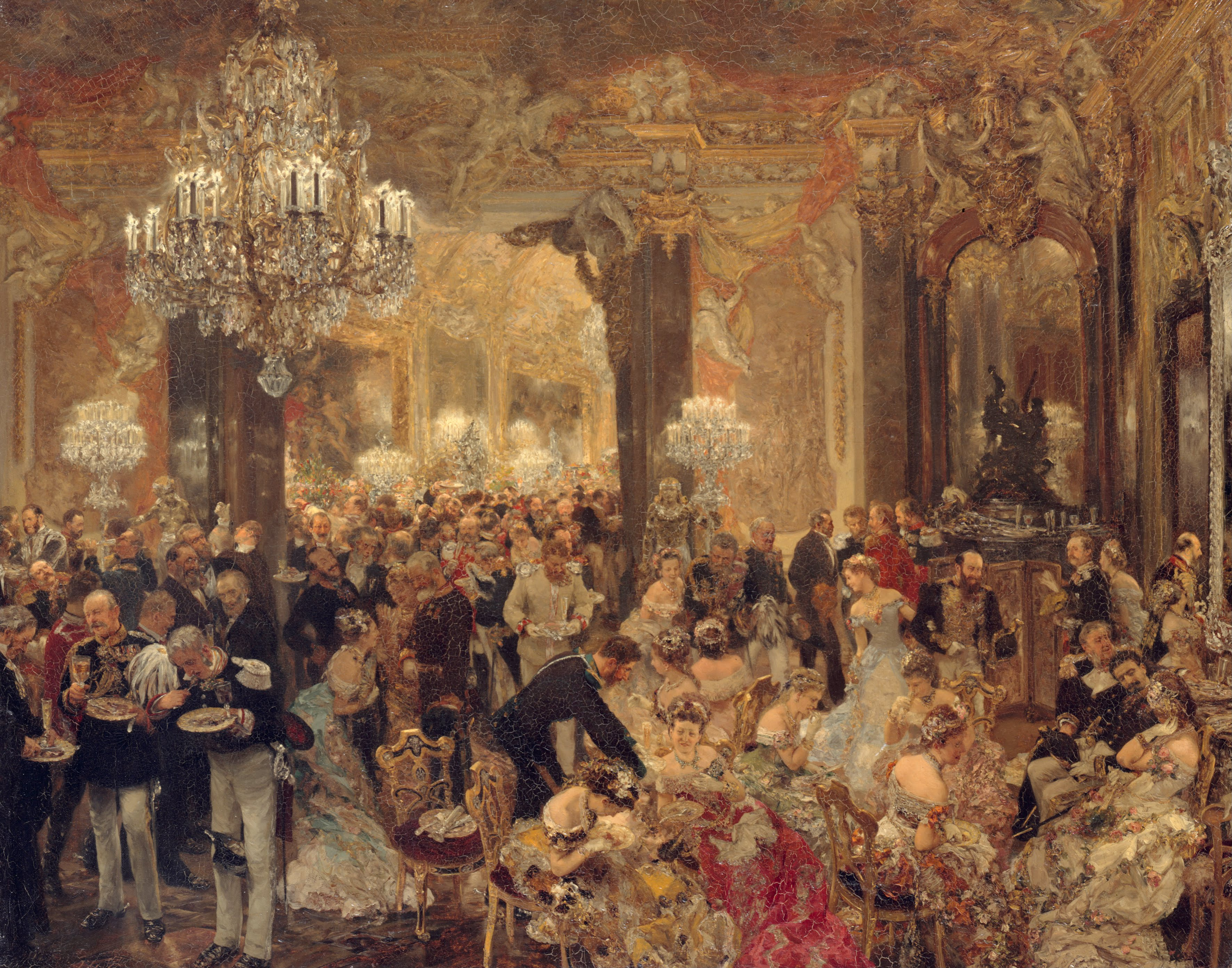
Adolph Menzel: Das Ballsouper, 1878

Die Verfassung garantierte dem Kaiser einen erheblichen Handlungsspielraum. Für die Entscheidungen der Monarchen spielten kaiserliche Beratungsgremien wie das Zivil-, Militär- und Marinekabinett wichtige Rollen. Hinzu kamen der Hof und die engen persönlichen Vertrauten der Kaiser. Bereits Wilhelm I. nahm während seiner Herrschaft erheblichen Einfluss auf die Personalpolitik, ohne in der Regel in die Tagesgeschäfte einzugreifen. Vor allem unter Kaiser Wilhelm II. mit seinem Anspruch eines „persönlichen Regiments“ war diese Ebene eines der zentralen Machtzentren des Reiches.
Kaum zu unterschätzen ist auch der Wandel des Kaisers von einem Präsidium des Bundes zu einem Reichsmonarchen. Auch außerhalb Preußens wurden nicht mehr nur die Gedenktage der verschiedenen Dynasten, sondern auch Kaisers Geburtstag gefeiert. Der Kaiser wurde zunehmend zu einem Symbol des Reiches. Die Frage, inwieweit Kaiser Wilhelm II. tatsächlich ein persönliches Regime durchsetzen konnte, ist in der Geschichtswissenschaft umstritten. Hans-Ulrich Wehler sieht in den Jahren nach 1888 eher eine autoritäre Polykratie, in der neben dem „bramarbasierenden, aber schwachen“ Kaiser der Reichskanzler, Alfred von Tirpitz als Staatssekretär des Reichsmarineamts, der Generalstab, die Bürokraten der Reichsämter und die Vertreter verschiedener Wirtschaftsinteressen miteinander um die Grundlinien der Reichspolitik rangen.
Unstrittig ist, dass der kaiserliche Einfluss bis 1897 noch begrenzt war, während die Bedeutung des Kaisers bis 1908 deutlich zunahm, um danach wieder an Bedeutung zu verlieren. Dazu beigetragen hat die Affäre um den Vertrauten des Kaisers Philipp zu Eulenburg. Diese und die anschließende Daily-Telegraph-Affäre trugen dazu bei, das Ansehen des Kaisers – nicht aber der Monarchie als Institution – in der Öffentlichkeit zu verringern.

#### Militär

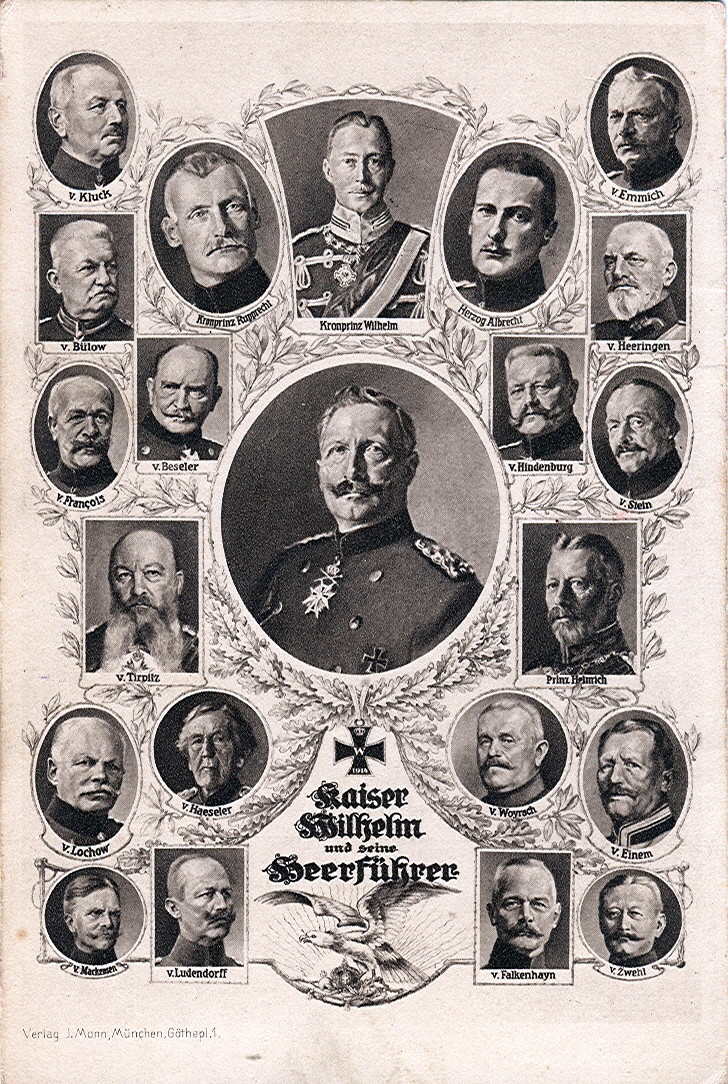
Kaiser Wilhelm (Mitte) und seine Heerführer (Postkarte von 1915):
Kluck, Emmich (Ecken oben links und rechts);
Bülow, Kronprinz Rupprecht, Kronprinz Wilhelm, Herzog Albrecht, Heeringen (1. Reihe);
François, Beseler, Hindenburg, Stein (2. Reihe);
Tirpitz, Prinz Heinrich (3. Reihe);
Lochow, Haeseler, Woyrsch, Einem (4. Reihe);
Mackensen, Ludendorff, Falkenhayn, Zwehl (5. Reihe)

Das Heer und die Marine blieben, abgesehen von der Bewilligung der nötigen Finanzmittel, nach der Verfassung weitgehend der Verfügungsgewalt des preußischen Königs beziehungsweise des Kaisers unterstellt. Die Grenzen der absolutistisch anmutenden „Kommandogewalt“ waren dabei kaum definiert. Es blieb daher eine der zentralen Stützen der Monarchie. Unterhalb des „obersten Kriegsherrn“ existierten mit dem Militärkabinett, dem preußischen Kriegsministerium und dem Generalstab drei Institutionen, die zeitweise untereinander um Kompetenzen stritten. Insbesondere der Generalstab bereits unter Helmuth Karl Bernhard von Moltke und später Alfred von Waldersee versuchte, Einfluss auch auf politische Entscheidungen zu nehmen. Dasselbe gilt für Alfred von Tirpitz in Marinefragen.
Die Armee richtete sich nicht nur gegen äußere Feinde, sondern sollte nach dem Willen der militärischen Führung auch im Innern etwa bei Streiks zum Einsatz kommen. In der Praxis wurde die Armee zwar bei den großen Streiks kaum eingesetzt. Dennoch bildete die Armee als Drohpotential einen nicht zu unterschätzenden innenpolitischen Machtfaktor.
Die enge Verbundenheit mit der Monarchie spiegelte sich zunächst noch im stark adelig geprägten Offizierskorps wider. Auch später behielt der Adel eine starke Stellung unter den Führungsrängen, allerdings drang im mittleren Bereich mit der Vergrößerung der Armee und der Flotte der bürgerliche Anteil stärker vor. Die Personalauswahl und die Sozialisation im Militär sorgten allerdings dafür, dass auch das Selbstverständnis dieser Gruppe sich kaum von dem ihrer adeligen Kameraden unterschied.
Der Militarismus in Deutschland verstärkte sich. Zwischen 1848 und den 1860er Jahren hat die Gesellschaft das Militär eher mit Misstrauen betrachtet. Dies änderte sich nach den Siegen von 1864 bis 1871 fundamental. Das Militär wurde zu einem zentralen Element des entstehenden Reichspatriotismus. Kritik am Militär galt als unpatriotisch. Dennoch unterstützten die Parteien eine Vergrößerung der Armee nicht unbegrenzt. So erreichte das Militär erst 1890 mit einer Friedenspräsenzstärke von fast 490.000 Mann seine von der Verfassung vorgegebene Stärke von einem Prozent der Bevölkerung. In den folgenden Jahren wurden die Landstreitkräfte weiter verstärkt. Zwischen 1898 und 1911 forderte die kostspielige Flottenrüstung Einschränkungen beim Landheer. In dieser Zeit hatte sich der Generalstab selbst gegen einen Ausbau der Truppenstärke gewandt, weil er eine Verstärkung des bürgerlichen zu Lasten des adeligen Elements im Offizierskorps befürchtete. Im Jahr 1905 entstand mit dem Schlieffen-Plan das Konzept für einen möglichen Zweifrontenkrieg gegen Frankreich und Russland unter Berücksichtigung einer Teilnahme Englands auf Seiten der Gegner. Nach 1911 wurde die Aufrüstung intensiv vorangetrieben. So erfolgte 1913 die Aufstellung der Luftstreitkräfte. Die für die Durchführung des Schlieffenplanes notwendige Truppenstärke wurde dabei letztlich nicht erreicht.
Das Heer gewann während des Kaiserreichs eine sehr starke gesellschaftlich prägende Bedeutung. Das Offizierskorps galt in weiten Teilen der Bevölkerung als „Erster Stand im Staate.“ Dessen Weltbild war dabei geprägt von der Treue zur Monarchie und der Verteidigung der Königsrechte; es war konservativ, antisozialistisch und grundsätzlich antiparlamentarisch geprägt. Der militärische Verhaltens- und Ehrenkodex reichte weit in die Gesellschaft hinein. Auch für viele Bürger wurde der Status eines Reserveoffiziers nunmehr zu einem erstrebenswerten Ziel.
Von Bedeutung war das Militär zweifellos auch für die innere Nationsbildung. Der gemeinsame Dienst förderte die Integration der katholischen Bevölkerung in das protestantisch dominierte Reich. Selbst die Arbeiter blieben gegenüber der Ausstrahlung des Militärs nicht immun. Dabei kam dem mindestens zwei Jahre (bei der Kavallerie drei Jahre) dauernden Wehrdienst als sogenannter „Schule der Nation“ eine prägende Rolle zu. Wegen des Überangebots an Wehrpflichtigen in Deutschland leistete allerdings nur gut die Hälfte eines Jahrgangs aktiven Militärdienst. Wehrpflichtige mit höherer Schulbildung – fast ausschließlich Angehörige der Mittel- und Oberschicht – hatten das Privileg, als Einjährig-Freiwilliger verkürzten Militärdienst zu leisten.
Heinrich Manns Untertan, der Hauptmann von Köpenick oder die Zabern-Affäre spiegeln die Bedeutung des Militarismus in der deutschen Gesellschaft wider. Überall im Reich wurden die neuen Kriegervereine zu Trägern einer militaristischen Weltanschauung. Welche Breitenwirkung diese entfalteten, zeigt die Mitgliederzahl von 2,9 Millionen im Kyffhäuserbund (1913). Der Bund war damit die mitgliederstärkste Massenorganisation des Reiches. Die vom Staat geförderten Vereine sollten die militärische, nationale und monarchische Gesinnung pflegen und die Mitglieder gegenüber der Sozialdemokratie immunisieren.

### Bevölkerung, Wirtschaft und Gesellschaft

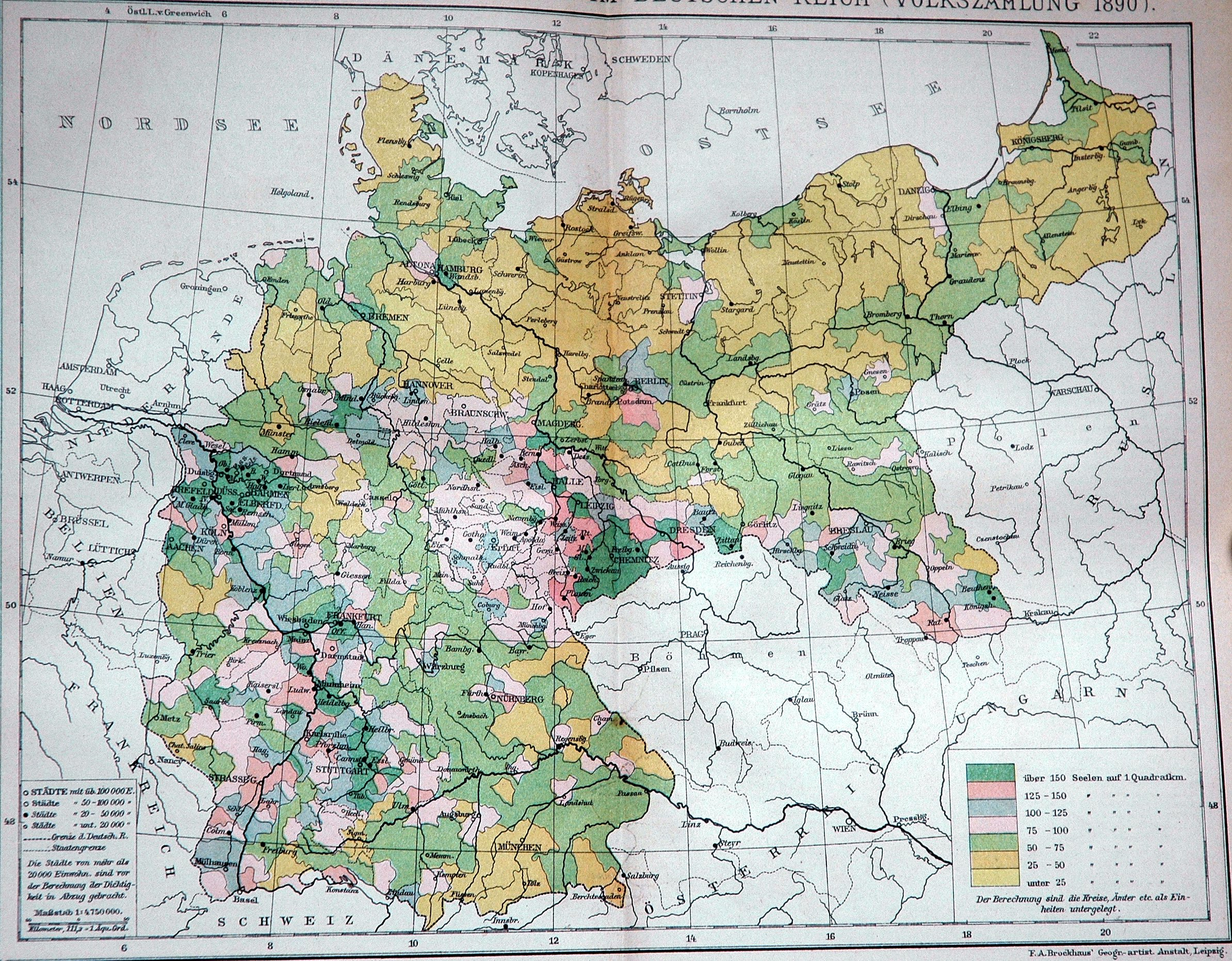
Bevölkerungsdichte des Deutschen Reiches

In die Zeit des Kaiserreichs fielen fundamentale demografische, wirtschaftliche und soziale Veränderungen, die in einem erheblichen Maß auch Kultur und Politik beeinflussten. Ein Kennzeichen dafür war das enorme Bevölkerungswachstum. Im Jahr 1871 lebten im Reich 41 Mio. Einwohner, 1890 waren es über 49 Mio. und 1910 fast 65 Mio. Einwohner. Nicht zuletzt durch Binnenwanderungen – zunächst aus der Umgebung, später auch durch Fernwanderungen etwa aus den agrarischen preußischen Ostgebieten nach Berlin oder Westdeutschland – wuchs die Stadtbevölkerung, insbesondere die Großstadtbevölkerung, stark an. Lebten 1871 noch 64 % der Bevölkerung in Gemeinden mit weniger als 2000 Einwohnern und nur 5 % in Großstädten mit mehr als 100.000 Einwohnern, gab es bereits 1890 einen Gleichstand zwischen Stadt- und Landbewohnern. Im Jahr 1910 lebten nur noch 40 % in Gemeinden mit weniger als 2000 Einwohnern und 21,3 % in Großstädten. Damit verbunden war auch eine Veränderung der Lebensweisen. So unterschied sich das Leben etwa in den Mietskasernen von Berlin grundlegend vom Leben auf dem Dorf.

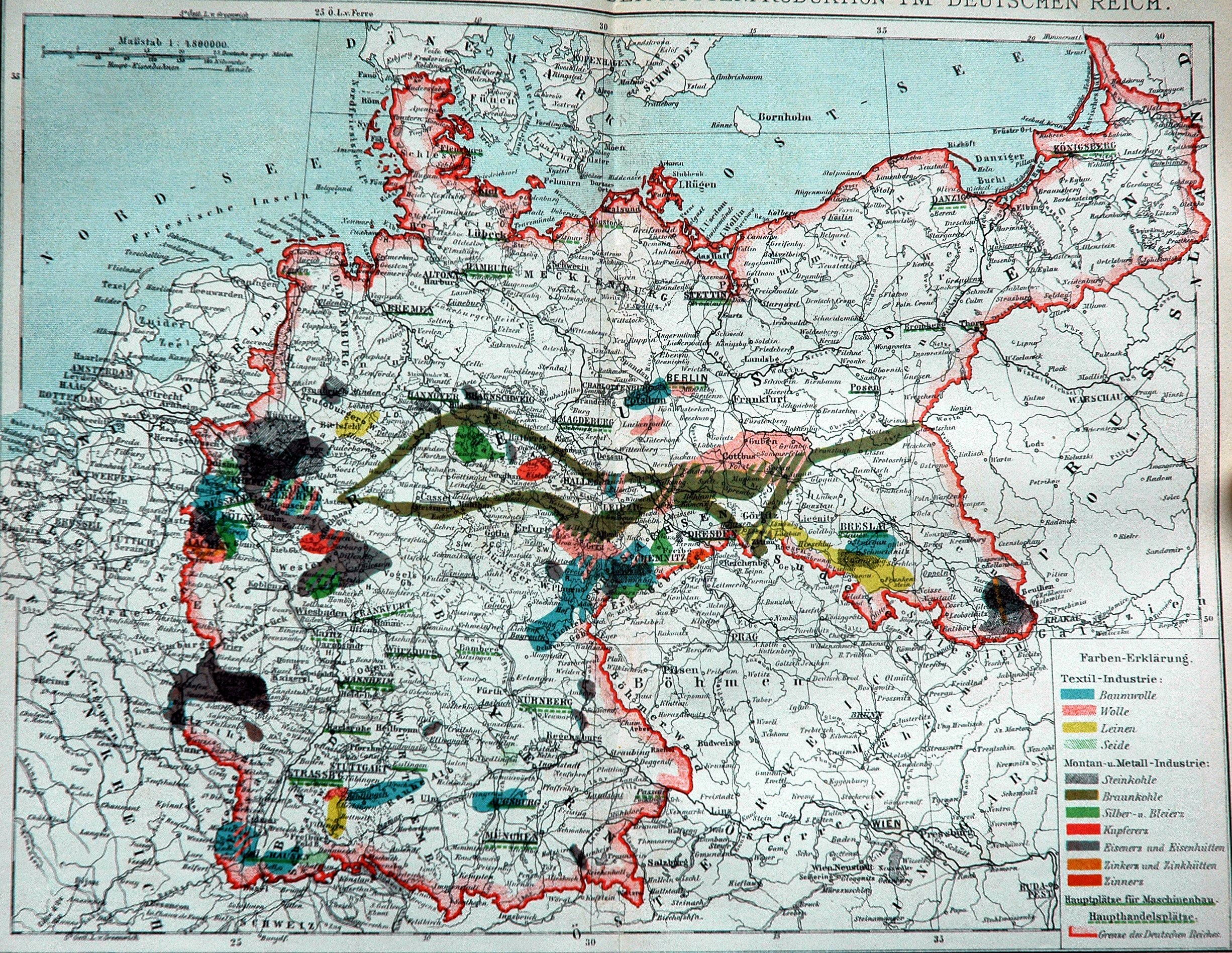
Industrie, Bergwerke und Hütten

Dieser Wandel war nur möglich, weil es einige Voraussetzungen dafür gab:
- die Wirtschaft konnte genügend Arbeitsplätze zur Verfügung stellen
- das Bankwesen und insbesondere die großen Universalbanken hatten sich weiterentwickelt und waren gewachsen[31]
- Verkehrswesen und Logistik hatten Fortschritte gemacht (siehe auch Geschichte der Eisenbahn in Deutschland): zum Beispiel transportierte die Preußische Ostbahn ein Vielfaches der beim Bau prognostizierten Menge von Gütern – darunter große Mengen Lebensmittel – vom Land in Ballungsräume.[32]

In diese Zeit fällt der Übergang Deutschlands von einem landwirtschaftlich geprägten Land zu einem modernen Industriestaat (→ Hochindustrialisierung in Deutschland). Dabei dominierten zu Beginn des Reiches der Eisenbahnbau und die Schwerindustrie; später kamen als neue Leitsektoren die chemische Industrie und die Elektroindustrie hinzu. 1873 hatte der Anteil des primären Sektors am Nettoinlandsprodukt bei 37,9 % und der der Industrie bei 31,7 % gelegen. 1889 war der Gleichstand erreicht; 1895 kam die Landwirtschaft nur noch auf 32 %, der sekundäre Sektor dagegen auf 36 %. Diese Veränderung spiegelte sich auch in der Entwicklung der Beschäftigungsverhältnisse wider. Lag die Relation der landwirtschaftlich Berufstätigen gegenüber denen in Industrie, Verkehr und Dienstleistungssektor 1871 noch bei 8,5 zu 5,3 Millionen, betrug das Verhältnis 1880 9,6 zu 7,5 Millionen und 1890 9,6 zu 10 Millionen. Im Jahr 1910 zählte man 10,5 Millionen Beschäftigte in der Landwirtschaft, hingegen in Industrie, Verkehr und Dienstleistungsberufen 13 Millionen Arbeitnehmer.
| Wirtschaftssektor            | 1882 | 1895 | 1907 |
| ---------------------------- | ---- | ---- | ---- |
| Landwirtschaft               | 41,6 | 35,0 | 28,4 |
| Industrie/Handwerk           | 34,8 | 38,5 | 42,2 |
| Handel/Verkehr               | 9,4  | 11,0 | 12,9 |
| Häusliche Dienste            | 5,0  | 4,3  | 3,3  |
| Öffentl. Dienst/freie Berufe | 4,6  | 5,1  | 5,2  |
| Berufslose/Rentner           | 4,7  | 6,1  | 8,1  |

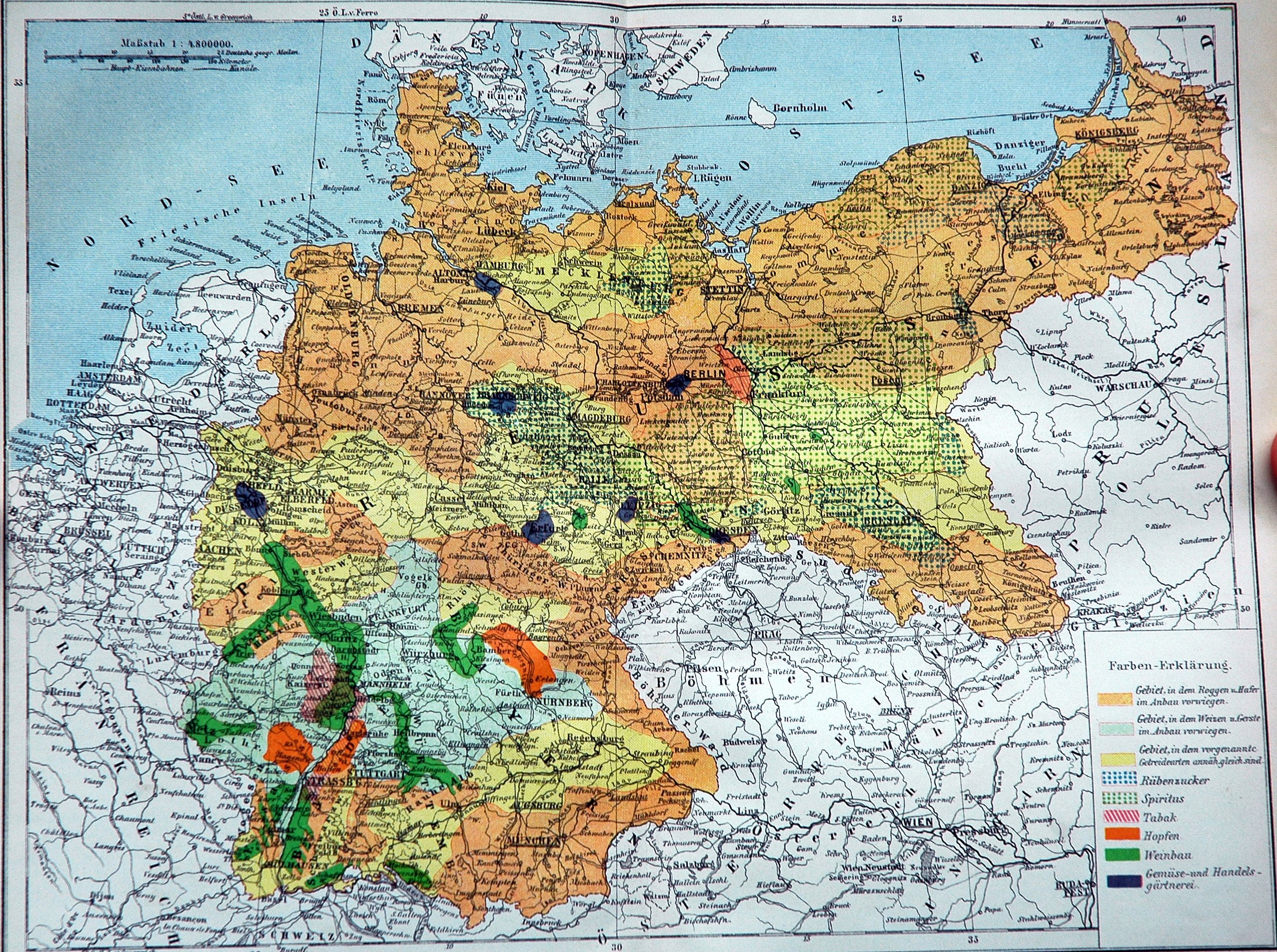
Landwirtschaft

Sozialgeschichtlich war das Kaiserreich vor allem geprägt vom Aufstieg der Arbeiterschaft. Dabei entwickelten die unterschiedlichen Herkunftsgruppen aus Ungelernten, Angelernten und gelernten Arbeitern bei allen weiterbestehenden Unterschieden durch die gemeinsamen Erfahrungen am Arbeitsplatz und in den Wohnquartieren tendenziell ein spezifisches Selbstverständnis der Arbeiterbevölkerung. Mit der Entstehung von Großbetrieben, neuen staatlichen Dienstleistungen und der Zunahme von Handel und Verkehr nahm daneben die Zahl der Angestellten sowie der kleineren und mittleren Beamten zu. Diese achteten auf soziale Distanz zu den Arbeitern, auch wenn sich ihre ökonomische Lage von der der Industriearbeiter wenig unterschied.
Zu den stagnierenden Teilen der Gesellschaft gehörte der alte städtische Mittelstand. Handwerker fühlten sich oft von der Industrie in ihrer Existenz bedroht. Die Realität war allerdings unterschiedlich: Es gab überbesetzte traditionelle Handwerksberufe; andererseits profitierten Bau- und das Nahrungsmittelhandwerke von der wachsenden Bevölkerung und der Stadtentwicklung. Viele Berufe passten sich an Entwicklungen an, zum Beispiel stellten die Schuhmacher keine Schuhe mehr her, sondern reparierten sie nur noch.
Es gelang dem Bürgertum, seine kulturellen Normen weitgehend durchzusetzen, wobei das Wirtschaftsbürgertum (einschließlich der großen Industriellen) ökonomisch führend war und die Bildungsbürger Deutschland zu einem Zentrum der Wissenschaft und Forschung machten. Gleichwohl blieb der politische Einfluss des Bürgertums begrenzt, zum Beispiel durch die Eigenarten des politischen Systems und durch den Aufstieg der Arbeiter und der neuen Mittelschichten.
Wirtschaftlich war die Existenz des Grund besitzenden Adels vor allem in Ostelbien durch die zunehmende internationale Verflechtung des Agrarmarktes bedroht. Die Forderung des Adels und der landwirtschaftlichen Interessenverbände nach staatlicher Hilfe wurde ein Merkmal der Innenpolitik während der Kaiserzeit. Gleichzeitig sorgte die preußische Verfassung dafür, dass der Adel im größten Staat des Reiches zahlreiche Sonderrechte behielt. Auch konnte der Adel in Militär, Diplomatie und Bürokratie seinen Einfluss bewahren.

### Städte
Die größten Städte des Kaiserreichs waren:
- Liste von 1880
- Liste von 1910

### Konfessionen
Weniger stark verändert als Wirtschaft und Gesellschaft haben sich in dieser Zeit die konfessionellen Unterschiede. Aber auch sie waren für die Gesamtgeschichte des Reiches bedeutend. Gleiches gilt für den Widerspruch zwischen dem Anspruch, Nationalstaat zu sein, und dem Vorhandensein von zahlenmäßig nicht unbedeutenden nationalen Minderheiten.

#### Konfessionen und Kirchen im Kaiserreich

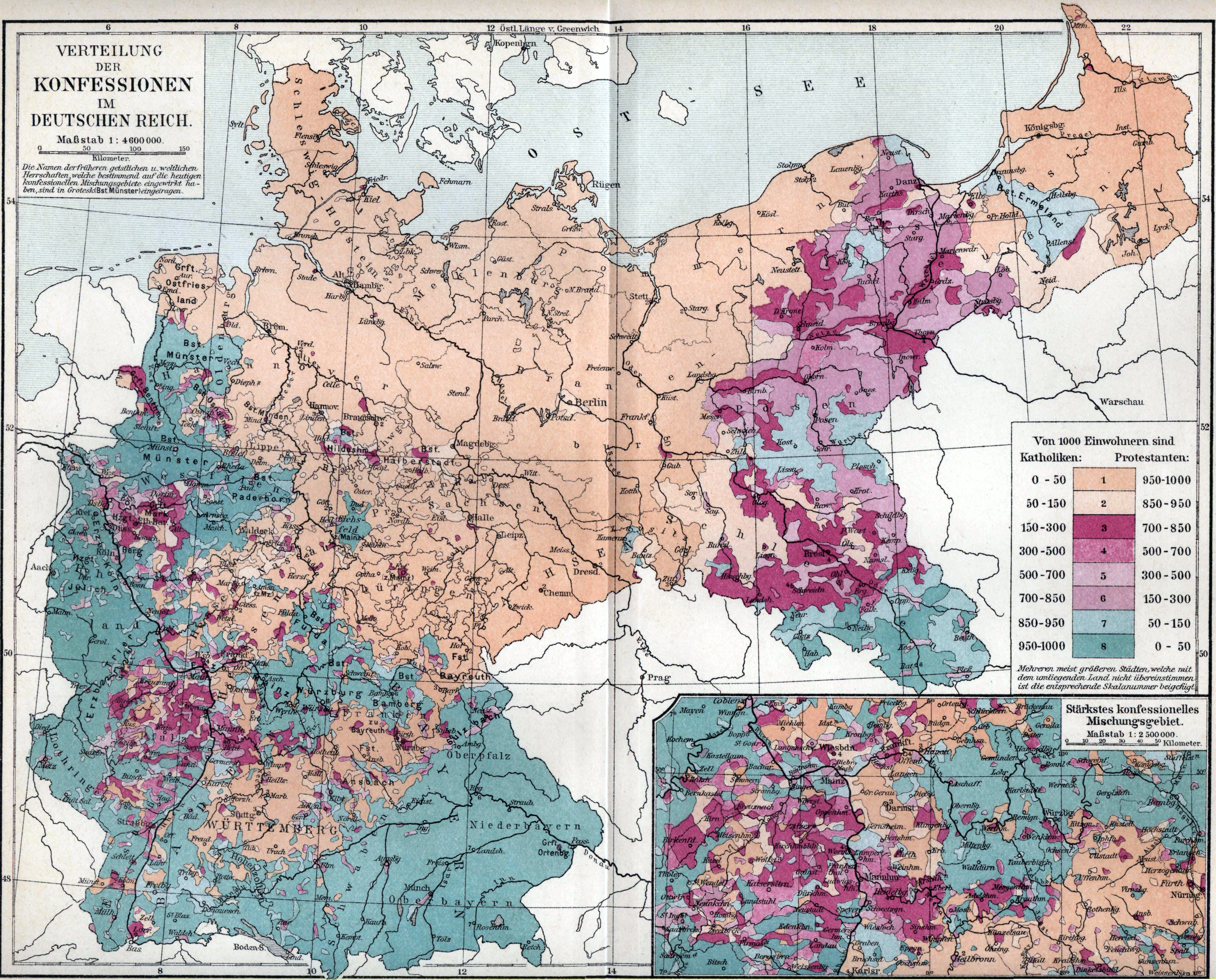
Konfessionskarte (evangelisch/katholisch) des Deutschen Reiches (ca. 1890)

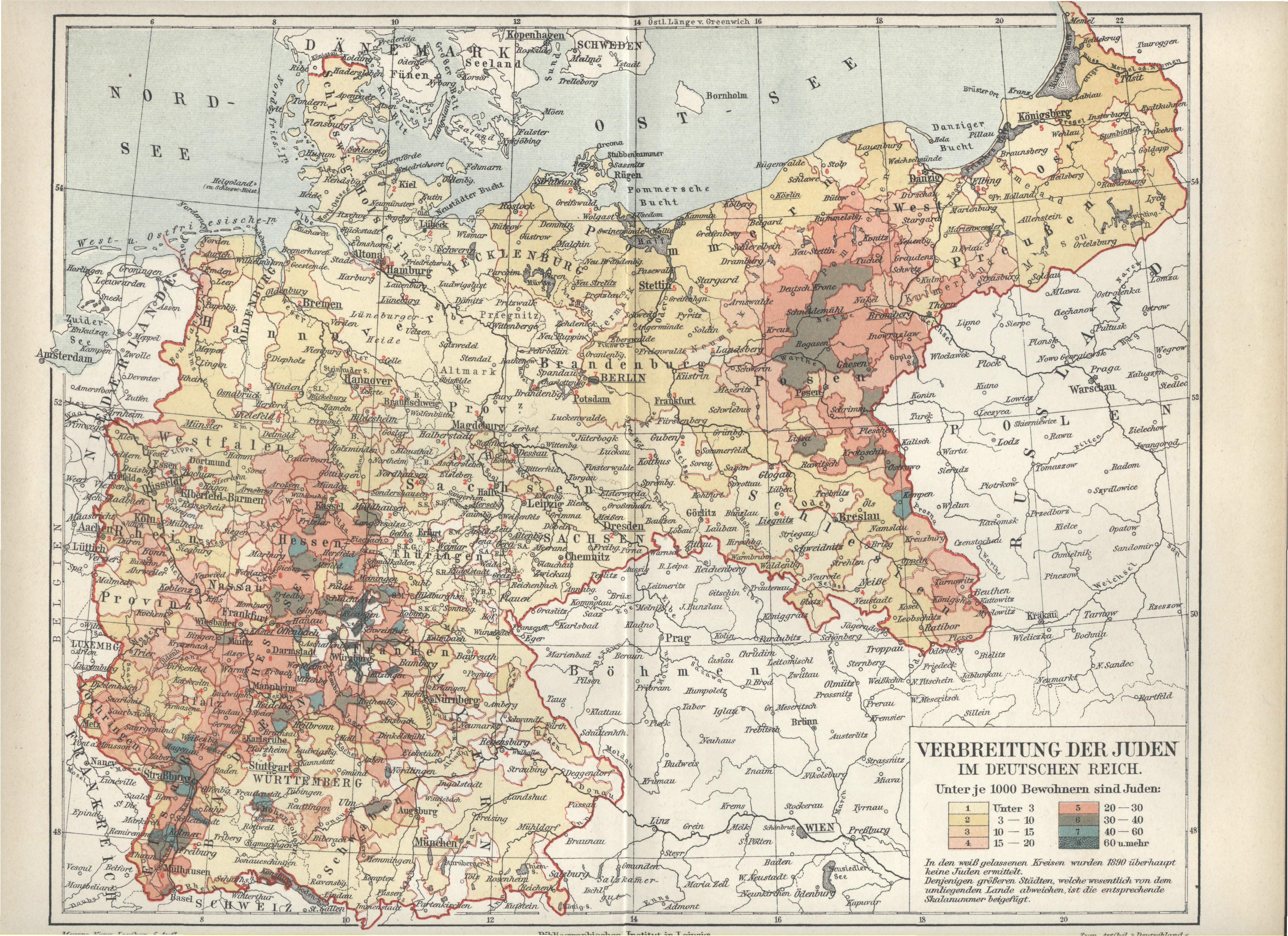
Verbreitung der israelitischen Religion im Deutschen Reich (ca. 1890)

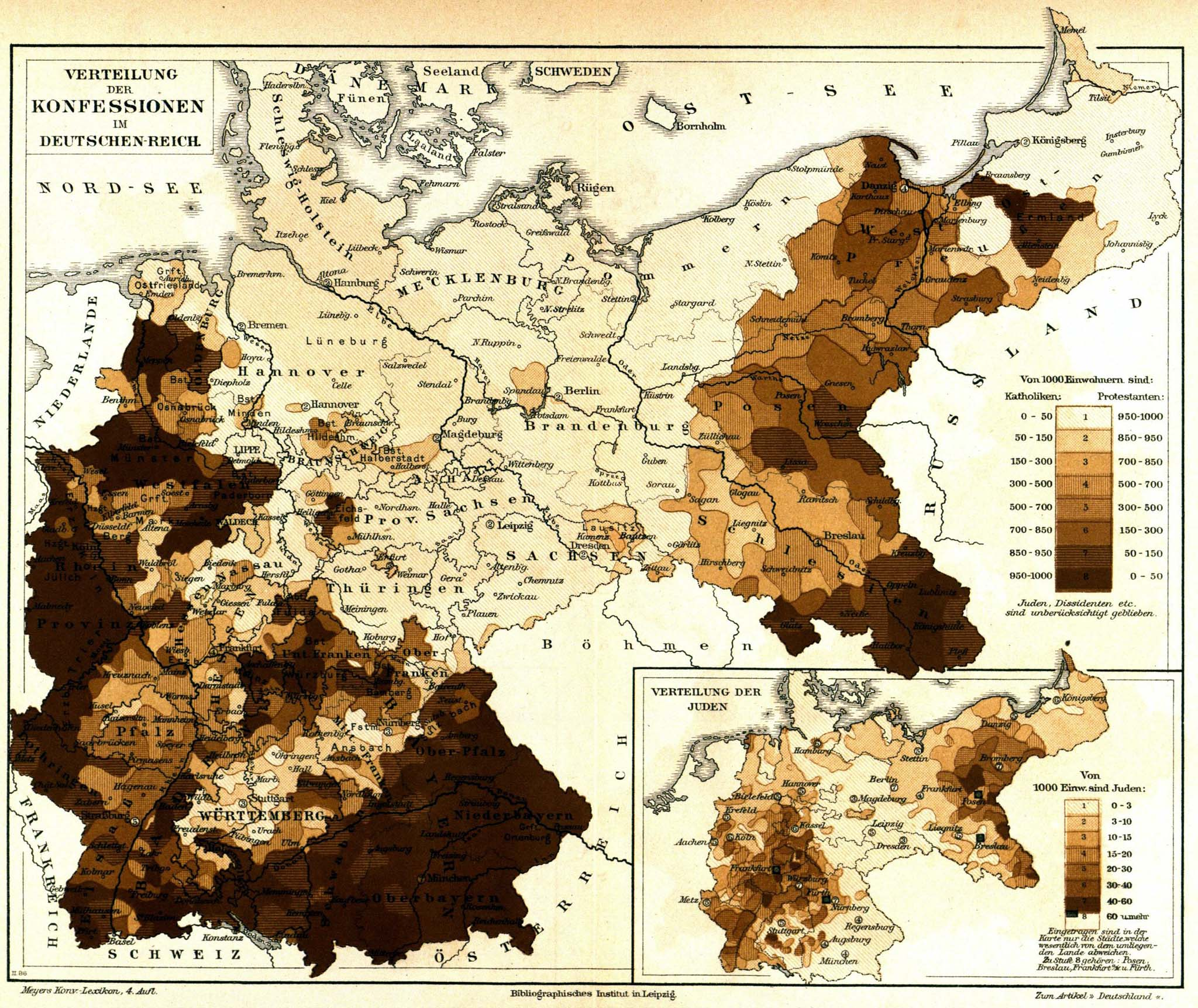
Konfessionskarte nach Meyers Konversationslexikon, ca. 1885

Gemessen an den Obrigkeiten des Kaiserreichs war dieses ein stark protestantisch geprägter Staat. Unter den 22 Reichsfürsten waren nur zwei Katholiken: die Könige von Bayern und von Sachsen. Die übrigen, insbesondere der König von Preußen, waren Protestanten. Die protestantische Bevölkerung identifizierte sich auch aus diesem Grund in besonderem Maße mit der Reichsidee. Der Katholizismus befand sich zu dieser Zeit in einer gesellschaftlichen Defensive. Die wirtschaftlichen Zentren lagen überwiegend in protestantischen Gegenden und dort entfaltete sich auch die größte wirtschaftliche Dynamik. Katholiken waren in der Unternehmerschaft und der Industriearbeiterschaft deutlich unterrepräsentiert. Die antimodernistische Haltung der offiziellen katholischen Kirche mit ihrer Ablehnung nicht nur von Liberalismus und Sozialismus, sondern auch der Idee des Fortschritts und der säkularen Menschenrechte im Allgemeinen trug wesentlich dazu bei, dass Katholiken einen geringeren Anteil an den gesellschaftlichen, wirtschaftlichen und wissenschaftlichen Entwicklungen hatten, als ihrem Bevölkerungsanteil entsprochen hätte.
An der allgemeinen Konfessionsverteilung der Frühen Neuzeit änderte sich grundsätzlich kaum etwas. Weiterhin gab es fast rein katholische Gebiete (Nieder- und Oberbayern, nördliches Westfalen, Oberschlesien und andere) und fast rein protestantische (Schleswig-Holstein, Pommern, Sachsen etc.). Die konfessionellen Vorurteile und Vorbehalte, insbesondere gegenüber gemischt konfessionellen Ehen, waren daher weiterhin erheblich und die Konfessionsgemeinschaften blieben auf Distanz zueinander. Im Jahr 1912 waren von 523.491 Eheschließungen nur etwa 10 Prozent konfessionsverschieden.
| Bekenntnis des Mannes              | Bekenntnis der Frau | Bekenntnis der Frau | Bekenntnis der Frau             | Bekenntnis der Frau | Bekenntnis der Frau                | Zusammen |
| Bekenntnis des Mannes              | Evangelisch         | Römisch- katholisch | Anderes christliches Bekenntnis | Israeli- tisch      | Sonstiges, unbestimmtes oder o. A. | Zusammen |
| ---------------------------------- | ------------------- | ------------------- | ------------------------------- | ------------------- | ---------------------------------- | -------- |
| Evangelisch                        | 309.779             | 023.835             | 0.501                           | 0.326               | 176                                | 334.617  |
| Römisch-katholisch                 | 025.717             | 154.871             | 0.103                           | 0.115               | 043                                | 180.849  |
| Anderes christliches Bekenntnis    | 00.610              | 00.109              | 0.908                           | 00.6                | 03                                 | 01.636   |
| Israelitisch                       | 00.488              | 00.118              | 00.4                            | 3.833               | 037                                | 04.480   |
| Sonstiges, unbestimmtes oder o. A. | 01.320              | 00.244              | 00.13                           | 00.36               | 296                                | 01.909   |
| Zusammen                           | 337.914             | 179.177             | 1.529                           | 4.316               | 555                                | 523.491  |

Nach und nach kam es durch Binnenwanderung zu einer allmählichen konfessionellen Durchmischung. In den östlichen Reichsgebieten kam häufig auch ein nationaler Gegensatz hinzu, da dort weitgehend die Gleichung protestantisch = deutsch, katholisch = polnisch galt. In den Zuwanderungsgebieten etwa im Ruhrgebiet und Westfalen oder in einigen Großstädten kam es zum Teil zu erheblichen konfessionellen Verschiebungen (insbesondere im katholischen Westfalen durch protestantische Zuwanderer aus den Ostprovinzen).
Politisch hatte die Konfessionsverteilung erhebliche Folgen. In den katholisch dominierten Gebieten gelang es der Zentrumspartei, die überwiegende Mehrzahl der Wähler für sich zu gewinnen. So gelang es den Sozialdemokraten und ihren Gewerkschaften kaum, in den katholischen Teilen des Ruhrgebiets Fuß zu fassen. Erst mit der zunehmenden Säkularisierung in den letzten Jahrzehnten des Kaiserreichs begann sich dies zu ändern.
| Gebiet               | Protestanten | Protestanten | Katholiken | Katholiken | Sonst. Christen | Sonst. Christen | Juden   | Juden | Andere | Andere |
| Gebiet               | Zahl         | %            | Zahl       | %          | Zahl            | %               | Zahl    | %     | Zahl   | %      |
| -------------------- | ------------ | ------------ | ---------- | ---------- | --------------- | --------------- | ------- | ----- | ------ | ------ |
| Deutsches Reich      | 28.331.152   | 62,63        | 16.232.651 | 35,89      | 78.031          | 0,17            | 561.612 | 1,24  | 30.615 | 0,07   |
| Preußen              | 17.633.279   | 64,64        | 9.206.283  | 33,75      | 52.225          | 0,19            | 363.790 | 1,33  | 23.534 | 0,09   |
| Bayern               | 1.477.952    | 27,97        | 3.748.253  | 70,93      | 5.017           | 0,09            | 53.526  | 1,01  | 30     | 0,00   |
| Sachsen              | 2.886.806    | 97,11        | 74.333     | 2,50       | 4.809           | 0,16            | 6.518   | 0,22  | 339    | 0,01   |
| Württemberg          | 1.364.580    | 69,23        | 590.290    | 29,95      | 2.817           | 0,14            | 13.331  | 0,68  | 100    | 0,01   |
| Baden                | 547.461      | 34,86        | 993.109    | 63,25      | 2.280           | 0,15            | 27.278  | 1,74  | 126    | 0,01   |
| Großherzogtum Hessen | ~716.320     | ~74%         | ~232.320   | ~24%       | N/A             | N/A             | 26.746  | 2,76  | N/A    | N/A    |
| Elsaß-Lothringen     | 305.315      | 19,49        | 1.218.513  | 77,78      | 3.053           | 0,19            | 39.278  | 2,51  | 511    | 0,03   |

#### Judentum und Antisemitismus
Um 1871 bildeten die Juden im deutschen Kaiserreich mit einem Anteil von etwas über einem Prozent der Gesamtbevölkerung eine prozentual kleine Minderheit. Durch eine geringere Geburtenzahl und den zunehmenden Anteil christlich-jüdischer Ehen, bei denen die Kinder meist christlich erzogen wurden, nahm ihr Anteil allmählich ab. Die jüdische Bevölkerung konzentrierte sich in den größeren Städten. Um 1910 lebten ein Drittel aller deutschen Juden in der Stadt Berlin mit Umlandgemeinden, wo ihr Bevölkerungsanteil etwa 5 % betrug. Zentren jüdischen Lebens waren neben Berlin Frankfurt am Main (10 %), Breslau (5,5 %), Königsberg (Preußen) und Hamburg (3,2 %). Aber es gab auch ländliche Regionen mit überdurchschnittlichem jüdischen Bevölkerungsanteil: im Osten die Provinz Posen, Westpreußen und Oberschlesien, im Südwesten das Großherzogtum Hessen, Unterfranken, die Pfalz (Bayern) und Elsaß-Lothringen.
In den Ostprovinzen mit gemischt deutscher und polnischer Bevölkerung bekannten sich die Juden überwiegend zum Deutschtum. Auch unter denjenigen Juden, die ostjiddische Dialekte sprachen, war die Tendenz zur Assimilation in die deutsche Gesellschaft lange Zeit stark ausgeprägt. Der Zionismus, der eine nationale Heimstätte für die Juden in Palästina zu begründen suchte, wurde bis zum Ende des Kaiserreichs von der ganz überwiegenden Mehrheit der deutschen Juden abgelehnt.
Ab dem 25. März 1873 hielten antisemitische Ausschreitungen, der „Stuttgarter Massenkrawall“ bzw. das Stuttgarter Pogrom von 1873 die Hauptstadt des Königreichs Württemberg drei Tage lang in Atem; es war der erste und einer der schwersten antijüdischen Pogrome im Deutschen Kaiserreich, und er war vom gleichen Jagd- und Hetzgeschrei wie bereits die Hep-Hep-Krawalle im Deutschen Bund 1819 begleitet.
1893 wurde der Central-Verein deutscher Staatsbürger jüdischen Glaubens gegründet – der Name war Programm: Der Central-Verein machte sich die Bekämpfung des Antisemitismus zur Aufgabe, lehnte aber alle Vorstellungen von den Juden als einem Volk oder eigenen Rasse ab, sondern betrachtete die deutschen Juden gewissermaßen als einen der deutschen Stämme. Insgesamt waren deutsche Juden im Bereich von Wirtschaft, Kultur, Wissenschaft und den akademischen Berufen außerordentlich erfolgreich. Nach der Statistik von 1910 lag der jüdische Bevölkerungsanteil bei 0,95 % (615.000 von 64.926.000). Davon waren 555.000 deutscher Herkunft, die restlichen 60.000 (ca. 10 %) nicht-deutscher Staatsangehörigkeit (meist Flüchtlinge aus Polen, Ukraine und Russland). Demgegenüber waren 4,28 % der Staatsanwälte und Richter, 6,01 % der Ärzte, 14,67 % der Anwälte und Notare im deutschen Kaiserreich jüdischen Glaubens. Überproportional viele prominente Musiker und Virtuosen waren jüdischer Abstammung. Besonders deutlich war der jüdische Beitrag in Großstädten, insbesondere in Berlin. Damit leisteten die deutschen Juden einen herausragenden Beitrag zum weltweiten Kulturleben.
Trotzdem konnte der Antisemitismus aus unterschiedlichen Gründen gerade im späteren Kaiserreich unter Kaiser Wilhelm II. administrativ, gesellschaftlich und politisch Fuß fassen. Bestimmte Berufe waren den Juden praktisch verschlossen. So war es für einen Juden unmöglich, Offizier zu werden (was eine schwerwiegende Einschränkung darstellte, da der Offiziersstand zu den angesehensten Berufen des Kaiserreichs gehörte). Beispielhaft hielt der preußische Kriegsminister Karl von Einem 1907 „ein Eindringen jüdischer Elemente in das aktive Offizierskorps nicht nur für schädlich, sondern für direkt verderblich“. Der Anteil jüdischer Universitätsprofessoren lag prozentual deutlich unter dem Anteil jüdischer Privatdozenten, was zum Teil Ausdruck antijüdischer Vorbehalte bei Lehrstuhlbesetzungen war. Führende Gelehrte – auch wenn sie die Antisemitenbewegung als primitiv ablehnten – äußerten sich voller Misstrauen gegenüber dem Eindringen der Juden in die akademischen Berufe und zeichneten das Phantasiegebilde einer möglichen Herrschaft der Juden über die deutschen Universitäten. Juden wurden nie auf einen Lehrstuhl für deutsche Sprache und Literatur oder für klassische Altertumswissenschaft und Sprachen berufen und bekamen vorwiegend nur in den sich neu entfaltenden mathematisch-naturwissenschaftlichen Fächern und der Medizin eine Anstellung, wo sie Herausragendes leisteten. Der spätere Nobelpreisträger Richard Willstätter bekannte später: … viel tieferen Eindruck, entscheidenden, hat auf mich die Haltung der Fakultäten gemacht, nämlich die häufigen Fälle, daß die Berufung jüdischer Gelehrter bekämpft und verhindert wurde, und die Art und Weise in der dies geschah. Die Fakultäten ließen Ausnahmen zu, gewährten aber keine Gleichberechtigung.
Trotz des hohen Prozentsatzes jüdischer Anwälte war diesen die höhere juristische Laufbahn weitgehend verschlossen. Insbesondere Richterämter wurden nur restriktiv mit Juden besetzt, was damit begründet wurde, dass das Richteramt besonderes Vertrauen voraussetze und man es daher mit Rücksicht auf die Empfindungen der Bevölkerung nicht mit Juden besetzen könne, auch könne ein Jude schlecht einem Christen einen Eid abnehmen. Juden war es sehr erschwert oder unmöglich, ein höheres Staatsamt zu erhalten. Im Gegensatz zu Großbritannien, wo ein christlich getaufter Jude – Benjamin Disraeli – sogar Premierminister wurde, gab es im Kaiserreich keinen jüdischen Minister. Einzelne Juden, die in ein höheres Staatsamt gelangten, wie etwa der Direktor der Kolonialabteilung des Auswärtigen Amts Bernhard Dernburg, blieben Ausnahmen. In den aufblühenden Seebädern an Nord- und Ostsee breitete sich der Bäder-Antisemitismus aus. Antisemitische Vorurteile und karikaturhafte Vorstellungen von Juden waren in fast allen Bevölkerungsschichten zu finden.
Auch die Haltung der sozialdemokratischen Partei war eine Zeitlang zumindest ambivalent, da dort das Stereotyp des reichen kapitalistischen Juden existierte. Grundsätzlich wurde der Antisemitismus von den Sozialdemokraten abgelehnt; der Parteivorsitzende August Bebel verurteilte den Antisemitismus in einem 1893 gehaltenen Grundsatzreferat Antisemitismus und Sozialdemokratie als reaktionär. Konservative Parteien liebäugelten zeitweilig mit antisemitischen Programmpunkten. So wandte sich die Deutschkonservative Partei in ihrem Tivoli-Programm von 1892 gegen „den vielfach sich vordrängenden und zersetzenden jüdischen Einfluss auf unser Volksleben“ und forderte eine christliche Obrigkeit und christliche Lehrer. Es gab Bestrebungen, den Juden die im Verlauf des 19. Jahrhunderts erlangte bürgerliche Gleichberechtigung wieder zu entziehen. Die Antisemitenpetition der „Berliner Bewegung“ verlangte 1880/81 die Zurücknahme der bürgerlichen Gleichstellung der Juden, wurde jedoch von der preußischen Regierung und den liberalen Parteien im Reichstag zurückgewiesen. Immer wieder auftretende antisemitische Regungen und Aktionen auf regionaler Ebene, wie sie beispielsweise in der Konitzer Mordaffäre 1900–1902 zum Ausdruck kamen, wurden durch die Behörden unterdrückt. Als Gegenreaktion auf den Antisemitismus wurde von liberalen Gelehrten und Politikern (u. a. Theodor Mommsen, Rudolf Virchow, Johann Gustav Droysen) 1890 der Verein zur Abwehr des Antisemitismus („Abwehrverein“) gegründet. Politisch gelang es den Antisemiten nicht, eine einheitliche Partei zu formieren. Der Stimmenanteil der zersplitterten antisemitischen Parteien lag bei allen Reichstagswahlen vor dem Ersten Weltkrieg höchstens bei fünfeinhalb Prozent. Der politische Antisemitismus verlagerte sich mehr zur Deutschkonservativen Partei, Berufsverbänden, Studentenverbindungen und den christlichen Kirchen. Abgesehen von den Liberalen war die deutsche bürgerliche Kultur schon lange antisemitisch durchtränkt.

### Nationale Minderheiten
| Muttersprache                 | Anzahl     | Anteil |
| ----------------------------- | ---------- | ------ |
| Deutsch                       | 51.883.131 | 92,05  |
| Deutsch und eine Fremdsprache | 252.918    | 0,45   |
| Polnisch                      | 3.086.489  | 5,48   |
| Französisch                   | 211.679    | 0,38   |
| Masurisch                     | 142.049    | 0,25   |
| Dänisch                       | 141.061    | 0,25   |
| Litauisch                     | 106.305    | 0,19   |
| Kaschubisch                   | 100.213    | 0,18   |
| Wendisch (Sorbisch)           | 93.032     | 0,16   |
| Niederländisch                | 80.361     | 0,14   |
| Italienisch                   | 65.930     | 0,12   |
| Mährisch                      | 64.382     | 0,11   |
| Tschechisch                   | 43.016     | 0,08   |
| Friesisch                     | 20.677     | 0,04   |
| Englisch                      | 20.217     | 0,04   |
| Russisch                      | 9.617      | 0,02   |
| Schwedisch                    | 8.998      | 0,02   |
| Ungarisch                     | 8.158      | 0,01   |
| Spanisch                      | 2.059      | 0,00   |
| Portugiesisch                 | 479        | 0,00   |
| andere Fremdsprachen          | 14.535     | 0,03   |
| Einwohner am 1. Dezember 1900 | 56.367.187 | 100    |

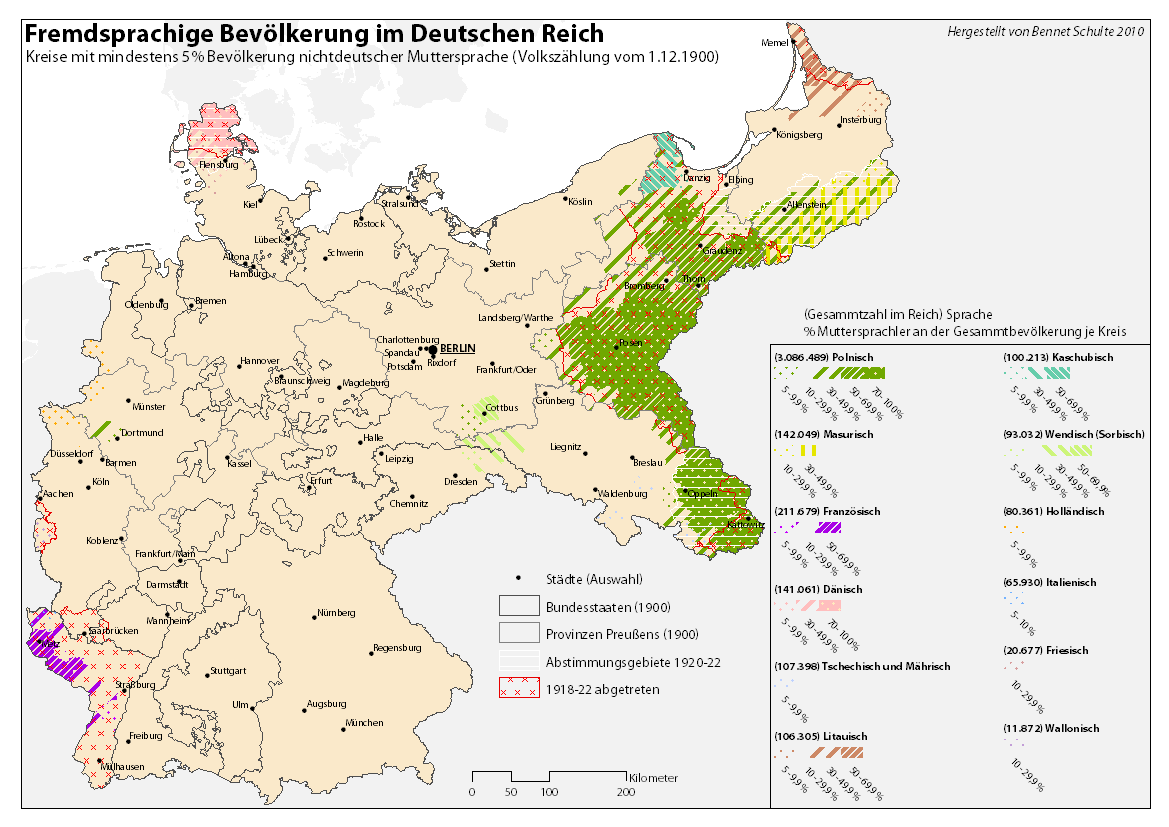
Muttersprachliche Minderheiten des Deutschen Reiches je Kreis

Das Deutsche Reich entwickelte sich zunehmend zu einem einheitlichen Nationalstaat nach dem Vorbild Frankreichs und Großbritanniens. Dennoch gab es 1880 neben den damals fast 42 Millionen deutschen Muttersprachlern rund 3,25 Millionen Nichtdeutschsprachige, darunter 2,5 Millionen mit polnischer oder tschechischer Sprache, 140.000 Sorben, 200.000 Kaschuben, 150.000 Litauisch-Sprechende, 140.000 Dänen sowie 280.000 französische Muttersprachler. Diese lebten überwiegend in der Nähe der Außengrenzen des Reiches.
Nicht nur die Regierung, der Kanzler und der Kaiser, sondern auch das national und liberal gesinnte Bürgertum befürwortete grundsätzlich eine Politik der kulturellen und sprachlichen Germanisierung zur Bildung einer neu zu definierenden Nation inmitten Europas. Dabei spielte die Schule mit dem konsequenten Einsatz des deutschsprachigen Unterrichts eine zentrale Rolle.
Im Wettstreit der unterschiedlichen Kulturen, aber auch gemäß dem Wunsch nach einer im Innern wie von außen erkennbaren deutschen Nation wurden z. B. die polnischen Pfarrer im Teilstaat Preußen durch weltliche, deutschsprachige Lehrer ersetzt. Eine Ausnahme bildeten die überwiegend französischsprachigen Gebiete Elsass-Lothringens, wo die französische Sprache als Schulsprache zugelassen war. Wichtig war die Einführung des Deutschen als Amts- und Gerichtssprache.
War das preußische Königreich mit seinen Außengrenzen im Osten vor der Reichsgründung gegenüber seinen nationalen Minderheiten überwiegend tolerant gewesen und hatte den Schulunterricht in der Muttersprache ausdrücklich gefördert, so wich diese Toleranz insbesondere in den polnischsprachigen Gebieten zunehmend einer Politik der kulturellen Nationalisierung. Die polnische Sprache, in der vor der Reichsgründung in überwiegend polnischsprachigen Gebieten unterrichtet worden war, wurde nach und nach durch die deutsche Unterrichtssprache ersetzt. Nur der katholische Religionsunterricht durfte noch in polnischer Sprache erteilt werden. Als auch dort die deutsche Unterrichtssprache eingeführt wurde, kam es zum Teil zu offenem Widerstand, der sich unter anderem in Schulstreiks äußerte (1901 Wreschener Schulstreik), die die preußischen Behörden und die Lehrerschaft mit disziplinarischen Maßnahmen beantworteten. Von den Sozialdemokraten, den Linksliberalen und dem Zentrum wurden die Maßnahmen scharf verurteilt. Im Fall der polnischen Bevölkerung kamen später auch Maßnahmen hinzu, die den polnischen Großgrundbesitz zu Gunsten deutscher Siedler begrenzen sollten. Auch hat die Preußische Ansiedlungskommission mit wenig Erfolg versucht, polnischen Grundbesitz für deutsche Neusiedler zu erwerben. 1885 wurden bei Polenausweisungen 35.000 Polen aus Preußen ausgewiesen. Das Verfahren wurde von Bismarck initiiert und vom preußischen Innenminister Robert Viktor von Puttkamer umgesetzt.
Dennoch hatte diese neue Politik nur begrenzten Erfolg, da mit ihr die Polen, die zuvor mit der toleranten Haltung des preußischen Staates recht gut leben konnten, gegen die Obrigkeit aufgebracht wurden. Trotz finanzieller Anstrengungen und markiger nationalistischer Reden („Wir gehen hier keinen Schritt zurück!“) kam es eher zu einer Zunahme des polnischsprachigen Bevölkerungsanteils und Rückgang des deutschen Bevölkerungsanteils beispielsweise in der Provinz Posen und zu einer zunehmenden Entfremdung zwischen Deutschen und Polen. Die Minderheiten versuchten ihre eigene Identität zu bewahren und organisierten sich erfolgreich in Bauernvereinen, gründeten Kreditanstalten und Hilfsorganisationen. Alle Nationalitäten waren beispielsweise relativ stabil im Reichstag vertreten und anzahlmäßig sogar eher überrepräsentiert. Selbst die ins Ruhrgebiet ausgewanderten Polen hielten an ihrer Herkunft fest. Dort entstanden starke polnische Gewerkschaften. Die antipolnischen Maßnahmen während der Zeit des Kaiserreichs hatten eine unheilvolle Nachwirkung auf das deutsch-polnische Verhältnis im Allgemeinen. Als die Zweite Polnische Republik nach dem Ersten Weltkrieg als unabhängiger Staat entstand, kam der größte Teil der ehemaligen Provinzen Posen und Westpreußen zu Polen. Die polnische Regierung übte nun eine vergleichbar repressive Politik gegenüber den deutschen Minderheiten in diesen Gebieten aus, letztlich, um diese zu nötigen, das Land zu verlassen. Begründet wurde diese Politik mit dem Argument, dass diese Gebiete unter deutscher Herrschaft künstlich „germanisiert“ worden seien und nun erneut polonisiert werden müssten.

### Wandel und Entwicklung der politischen Kultur
Das Kaiserreich war prägend für die politische Kultur in Deutschland weit über das Ende der Monarchie hinaus. Industrialisierung, Urbanisierung sowie die verbesserten Kommunikationsmöglichkeiten (z. B. die Verbreitung der Tageszeitungen bis in die unteren Schichten hinein) und andere Faktoren veränderten auch den Bereich der politischen Kultur. War die Politik zuvor überwiegend eine Sache der Eliten und Honoratioren, kam es nunmehr zu einer Fundamentalpolitisierung, an der in unterschiedlicher Weise fast alle sozialen Gruppen einen Anteil hatten. Dazu beigetragen hat zweifellos auch das allgemeine und gleiche Männerwahlrecht (ab dem Alter von 25 Jahren) auf Reichsebene. Ein Indiz dafür war die Zunahme der Wahlbeteiligung. Beteiligten sich 1871 nur 51 % der Wahlberechtigten an den Reichstagswahlen, waren es 1912 84,9 %. Als entscheidender Bestandteil der Massenpolitisierung sollte sich die erstarkende Frauenbewegung erweisen, die sich wie in anderen Industrieländern in dieser Zeit formierte, Reformen und vielfach auch das Frauenwahlrecht einforderte.

#### Entstehung der politischen Lager
In die Reichsgründungszeit fällt die Ausprägung der verschiedenen politischen Lager. Karl Rohe unterscheidet dabei ein sozialistisches, ein katholisches und ein nationales Lager. Andere Autoren unterteilen letzteres noch einmal in ein national-konservatives und ein liberales Lager. Ungeachtet von Parteispaltungen, Zusammenschlüssen oder ähnlichen Ereignissen prägten diese Lager bis in die Weimarer Republik hinein das politische Leben weitgehend mit. Alle diese Grundorientierungen hatte es in der ein oder anderen Weise bereits vor der Gründung des Kaiserreichs gegeben. Allerdings entstand mit der Deutschen Zentrumspartei (Zentrum) erstmals eine starke katholische Partei, die annähernd alle sozialen Gruppen von der katholischen Landbevölkerung, die Arbeiterschaft bis hin zu Bürgertum und Adel erreichte. Doch blieb die Parteiorganisation schwach und das Zentrum entwickelte sich nicht zu einer Massenpartei. Ein weiteres Kennzeichen war der Aufstieg der Sozialdemokratie. Insgesamt hatte sich deren Anhängerschaft von 1874 bis 1912 verachtfacht. Der Stimmenanteil der SPD stieg von etwa 9,1 Prozent (1877) auf 34,8 Prozent (1912).
Dem Aufstieg der Sozialdemokraten stand dabei kein bedeutsamer Abstieg des bürgerlichen und des katholischen Lagers gegenüber. Obwohl das Zentrum seinen Mobilisierungsgrad aus der Kulturkampfzeit nicht vollständig halten konnte, gelang es dieser Partei, sich auch angesichts einer wachsenden Wählerzahl zu behaupten. Bei allen Verwerfungen gelang es auch dem bürgerlichen Lager, weiterhin etwa ein Drittel der Wahlberechtigten zu erreichen. Nach der überproportionalen Stellung der Nationalliberalen und der Freikonservativen Partei zu Beginn des Kaiserreichs gab es innerhalb dieses Bereichs erhebliche Verschiebungen. Am Ende des Kaiserreichs lagen Linksliberale, Konservative und Nationalliberale mit jeweils etwas mehr als zehn Prozent gleichauf.
Nicht zuletzt auf Grund des Kulturkampfes und später des Sozialistengesetzes entwickelten die katholische Bevölkerung und die Anhänger der Sozialdemokratie einen besonders starken inneren Zusammenhalt. Begünstigt durch weitere Faktoren entstand ein katholisches und sozialdemokratisches Milieu. In deren Umfeld entwickelte sich jeweils ein Organisations- und Vereinswesen, das die Bedürfnisse der jeweiligen Gruppe von der „Wiege bis zur Bahre“ erfüllte. Im katholischen Milieu war die Entwicklung differenziert. Vor allem in den agrarischen Teilen des katholischen Deutschland banden die Pfarrer, die Kirche sowie die traditionellen gemeindenahen Vereine die Menschen an das Milieu. In den Industriegebieten und Städten dagegen entwickelten sich zur Integration der katholischen Arbeiterbevölkerung mit dem Volksverein für das katholische Deutschland und den christlichen Gewerkschaften Organisationen mit Millionen von Mitgliedern.
Im sozialdemokratischen Bereich entwickelten sich nach dem Ende des Sozialistengesetzes nicht nur die SPD zu einer Massenorganisation. Noch stärker stiegen die Mitgliederzahlen der Gewerkschaften an. Außerdem entstand teilweise auf älteren Grundlagen ein weit verzweigtes Vereinswesen der Arbeiterbildungsvereine, der Arbeitersänger oder der Arbeitersportvereine. Konsumgenossenschaften rundeten dieses Bild ab.
Das Selbstverständnis und die Lebensweise von Katholiken, von Sozialdemokraten und der protestantischen bürgerlichen Gesellschaft fielen deutlich auseinander. Ein Wechsel zwischen ihnen war kaum möglich. Der Zusammenhalt wurde durch die jeweilige Sozialisation auch nach dem Ende von Kulturkampf und Sozialistengesetzen weiter getragen.

#### Massenorganisationen
Nicht nur im politischen Bereich, sondern auch in fast allen Lebensbereichen entfaltete sich die Massenmobilisierung zur Durchsetzung von Interessen und anderen gesellschaftlichen Zielen.

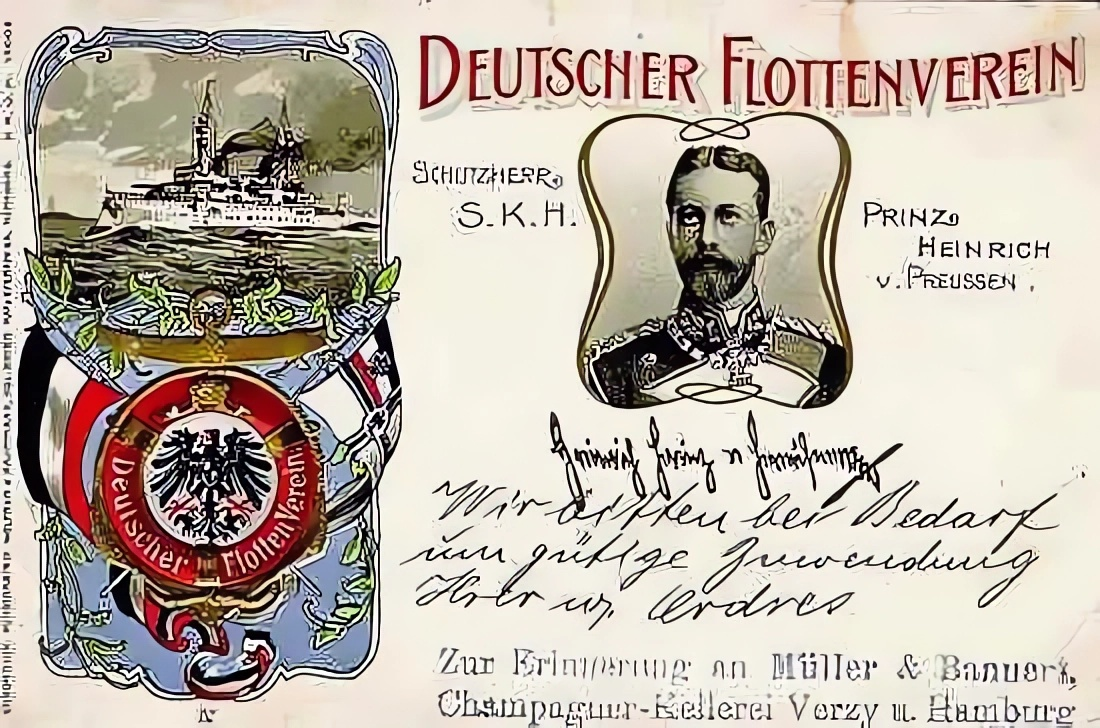
Propagandapostkarte des Flottenvereins

Auf der rechten Seite des politischen Spektrums mobilisierten ein übersteigerter Nationalismus und die Kolonialbewegung Anhänger aus verschiedenen sozialen Gruppen. Der Deutsche Flottenverein stützte sich auf 1,2 Millionen Mitglieder. Zumindest zeitweise gelang es auch dem Antisemitismus, beachtliche Resonanz zu gewinnen. Dazu gehörte die christlich-soziale Partei um den Prediger Adolf Stoecker. Einige wirtschaftliche Interessenorganisationen griffen diese populistischen Forderungen auf, um so ihre eigene Position zu stärken. Besonders stark ausgeprägt war der Antisemitismus etwa im Deutschnationalen Handlungsgehilfenverband. Eng verbunden waren Nationalismus und Antisemitismus im Alldeutschen Verband.
Besonders erfolgreich organisierte der Bund der Landwirte (BdL) auch mit nationalen und antisemitischen Untertönen Landwirte aus dem ganzen Reich, wobei die Führung jedoch stets bei den ostelbischen Agrariern lag. Er stützte sich dabei auf eine gut ausgebaute Organisation mit Millionen von Mitgliedern. Der Unterstützung des Bundes verdankten eine große Zahl von Reichs- und Landtagsabgeordneten ihr Mandat. Diese waren daher auch inhaltlich dem BdL verpflichtet. Weniger erfolgreich in dieser Hinsicht waren die Industriellenverbände wie der Centralverband deutscher Industrieller (CdI). Aber auch diesem gelang es, durch eine erfolgreiche Lobbyarbeit im Hintergrund etwa in der Schutzzollfrage die Politik zu beeinflussen.
Mit den großen Industrieverbänden CdI und dem Bund der Industriellen verbunden waren die vor allem seit den 1890er Jahren entstehenden Arbeitgeberverbände, die sich primär gegen die Mitspracheansprüche der Gewerkschaften richteten. Neben den großen Interessenverbänden gab es zahlreiche weitere wirtschaftlich orientierte Organisationen. Allein im Bereich Industrie, Handwerk, Handel und Gewerbe existierten 1907 500 Verbände mit ca. 2000 angeschlossenen Organisationen.

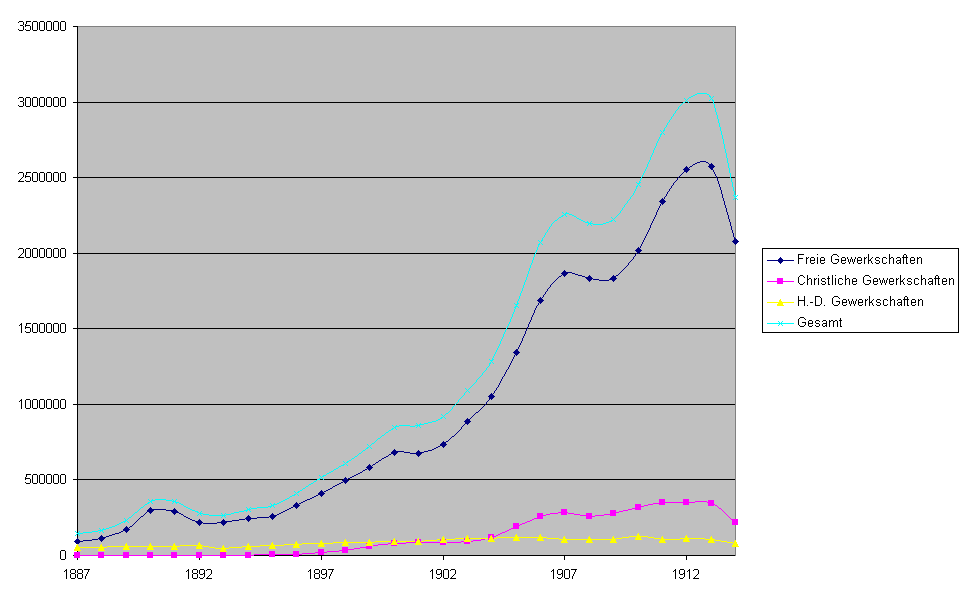
Entwicklung der Gewerkschaften in Deutschland nach ihrer politischen Richtung, 1887–1914

Ein Aspekt der Verknüpfung von Politik und Interessenvertretung in der Arbeiterbevölkerung war die Entstehung von Richtungsgewerkschaften. Träger waren der (soziale) Liberalismus, das katholische Milieu und die Sozialdemokratie. Dabei hatten die sogenannten freien Gewerkschaften im Umfeld der SPD nach dem Ende des Sozialistengesetzes die höchsten Mitgliederzahlen. In wichtigen Industriegebieten, wie dem Ruhrgebiet, waren die christlichen Gewerkschaften teilweise aber ebenso stark oder sogar stärker. Hinzu kamen in diesem Gebiet nach der Jahrhundertwende auch Organisationen der polnischsprechenden Bergarbeiter, sodass die nichtsozialistischen Gewerkschaften in diesem industriellen Kernbereich des Reiches sehr bedeutend waren. Besonders schwer tat sich der linke Flügel des Liberalismus mit dieser neuen Form der Politik. Zwar bestanden seit den 1860er Jahren mit den Hirsch-Dunckerschen Gewerkvereinen liberal ausgerichtete Gewerkschaften, ihr Mobilisierungserfolg blieb allerdings vergleichsweise gering.

#### Nationalismus im Wandel

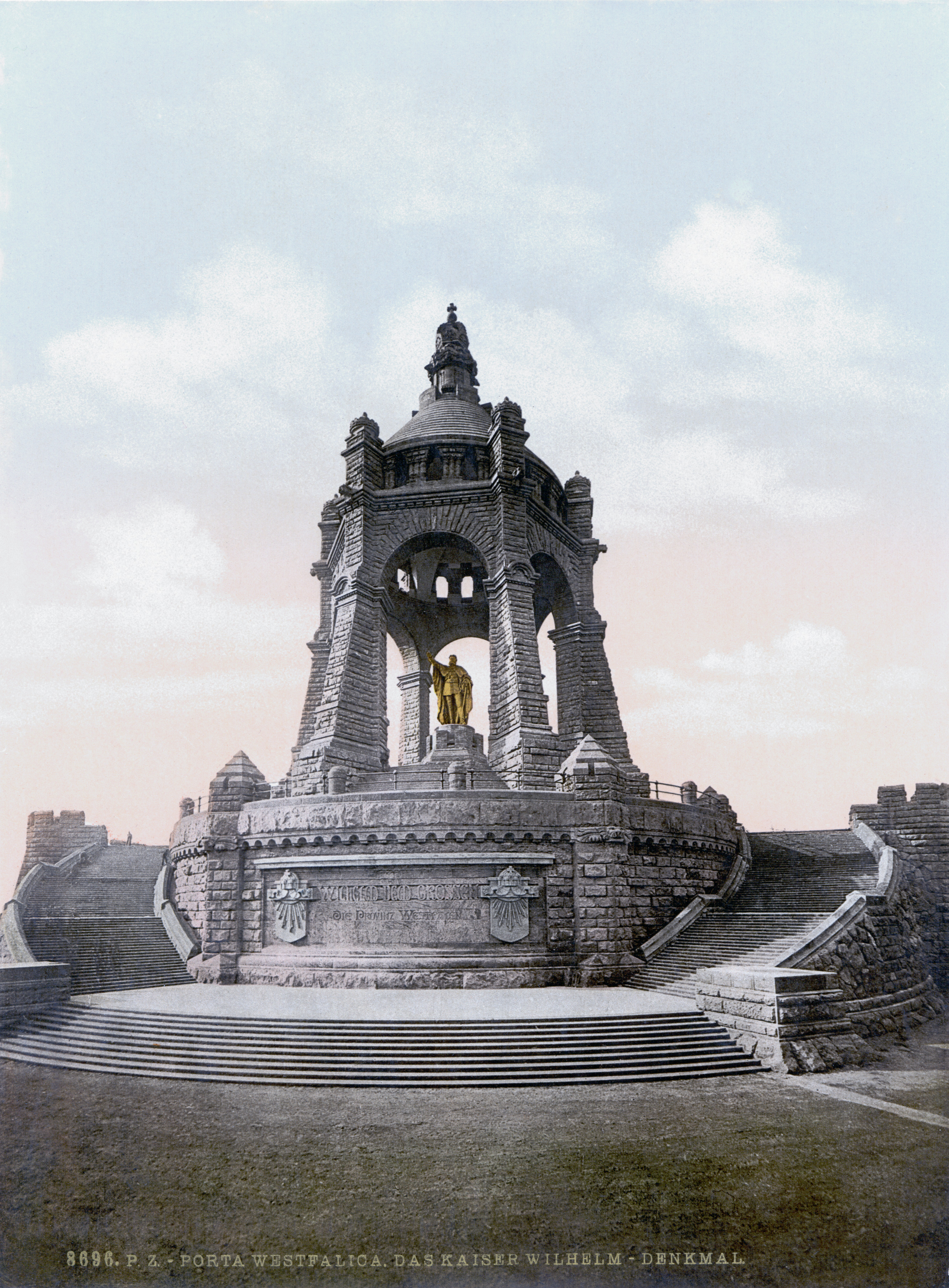
Kaiser-Wilhelm-Denkmal an der Porta Westfalica um 1895

Zwar gab es weiterhin einzelstaatliche und dynastisch geprägte Sonderidentitäten. Aber im Überblick gewann die Identifikation mit der Gesamtnation eine gesellschaftlich prägende Bedeutung. Während des Kaiserreichs hat sich die Nationalstaatsidee deutlich gewandelt. Der alte Nationalismus war bis 1848/1849 eine auf Veränderung abzielende Oppositionsbewegung, die sich aus den klassisch-liberalen Idealen der Französischen Revolution gespeist und sich gegen die zu der Zeit als konservativ geltenden Kräfte der Restaurationsära gerichtet hatte. Spätestens mit der Reichsgründung begannen sich die Schwerpunkte zu verlagern. Die bisherigen Gegner auf der Rechten übernahmen nationale Ideen und Ziele. Der Nationalismus wurde tendenziell konservativ geprägt. Auf längere Sicht verlor dabei das demokratische Element an Gewicht.
Wichtiger als die „Freiheit“ wurde die „Einheit“. Dies führte unter anderem zu einer Wendung gegen die nationalen und kulturellen Minderheiten im Reich, insbesondere gegen die Polen und – in Verbindung mit dem ab Ende der 1870er Jahre an Bedeutung gewinnenden rassistisch begründeten Antisemitismus – gegen die Juden (→ Berliner Antisemitismusstreit). In diesen Zusammenhang gehören auch die nationalen Leidenschaften im Kampf gegen den ultramontanen Katholizismus. Im weiteren Verlauf der Reichsgeschichte richtete sich der Nationalismus nicht zuletzt gegen die Sozialdemokratie. Deren internationalistische und revolutionäre Ideologie schien der politischen Elite und ihren Anhängern ein Beleg für ihre Reichsfeindschaft zu sein. Vor diesem Hintergrund wurden die Sozialisten/Sozialdemokraten seit Ende des 19. Jahrhunderts noch während der Ära Bismarck als „vaterlandslose Gesellen“ diffamiert, beziehungsweise deren entsprechender Ruf in den damaligen regierungsfreundlichen und kaisertreuen Zeitungen lanciert.
Der Nationalismus im Kaiserreich entfaltete seit der Reichsgründung eine bis dahin unbekannte Breitenwirkung und erfasste im Zusammenwirken mit dem sich ebenfalls verstärkenden Militarismus nunmehr auch die kleinbürgerlichen und bäuerlichen Bevölkerungsteile. Getragen wurde der Nationalismus von den Turn-, Schützen-, Sänger- und vor allem den Kriegervereinen. Aber auch Schule, Universität, die (evangelische) Kirche und das Militär haben zur Verbreitung beigetragen. „Kaiser und Reich“ setzte sich als feststehender Begriff durch. Dagegen hat die Verfassung des Reiches keinen eigenständigen Symbolwert entwickeln können. Von den Institutionen gewannen nur der Reichskanzler und der Reichstag in dieser Hinsicht eine gewisse Bedeutung.
Der Reichstag und die allgemeinen Wahlen wurden zu einem sichtbaren Stück nationaler Einheit. Mit den Feiern zu den Kaisergeburtstagen, dem Sedanstag und anderen Gelegenheiten durchdrang das Nationale den Jahreskalender vor allem der bäuerlichen und bürgerlichen Bevölkerung. Sichtbar wurde der Nationalismus auch in den zahlreichen Nationaldenkmälern wie dem Niederwalddenkmal, dem Hermannsdenkmal, später den Kaiser-Wilhelm-Denkmälern auf dem Deutschen Eck oder der Porta Westfalica, den zahlreichen Bismarcktürmen bis hin zu den lokalen Kriegerdenkmalen.
Auf längere Sicht konnten sich auch die „Reichsfeinde“ der Zugkraft des Nationalen nicht entziehen. Auf den Katholikentagen wurde seit 1887 nicht nur ein Hoch auf den Papst, sondern auch eins auf den Kaiser ausgebracht. Vor allem nach Kriegsbeginn 1914 zeigte sich, dass auch die Arbeiter vom Nationalismus keineswegs unbeeinflusst blieben.
Vor allem während der wilhelminischen Epoche trat neben den halboffiziellen Nationalismus immer stärker ein völkischer Radikalnationalismus, wie ihn etwa der Alldeutsche Verband repräsentierte. Er propagierte nicht nur die Schaffung eines großen Kolonialreiches, sondern auch einen von Deutschland beherrschten mitteleuropäischen Machtbereich.

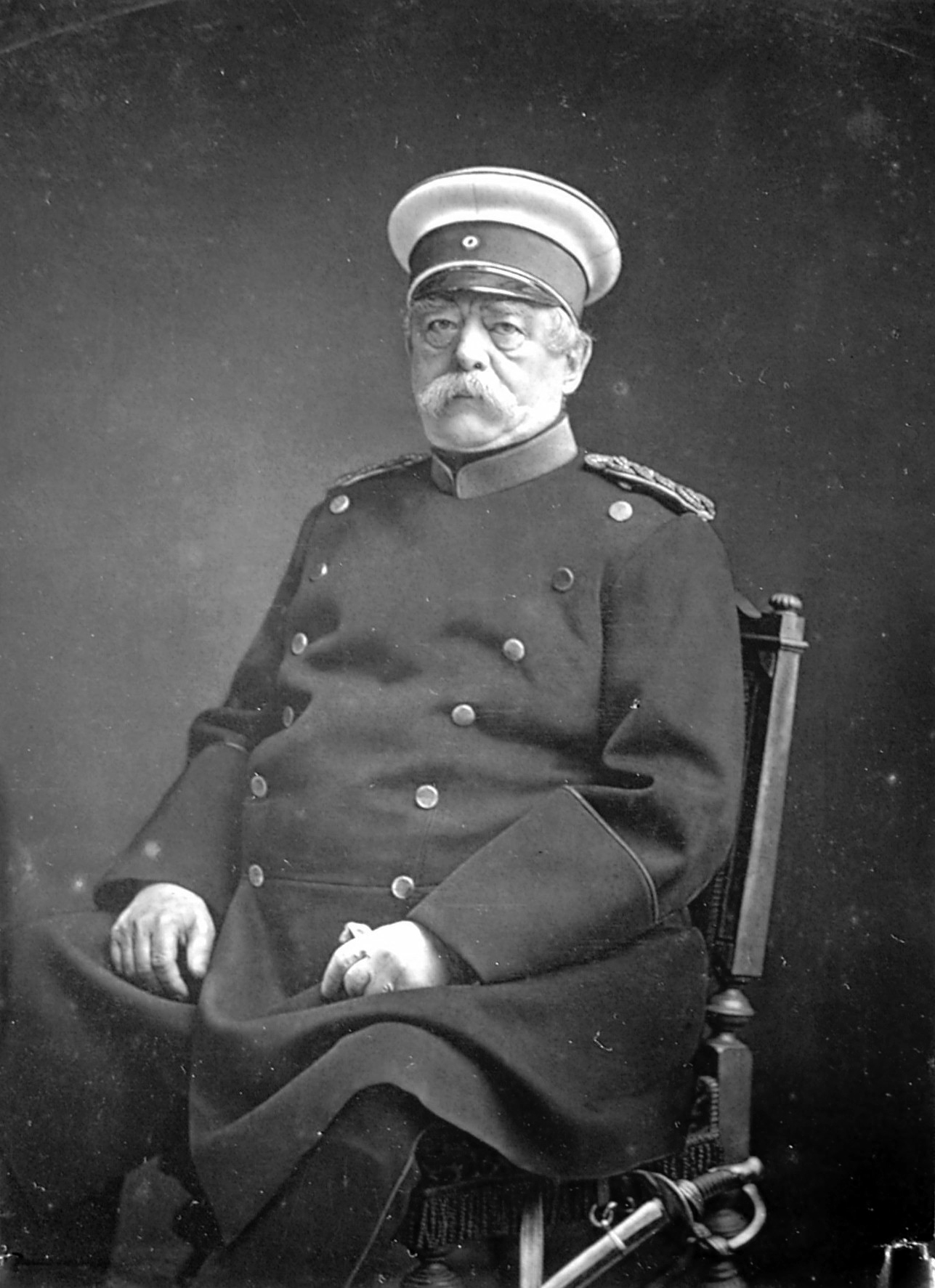
Otto von Bismarck (1815–1898)

## Ära Bismarck
Die ersten Jahrzehnte des neuen Kaiserreichs waren innen- wie außenpolitisch in hohem Maße von der Person Bismarcks geprägt. Dabei zerfällt die Zeit zwischen 1871 und 1889 deutlich in zwei Phasen: Von 1871 bis 1878/79 arbeitete Bismarck vornehmlich mit den Liberalen zusammen. In der folgenden Zeit dominierten die Konservativen und das Zentrum.

### Liberale Ära bis 1878
Angesichts des Verfassungskonflikts der sechziger Jahre in Preußen ist es auf den ersten Blick verwunderlich, dass Otto von Bismarck bereits während des Bestehens des Norddeutschen Bundes und in den ersten Jahren des Kaiserreichs politisch mit den Liberalen eng zusammenarbeitete. Ein zentraler Grund dafür waren die Mehrheitsverhältnisse im Reichstag, in dem die Liberalen eine starke Mehrheit hatten. Die Nationalliberalen allein hatten 1871 125 von 382 Sitzen. Rechnet man die Abgeordneten der Liberalen Reichspartei und der Fortschrittspartei hinzu, hatte der Liberalismus die absolute Mehrheit; diese wurde meist noch durch die Freikonservativen verstärkt. Nach der Reichstagswahl von 1874 besaßen die Liberalen allein mit 204 von 397 Abgeordneten die absolute Mehrheit. Gegen sie konnte der Reichskanzler kaum regieren – und mit den Konservativen hätte er bei anderen Mehrheitsverhältnissen wohl auch nicht regieren können: Sie verweigerten sich der Politik Bismarcks und das Zentrum fiel spätestens mit Beginn des Kulturkampfs als mögliches Gegengewicht aus.
Erleichtert wurde die Politik der Reichsgründungsphase durch die boomende Entwicklung vieler Wirtschaftszweige, was zur gesellschaftlichen Akzeptanz liberaler Reformen beitrug.

#### Innen- und rechtspolitische Reformen

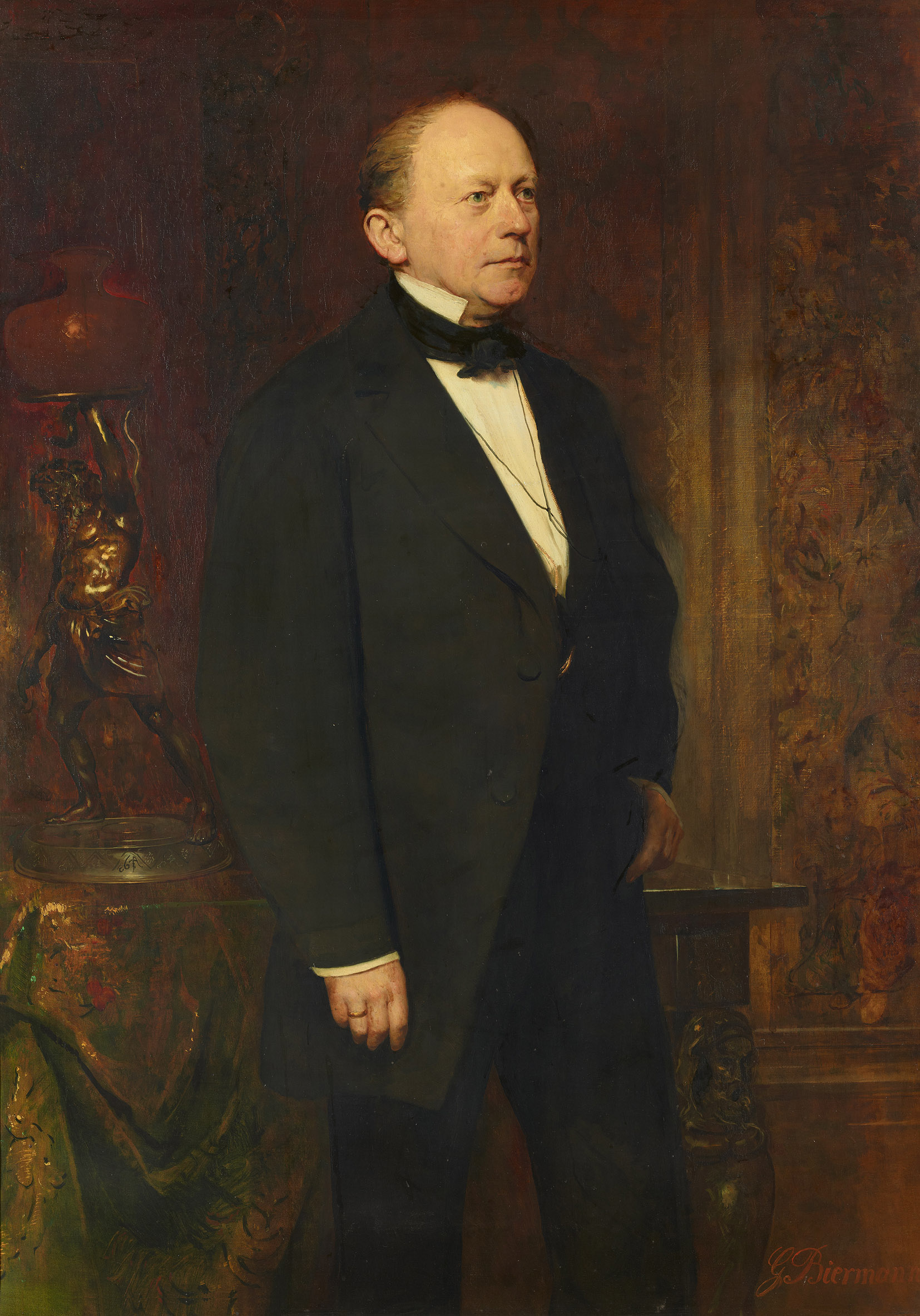
Der Chef des Reichskanzleramtes Rudolph von Delbrück, Porträt von Gottlieb Biermann (1875)

Die eigentlichen Partner Bismarcks waren die Nationalliberalen unter Rudolf von Bennigsen. Diese waren zwar in vielen Punkten kompromissbereit, ihnen gelang es aber auch, zentrale liberale Reformvorhaben durchzusetzen. Erleichtert wurde die Zusammenarbeit durch liberale Beamte wie den Chef des Reichskanzleramts Rudolph von Delbrück oder den preußischen Finanzminister Otto von Camphausen sowie den Kultusminister Adalbert Falk. Der Schwerpunkt der Reformen war die Liberalisierung der Wirtschaft. So wurden in allen Bundesstaaten Gewerbefreiheit und Freizügigkeit eingeführt, sofern sie noch nicht bestanden. Im Sinne des Freihandels liefen die letzten Schutzzölle für Eisenwaren aus. Ein Marken- und Urheberschutz sowie ein einheitliches Patentgesetz wurden eingeführt. Erleichtert wurde auch die Gründung von Aktiengesellschaften. Außerdem wurden Maße und Gewichte normiert und die Währung vereinheitlicht: 1873 wurde die Mark (später „Goldmark“ genannt) eingeführt. 1875 wurde die Reichsbank als zentrale Notenbank gegründet. Ein weiterer Schwerpunkt war der Ausbau des Rechtsstaates, dessen Grundlagen teilweise bis in die Gegenwart Bestand haben. Zu nennen ist das in Grundzügen heute noch geltende, wenn auch vielfach novellierte Reichsstrafgesetzbuch von 1871. Dieses ähnelt stark dem Strafgesetzbuch des Norddeutschen Bundes vom 31. Mai 1870.
Meilensteine waren die Reichsjustizgesetze von 1877, namentlich das Gerichtsverfassungsgesetz, die Strafprozessordnung, die Zivilprozessordnung, die ebenfalls inhaltlich verändert heute noch in Kraft sind, sowie die Konkursordnung. Durch das Gerichtsverfassungsgesetz wurde 1878 das Reichsgericht als höchstes deutsches Straf- und Zivilgericht eingeführt. Ein einheitlicher oberster deutscher Gerichtshof, der auch das bestehende Reichsoberhandelsgericht ablöste, trug zur rechtlichen Vereinheitlichung des Reiches stark bei. Daneben gelang es der liberalen Mehrheit auch, die Zuständigkeiten des Reichstages in Fragen des Zivilrechts auszuweiten. War das Parlament im Norddeutschen Bund nur für zivilrechtliche Fragen mit wirtschaftlichem Hintergrund zuständig, wurde auf Antrag der nationalliberalen Reichstagsabgeordneten Johannes von Miquel und Eduard Lasker die Zuständigkeit 1873 auf das gesamte Zivil- und Prozessrecht ausgeweitet. In der Folge entstand das 1896 beschlossene und am 1. Januar 1900 in Kraft getretene Bürgerliche Gesetzbuch als bis heute geltende Privatrechtskodifikation.
Allerdings mussten die Liberalen im Bereich der Prozessordnung und der Pressegesetzgebung weitreichende Kompromisse hinnehmen, die von einem Teil der Linksliberalen nicht mitgetragen wurden. Eine Mehrheit kam 1876 nur mit Hilfe der Konservativen zustande. Da auch im preußischen Abgeordnetenhaus eine liberale bis gemäßigt konservative Mehrheit vorhanden war, kam es auch im größten Bundesstaat zu politischen Reformen. Dazu zählt etwa die preußische Kreisordnung von 1872, die auch die Reste ständischer Herrschaftsrechte beseitigte. Das drohende Scheitern am Widerstand des preußischen Herrenhauses konnte freilich nur durch einen „Pairsschub“ (also die Ernennung neuer politisch genehmer Mitglieder) gebrochen werden.

#### Kulturkampf
Die Zusammenarbeit zwischen Liberalen und Bismarck funktionierte nicht nur bei der Reformpolitik, sondern auch im sogenannten Kulturkampf gegen die Katholiken und die Zentrumspartei. Die Ursachen lagen strukturell im Gegensatz zwischen dem säkularen Staat, der immer mehr Regelungskompetenzen beanspruchte, und einer Amtskirche, die sich im Zeichen des Ultramontanismus der Moderne in allen ihren Ausprägungen entgegenstellte („Antimodernismus“). Die Enzyklika Quanta Cura von 1864 mit ihrem Syllabus errorum war eine klare Absage an die Moderne. Für die katholische Kirche repräsentierte der Liberalismus als Erbe der Aufklärung und als Träger der Modernisierung den Gegensatz ihrer eigenen Positionen. Für die Liberalen ihrerseits war das Papsttum mit seiner Ablehnung jeglicher Veränderungen ein Relikt des Mittelalters. Bismarck hatte verschiedene Gründe für den Kulturkampf. Zum Beispiel verdächtigte er den Klerus, die polnische Bewegung in den preußischen Ostprovinzen zu fördern. Auch er wollte grundsätzlich nicht, dass die staatliche Autorität und die Einheit des Reiches durch andere ältere Mächte eingeschränkt werden könnten. Innenpolitisch ging es ihm auch darum, die Liberalen durch die Umlenkung der politischen Debatte von weiteren innenpolitischen Reformvorhaben abzubringen. Die Auseinandersetzung zwischen modernem Staat und ultramontaner Kirche war ein gemeineuropäisches Phänomen. Auch in deutschen Staaten wie Baden (Badischer Kulturkampf) und Bayern (Bayerischer Kulturkampf) hatte es bereits in den 1860er Jahren einen Kulturkampf gegeben. Die katholischen Bischöfe in Deutschland haben die päpstliche Kritik an der Moderne meist nicht offensiv verfolgt, auch gab es seit 1866 keine katholische Fraktion mehr im preußischen Abgeordnetenhaus. Vielmehr hat sich der Mainzer Bischof Wilhelm Emmanuel von Ketteler 1866 für eine Anerkennung der kleindeutschen Lösung ausgesprochen.

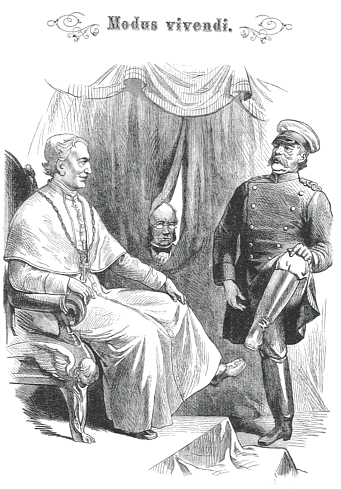
Karikatur von Wilhelm Scholz zur Beendigung des Kulturkampfes. Papst Leo XIII. und der Reichskanzler fordern sich gegenseitig zum Fußkuss auf. Im Hintergrund beobachtet Ludwig Windthorst, Vorsitzender der Zentrumspartei, das Geschehen durch den Vorhang. Bildunterschrift: Pontifex: „Nun bitte, genieren Sie sich nicht!“ Kanzler Bismarck: „Bitte gleichfalls!“ Aus: Kladderadatsch, Nr. 14/15 (18. März 1878)

In der Anfangsphase ab 1871 ging es Liberalen und Regierung darum, den staatlichen Einfluss zu verstärken. Das Strafgesetzbuch wurde um den sogenannten „Kanzelparagraphen“ erweitert, der die politische Betätigung von Geistlichen einschränken sollte. Der als ultramontane ‚Speerspitze‘ geltende Jesuitenorden wurde verboten. Außerdem wurde in Preußen die staatliche Schulaufsicht eingeführt.
In einer zweiten Phase etwa ab 1873 griff der Staat nunmehr direkt in den Innenbereich der Kirche ein, indem etwa die Priesterausbildung oder die Besetzung kirchlicher Ämter staatlicher Kontrolle unterworfen wurden. In einem dritten Schritt folgten ab 1874 weitere Gesetze wie die Einführung der Zivilehe. Reine Repressionsinstrumente waren ein Expatriierungsgesetz vom Mai 1874, das es erlaubte, den Aufenthalt von unbotmäßigen Geistlichen zu beschränken oder sie notfalls auszuweisen. Das sogenannte Brotkorbgesetz sperrte der Kirche alle staatlichen Zuwendungen. Im Mai wurden alle Klostergemeinschaften aufgelöst, sofern sie sich nicht ausschließlich der Krankenpflege widmeten.
Eine Folge der Kulturkampfgesetze war, dass in der Mitte der 1870er Jahre viele Pfarrstellen vakant waren, keine kirchlichen Handlungen mehr stattfanden, Bischöfe verhaftet, abgesetzt oder ausgewiesen waren. Aber die Regierungsmaßnahmen und die Forderungen der Liberalen führten innerhalb des katholischen Deutschlands rasch zu Gegenreaktionen und zu einer breiten politischen Mobilisierung. Die noch vor dem eigentlichen Beginn des Kulturkampfes gegründete Zentrumspartei zog rasch einen Großteil der katholischen Wähler an sich.

#### Grenzen der Zusammenarbeit
Bismarck und die Liberalen stimmten nicht in allen Punkten überein. So scheiterte etwa der Versuch von Nationalliberalen und Fortschrittspartei, die verschiedenen Städteordnungen zu vereinheitlichen, auch an der mangelnden Unterstützung durch den Reichskanzler. Vorerst am Einspruch Bismarcks war zunächst auch eine Finanzreform gescheitert. Ein Dauerproblem blieb der Militäretat. Anfangs konnte man den Konflikt noch vor sich herschieben, aber spätestens 1874 stand er wieder an. Während die Regierung und insbesondere Kriegsminister Albrecht von Roon eine Dauerbewilligung des Etats (Aeternat) verlangte, beharrten die Liberalen auf einem jährlichen Bewilligungsrecht. Ein Nachgeben hätte den Verzicht auf eine Mitgestaltung von etwa achtzig Prozent des Gesamtetats bedeutet. Die Auseinandersetzung endete mit einem Kompromiss – der Bewilligung für sieben Jahre (Septennat). Immerhin blieb es bei der Regelung der Militärstärke durch Gesetz, allerdings über einen recht langen Zeitraum gestreckt. Ferner konnten sich die Liberalen nicht durchsetzen beim Beamtenrecht, beim Militärstrafrecht und mit der Forderung nach Schwurgerichten bei Pressevergehen.
Den Liberalen war es in der ersten Hälfte der 1870er Jahre durchaus gelungen, in einer Reihe von Politikfeldern ihre Handschrift erkennen zu lassen, allerdings war dies nur durch Kompromisse mit Bismarck möglich. Nicht selten war der Machterhalt wichtiger als die Durchsetzung liberaler Prinzipien. Auch intern gab es Kritik etwa an den Ausnahmegesetzen des Kulturkampfes. Insbesondere gelang es nicht, die Rechte des Parlaments zu stärken. Dies führte innerhalb des liberalen Lagers zu Spannungen und zur Enttäuschung bei einigen Wählergruppen. Zudem war mit dem Zentrum eine neue politische Richtung entstanden. Seither konnten die Liberalen nicht mehr beanspruchen, die eigentliche Vertretung des gesamten Volkes zu sein. Bismarck gelang es in den frühen 1870er Jahren, die Staatsmacht zu stärken. Allerdings führte das Bündnis mit den Liberalen dazu, dass auch die Regierung Zugeständnisse machen musste und der wirtschaftlichen und gesellschaftlichen Modernisierung Vorschub leistete.

### Gründerjahre und Gründerkrise 1873

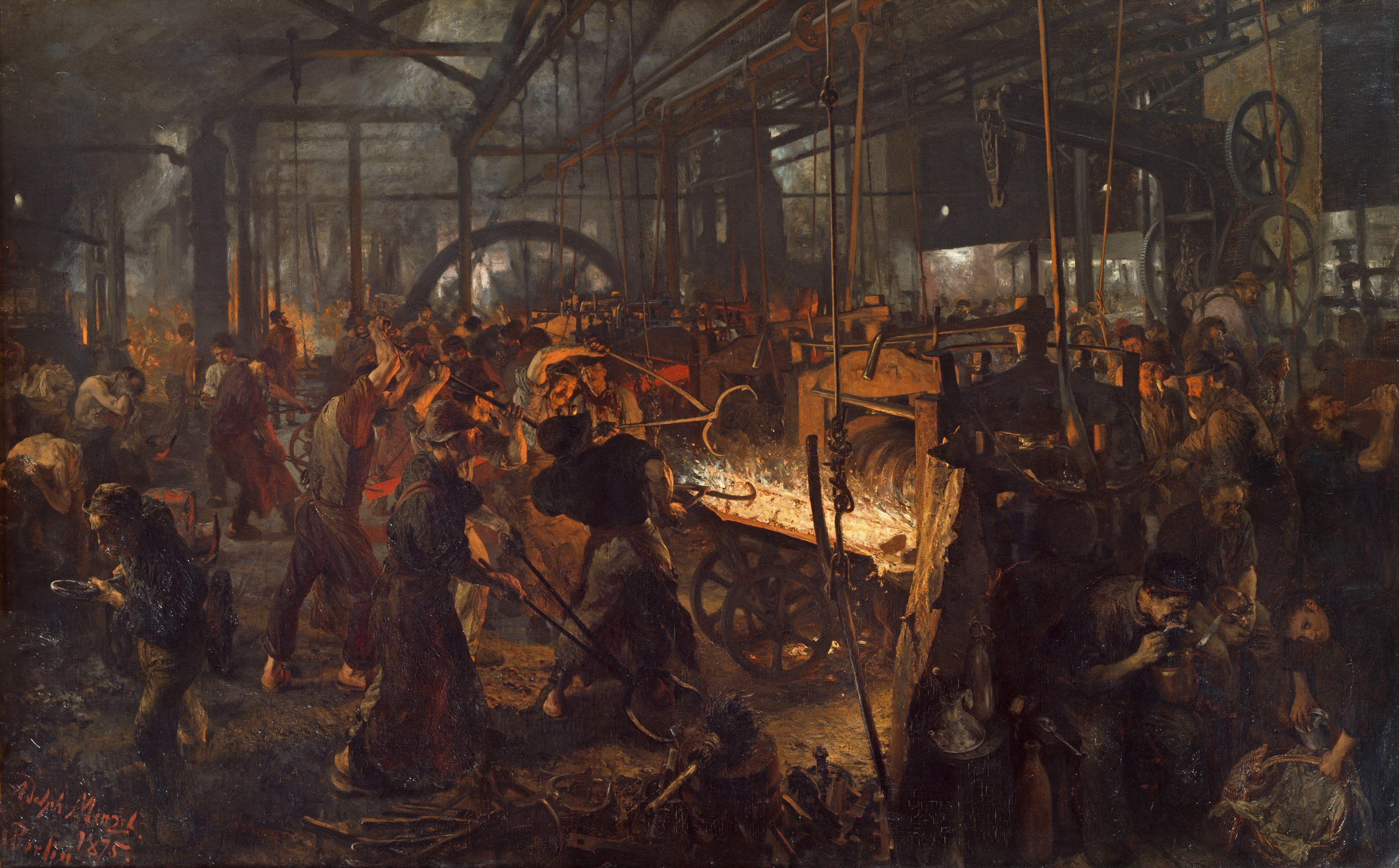
Eisenwalzwerk (Ölgemälde von Adolph Menzel 1872–1875)

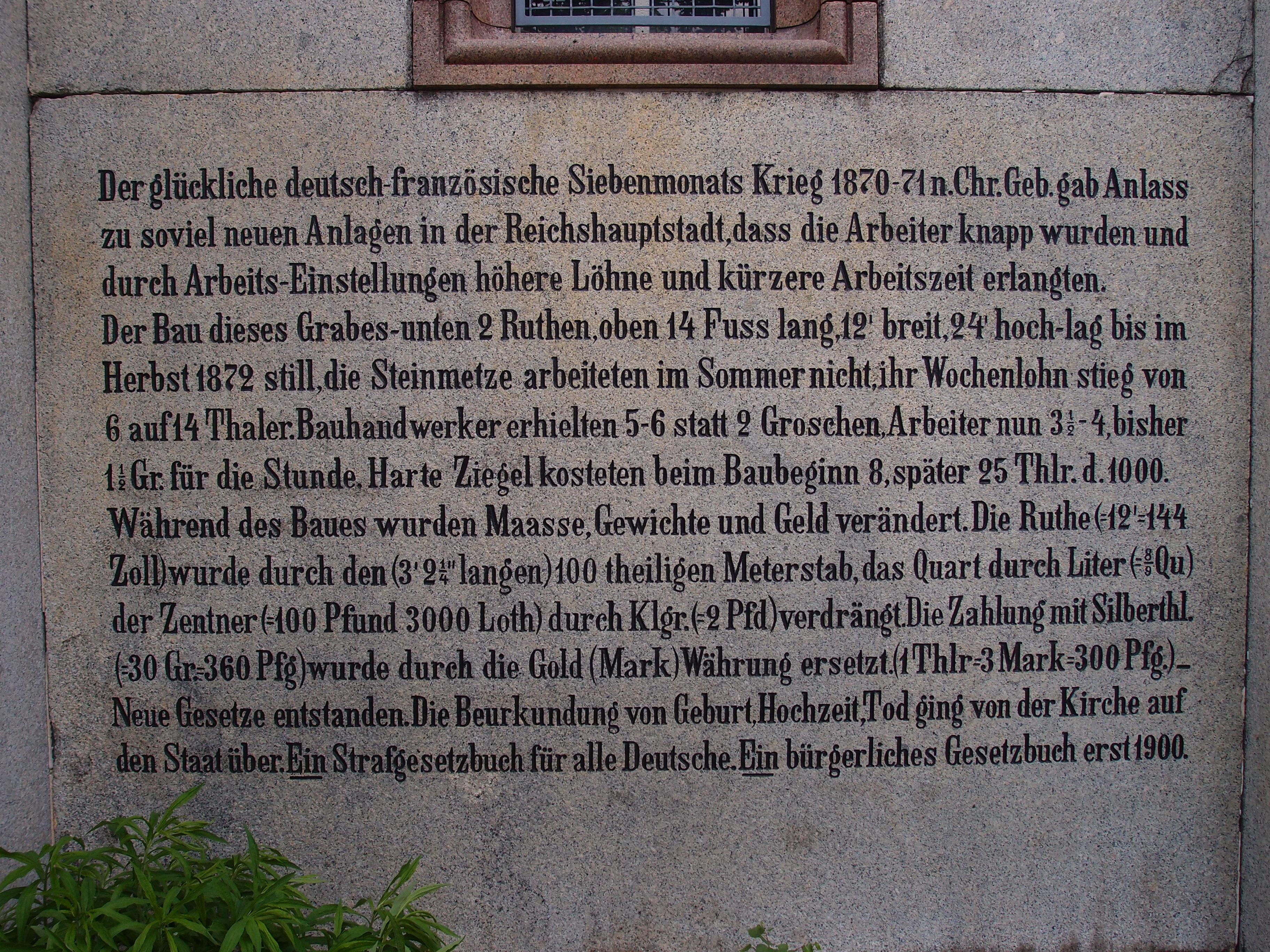
Schilderung von Teuerung und Maßumstellung auf einem Berliner Grab

Schon kurz nach der Reichsgründung erfolgte ein Wirtschaftsaufschwung, die sogenannten Gründerjahre begannen. An diese schloss sich mit dem „Gründerkrach“ eine wirtschaftliche Depression an. Als Ursachen für den Aufschwung gelten mehrere Faktoren: Der Handel innerhalb der Reichsgrenzen wurde stark vereinfacht. Erstmals in der Reichsgeschichte wurde ein einheitlicher Binnenmarkt geschaffen. Die behindernden Landeszölle entfielen. Ein einheitliches metrisches Maßsystem wurde Ende 1872 eingeführt. Eine durch Kriegserfolg und Reichsgründung ausgelöste allgemeine Aufbruchstimmung führte zu einem enormen Investitionsanstieg und Bauboom. Die sehr hohen Reparationszahlungen Frankreichs finanzierten ebenfalls maßgeblich die Gründerzeit.
Schon 1872 übertrumpfte das Deutsche Reich das durch den Krieg geschwächte Frankreich als Industriemacht. Von etwa 1873 bis etwa 1879 folgte die sogenannte Gründerkrise. Sie wurde allgemein bewusst ab der Berliner Börsenpanik im Oktober 1873 (der Wiener Börsenkrach am 9. Mai 1873 gilt als ein Vorbote). Zunächst fiel die Industrieproduktion leicht; dann stagnierte sie. Die Wirtschaftskrise war eine Folge überhitzter Spekulationen, eine Folge von sinkender Nachfrage und von Überkapazitäten, die in den Aufschwungjahren aufgebaut worden waren. Die unterschiedlichen Branchen litten in unterschiedlichen Phasen und unterschiedlich stark unter der Krise. Besonders betroffen waren Montanindustrie, Maschinenbau und Baugewerbe; die Konsumgüterindustrie litt weniger.
Viele Güterpreise, Gewinne und Löhne fielen beträchtlich. Die Landwirtschaft geriet Mitte der 1870er Jahre in die Krise. Hier spielten vor allem strukturelle Gründe und das Entstehen eines Weltgetreidemarktes eine Rolle. In direkter Konkurrenz mit Russland und den USA waren deutsche Getreide bald selbst auf dem Binnenmarkt zu teuer.
Eine langfristig wichtige Folge war das Entstehen von Wirtschafts-Interessenverbänden. Organisationen wie der Verein Süddeutscher Baumwollindustrieller, der Verein Deutscher Eisen- und Stahlindustrieller, der Verein zur Wahrung der gemeinsamen wirtschaftlichen Interessen in Rheinland und Westfalen verlangten vom Staat die Einführung von Schutzzöllen und gründeten 1876 zur gemeinsamen Interessenvertretung den Centralverband deutscher Industrieller. Auch im Bereich der Landwirtschaft begannen schutzzöllnerische Verbände zu entstehen, auch wenn in Ostelbien zunächst die Freihändler dominierend blieben. Die Hinwendung zum Schutzzoll ließ Landwirtschaft und Industrie enger zusammenrücken.
Die Gründerkrise hatte auch erhebliche Auswirkungen auf die Parteienlandschaft. Der Fortschrittsoptimismus der vergangenen Jahrzehnte wich einer pessimistischen Grundeinstellung. Vor allem das Gedankengut des Liberalismus („laisser faire, laisser aller“) wurde für den wirtschaftlichen Niedergang verantwortlich gemacht. Die freihändlerischen Liberalen verloren an Gewicht, während die Konservativen und das Zentrum gewannen. In dieser Stimmungslage nahm die Bedeutung des modernen Antisemitismus zu, da hinter Liberalismus und Börsenkapital das internationale Judentum vermutet wurde. Ausdruck fand er zum Beispiel im Berliner Antisemitismusstreit oder im Entstehen der christlich-sozialen Partei des Hofpredigers Adolf Stoecker. Die antisemitische Bewegung blieb eine Minderheit; 1881 gelang es ihr, für eine „Antisemitenpetition“ 255.000 Unterschriften zu sammeln.
Auf die Regierung wuchs der Druck, regulierend in Märkte einzugreifen, statt wie in Zeiten der Hochkonjunktur auf die Kräfte des Marktes zu vertrauen. Der Staat selber spürte die Gründerkrise durch sinkende Steuereinnahmen; das Defizit nahm zu. Der Zwang zu einer umfassenden Finanzreform wurde immer stärker. Gegen die Mehrheit der Liberalen war diese Reform allerdings nicht durchzusetzen. Diese wollten ihrerseits die Finanzschwierigkeiten nutzen, um verfassungspolitische Ziele durchzusetzen.

### Politik nach der Wende von 1878/79
Die immer weniger tragfähige Zusammenarbeit mit den Liberalen sowie die wirtschaftlichen, sozialen und finanzpolitischen Probleme im Gefolge der Gründerkrise veranlassten Reichskanzler Otto von Bismarck zu einem fundamentalen Politikwechsel. Dieser Wechsel war gekennzeichnet durch das Sozialistengesetz, die Abwendung von den Liberalen und die Einführung von Schutzzöllen. Die Haltung der Nationalliberalen dazu war widersprüchlich. Sie trugen zwar einige Maßnahmen mit, dennoch standen sie vorerst aber grundsätzlich in Opposition zum „System Bismarck.“ Diese widersprüchliche Haltung zur Politik Bismarcks führte innerhalb der nationalliberalen Partei zu einer tiefen Krise. Zunächst spaltete sich 1879 ein rechter Flügel ab. Ein Jahr später ging aus dem eher linken Flügel die Liberale Vereinigung hervor, die entschieden gegen die konservative Wende anzukämpfen versuchte. Der politische Wandel von 1878 als Bündnis von landwirtschaftlichem Großgrundbesitz und Schwerindustrie wurde in der Forschung unter dem Begriff der Inneren Reichsgründung diskutiert.

#### Sozialistengesetz

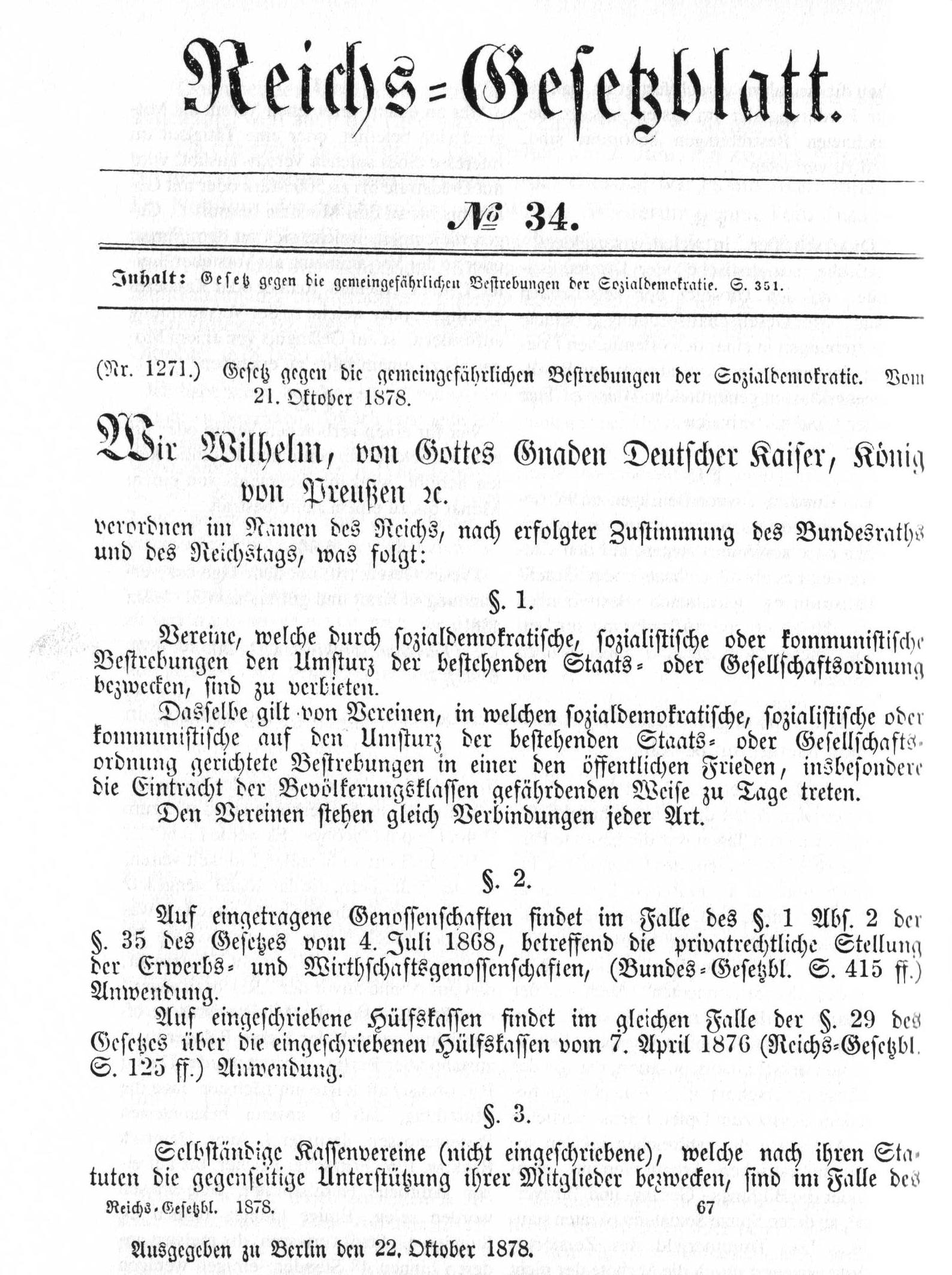
„Gesetz gegen die gemeingefährlichen Bestrebungen der Sozialdemokratie“ (Reichsgesetzblatt Nr. 34/1878)

Bismarck nutzte die beiden Attentate auf Kaiser Wilhelm I. im Mai und Juni des Jahres 1878 – beide kurz vor der Reichstagswahl am 30. Juli 1878 – für eine offen antisozialdemokratische Politik. Die Sozialdemokraten galten spätestens seit dem Bekenntnis von August Bebel und Wilhelm Liebknecht für die Pariser Kommune als Reichsfeinde. Darin stimmten Regierung und weite Teile des Bürgertums überein. Tatsächlich schienen sich die Sozialdemokraten im Aufwind zu befinden; sie kamen bei den Reichstagswahlen von 1877 auf 9,1 %. Außerdem war die Spaltung in ADAV und SDAP seit 1875 überwunden. Gleichwohl hat eine tatsächlich „revolutionäre“ Gefahr nie bestanden. Bismarck behielt sich mit dem Sozialistengesetz weitgehende Ausnahmeregelungen vor. Im ersten Anlauf scheiterte dieses Ziel allerdings an der Reichstagsmehrheit.
Das zweite Attentat auf den Kaiser im Juni 1878 bot Bismarck die Gelegenheit, den Reichstag aufzulösen und Neuwahlen auszuschreiben. Im Wahlkampf tat die Regierung alles, um die Revolutionsfurcht im Bürgertum und in den Mittelschichten zu schüren. Wirkungsvoll verbunden wurden in der konservativen Presse dabei Antisozialismus, Antiliberalismus und antisemitische Untertöne. Die Liberalen hatten dagegen einen schweren Stand, zumal sich die Interessenverbände erstmals für eine Schutzzollpolitik und gegen den liberalen Freihandel aussprachen. Die Wahl vom Juli 1878 brachte den Nationalliberalen sowie der Fortschrittspartei erhebliche Verluste, während die Freikonservative Partei und die Deutschkonservative Partei zulegen konnten. Vor allem verloren die Nationalliberalen ihre parlamentarische Schlüsselstellung an die Zentrumspartei. Dennoch brauchte die Regierung die Nationalliberalen für die Verabschiedung des Sozialistengesetzes, da sich das Zentrum angesichts des Kulturkampfs hier verweigerte. In der nationalliberalen Partei blieb das Vorhaben umstritten. Die Parteimehrheit um Rudolf von Bennigsen war angesichts der Wahlniederlage bereit, dem Gesetz zuzustimmen. Ein kleinerer linker Flügel um Lasker wollte zunächst an der Ablehnung festhalten und das Vorgehen als Angriff auf den Rechtsstaat verurteilen; schließlich stimmte aber auch dieser Flügel aus Sorge um den Zusammenhalt der Partei dem Gesetz schließlich zu, nachdem die Liberalen in den Beratungen einige Milderungen und eine Befristung des Gesetzes auf zwei Jahre durchgesetzt hatten. Am 19. Oktober 1878 nahm der Deutsche Reichstag das Gesetz mit 221 gegen 149 Stimmen von Seiten des Zentrums, der Fortschrittspartei und der Sozialdemokraten an.
Das Sozialistengesetz selbst basierte auf der unbewiesenen Behauptung, die Attentäter auf den Kaiser seien Sozialdemokraten gewesen. Es ermöglichte das Verbot von Vereinen, Versammlungen, von Druckschriften und Geldsammlungen. Zuwiderhandlungen konnten mit Geld- oder Gefängnisstrafen belegt werden. Auch konnten Aufenthaltsverbote ausgesprochen oder über bestimmte Gebiete der kleine Belagerungszustand verhängt werden. Allerdings war das Gesetz befristet und musste daher vom Parlament immer wieder bestätigt werden. Außerdem blieben die Arbeit der Parlamentsfraktionen und die Beteiligung an Wahlen (für Einzelpersonen) davon unberührt. Das Gesetz erfüllte sein Ziel auf längere Sicht nicht. Die Sozialdemokratie blieb als politische Kraft bestehen. Es war mitverantwortlich dafür, dass die Anhänger der Partei sich in ein politisches Ghetto zurückzogen, das sich verfestigte. Als Reaktion auf die Verfolgung schlug die Partei überdies spätestens seit 1890 einen konsequent marxistischen Kurs ein.

#### Übergang zur Schutzzollpolitik

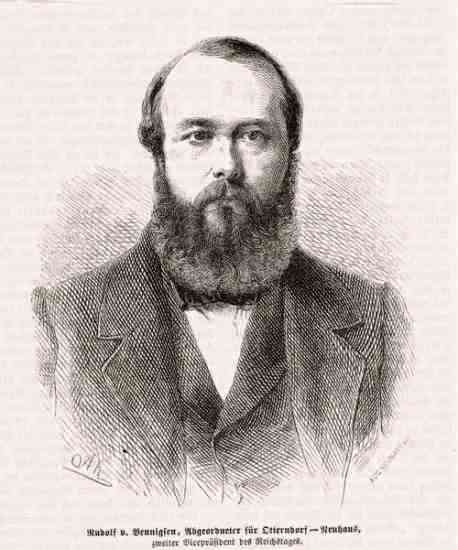
Der führende nationalliberale Politiker Rudolf von Bennigsen (Holzstich um 1871)

Bereits 1875 hatte Bismarck angekündigt, auf eine Schutzzollpolitik zu setzen, also den Freihandel einzuschränken. Dabei spielten finanzpolitische Erwägungen eine größere Rolle als ideologische Gründe. Bislang war das Reich auf Zuwendungen der Länder (Matrikularbeiträge) angewiesen gewesen, durch Zolleinnahmen erhoffte sich die Regierung eine Milderung dieser Abhängigkeit. Unterstützung erwartete Bismarck dafür vom landwirtschaftlich geprägten Zentrum und von den Konservativen sowie vom rechten, industriell geprägten Flügel der Nationalliberalen.
Nach der Verabschiedung des Sozialistengesetzes begann Bismarck ab 1878, die neue Zoll- und Finanzpolitik umzusetzen. Da die liberalen zuständigen Fachminister von Camphausen und Achenbach diese Politik nicht mittragen konnten, traten sie zurück, wie zuvor schon Delbrück. Allerdings stießen Bismarcks Vorstellungen in der hohen Beamtenschaft und bei den Finanzministern der Länder zunächst auf einhellige Ablehnung. Eine wichtige Rolle bei der Aufweichung dieser Position spielen die wirtschaftlichen Interessenverbände und vor allem der Centralverband deutscher Industrieller, denen es gelang, Einfluss auf eine amtliche Denkschrift zu nehmen, die sich für eine protektionistische Politik aussprach. Die Verbände warben bei vielen Mitgliedern des Reichstages erfolgreich für diesen Politikwechsel. Quer durch alle bürgerlichen Parteien schlossen sich 204 Abgeordnete der konservativen Parteien, fast alle Mitglieder der Zentrumsfraktion und eine Minderheit von 27 nationalliberalen Abgeordneten den Forderungen an. Die Umsetzung des Programms erwies sich als schwierig, da die Nationalliberalen ihre Zustimmung von erheblichen konstitutionellen Zugeständnissen abhängig machten. Dasselbe gilt für die Zentrumspartei. Ihr Preis war die sogenannte „Franckensteinsche Klausel“: die Zolleinnahmen verblieben nicht vollständig beim Reich, sondern sollten ab einer bestimmten Höhe den Ländern zufließen. Bismarck konnte sich zwischen Zentrum und Nationalliberalen entscheiden, musste aber in jedem Fall erhebliche Abstriche von seinem Programm zum „Schutz der nationalen Arbeit“ machen. Er entschied sich aus verschiedenen Gründen für das Zentrum. Wohl am bedeutendsten war, dass die Forderungen des Zentrums nicht auf eine weitere Parlamentarisierung hinausliefen. Die Reichstagsrede Bismarcks vom Juli 1879 besiegelte das Ende der liberalen Ära. In ihr erteilte der Reichskanzler dem Ziel eines bürgerlich-liberalen, auf Dauer parlamentarisch geprägten Staates eine klare Absage zu Gunsten eines zwar weiterhin konstitutionellen, aber doch klar obrigkeitlich-monarchischen Systems.

#### Einführung der Sozialversicherung
Mit der industriellen Revolution und dem Übergang zur Hochindustrialisierung hatte sich der Schwerpunkt der sozialen Frage von den pauperisierten ländlichen Unterschichten hin zur städtischen Arbeiterbevölkerung verlagert. Auf kommunaler Ebene hatte es dazu verschiedene Ansätze gegeben, wie etwa das Elberfelder System der Armenfürsorge. Während des Kaiserreichs setzte nun eine neue Form staatlicher Sozialpolitik ein, die gleichzeitig ein wesentlicher Bestandteil der Entstehung des modernen Interventionsstaates war. Innerhalb der bürgerlichen Gesellschaft war – auch aus Furcht vor einer revolutionären Arbeiterbewegung – die Notwendigkeit einer Lösung der Arbeiterfrage nicht umstritten. Kontrovers diskutiert wurden die Mittel und vor allem die Rolle des Staates. Insbesondere die Liberalen setzten anfangs auf gesellschaftliche Lösungen, etwa in Form von Selbsthilfeeinrichtungen der Arbeiter. Aus Kreisen der Sozialreformer, vor allem aus dem Umfeld des Vereins für Socialpolitik, kamen Forderungen nach stärkerem staatlichen Engagement in dieser Frage.

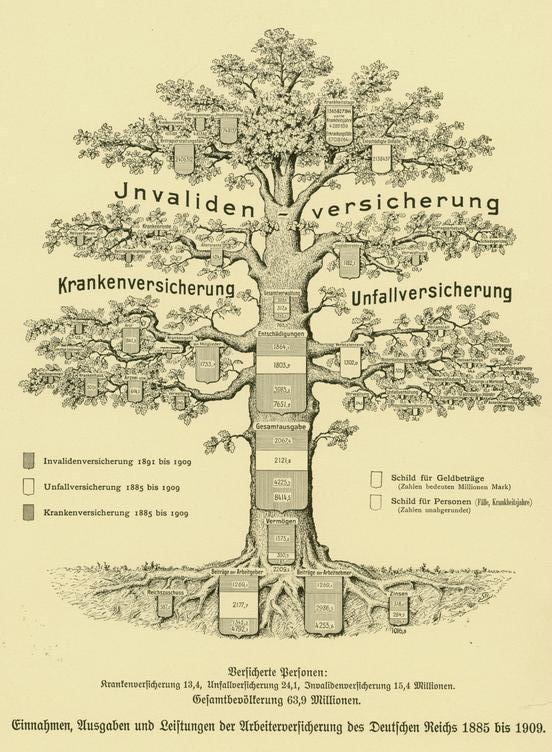
Zeitgenössisches Schaubild zu den Einnahmen, Ausgaben und Leistungen der Sozialversicherungen zwischen 1885 und 1909

Bismarck und die von ihm geführte Reichsregierung hatten lange zwischen beiden Positionen geschwankt, ehe sie sich für eine stärker staatliche Intervention entschieden. Für diese Entscheidung spielte eine Rolle, dass gesellschaftliche Lösungsansätze, wie sie den Liberalen vorschwebten, in der Praxis der Dynamik der industriellen Entwicklung offenbar nicht gewachsen waren. Hinzu kam ein weiteres Motiv: Bismarck hoffte mit Hilfe einer staatlichen Sozialpolitik die Arbeiter an den Staat zu binden und damit auch der Repressionspolitik des Sozialistengesetzes seine Schärfe zu nehmen. Das ursprüngliche Konzept der Regierung sah eine staatlich getragene und steuerfinanzierte Zwangsversicherung vor.
Der Gesetzgebungsprozess war langwierig. Während der Beratungen bewirkten Parteien, die Ministerialbürokratie und die Interessenverbände erhebliche Modifikationen der ursprünglichen Entwürfe. Die zentralen Schritte waren die Einführung
- der Krankenversicherung (1883),
- der Unfallversicherung (1884) sowie
- der Invaliditäts- und Altersversicherung (1889).

Allen gemeinsam war, dass der direkte staatliche Einfluss entgegen den ursprünglichen Plänen begrenzt war. Die Versicherungen waren zwar öffentlich-rechtliche Einrichtungen, aber eben nicht staatlich. Außerdem enthielten sie Elemente der Selbstverwaltung und ihre Finanzierung erfolgte nicht primär aus Steuern, sondern aus den Beiträgen der Arbeitsmarktparteien beziehungsweise der Unternehmer. Außerdem folgten sie nicht dem Prinzip des Bedarfs der Betroffenen, sondern waren lohn- und beitragsbezogen.
Die Einführung der Sozialversicherung wird als eine große Leistung Bismarcks gesehen, auch wenn das Ergebnis schließlich nicht ganz so ausfiel wie geplant. Dies gilt nicht nur für die Struktur der Versicherungen, sondern vor allem für das Ziel, mit ihrer Hilfe die Arbeiter von der Sozialdemokratie fernzuhalten. Dieses Ziel verfehlte er, auch weil der neu eingerichtete Wohlfahrtsstaat die Lohnentwicklung weiterhin dem freien Spiel der Marktgesetze überließ. Die Folge waren stagnierende Reallöhne trotz deutlich steigendem Volkseinkommen, die soziale Schere tat sich weiter auf. Der Sozialhistoriker Hans-Ulrich Wehler spricht daher von einer „Zementierung der Ungleichheit“ in Deutschland.

#### Grenzen des Systems Bismarck

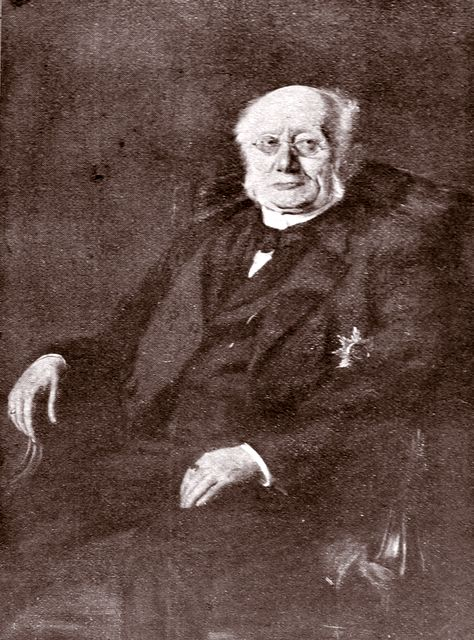
Zentrumspolitiker Ludwig Windthorst

Ziele der konservativen Wende von 1878/1879 waren die Blockade einer weiteren Liberalisierung des Reiches und darüber hinaus eine Entwicklung im konservativen Sinn. Mit dem ersten Ziel war Bismarck weitgehend erfolgreich, das zweite ließ sich nicht umsetzen, da es im Parlament keine dauerhafte Mehrheit für ein solches Programm gab. Eine konservative Umgründung des Kaiserreichs stieß stets auf den Widerstand des Reichstages. Der Reichskanzler versuchte zwar, eine dauerhafte Mehrheit zustande zu bringen, scheiterte damit allerdings. In den frühen 1880er Jahren widersetzte sich im Wesentlichen das Zentrum den Plänen des Reichskanzlers. Solange der Kulturkampf noch nicht ganz beendet war, verfolgte die Partei unter der Führung von Ludwig Windthorst einen betont konstitutionellen Kurs, der die Rechte des Parlaments sicherte und sich einer engeren Zusammenarbeit mit der Regierung verweigerte. Zwar wurden 1880 ein neues Septennat verabschiedet und das Sozialistengesetz verlängert, andere Gesetzesentwürfe der Regierung, etwa für ein Tabakmonopol, scheiterten. Die Probleme verschärften sich für die Regierung mit der Reichstagswahl von 1881, als die beiden konservativen Parteien 38 und die Nationalliberalen sogar 52 Mandate im Reichstag einbüßten. Dagegen gewannen Sozialdemokraten und Zentrum leicht hinzu, während die Liberale Vereinigung und die Fortschrittspartei die eigentlichen Wahlgewinner waren. Zusammen gewannen die Linksliberalen 80 Sitze hinzu.
Mit der Schwächung der parlamentarischen Unterstützung verschärfte Bismarck seinen Konfrontationskurs gegenüber dem Reichstag noch und versuchte, das Gewicht der Regierung im politischen System zu stärken. In diesen Zusammenhang gehörten Überlegungen, einen Deutschen Volkswirtschaftsrat aus Vertretern der Interessenverbände als eine Art Nebenparlament zu errichten. Ähnliche Pläne standen hinter der Schaffung von Berufsgenossenschaften als Träger der Unfallversicherung. Immer wieder wurden auch Gerüchte über die Änderung des Reichstagswahlrechts und eine Aufhebung der Verfassung lanciert. Mit keinem seiner antiparlamentarischen Vorstöße hatte Bismarck Erfolg. Sie trugen zur weiteren Verhärtung der Fronten bei und verstärkten in der Öffentlichkeit den Eindruck, dass es dem Kanzler zunehmend an politischen Konzepten fehle.

#### Kartellparteien und konservative Mehrheit
|                      | 1871 | 1874 | 1877 | 1878 | 1881 | 1884 | 1887 |
| -------------------- | ---- | ---- | ---- | ---- | ---- | ---- | ---- |
| Konservative         | 57   | 22   | 40   | 59   | 50   | 78   | 80   |
| Freikonservative     | 37   | 33   | 38   | 57   | 28   | 28   | 41   |
| Nationalliberale     | 125  | 155  | 128  | 99   | 47   | 51   | 99   |
| Fortschrittspartei   | 46   | 49   | 35   | 26   | 60   | -    | -    |
| Liberale Vereinigung | -    | -    | -    | -    | 46   | -    | -    |
| Freisinn             | -    | -    | -    | -    | -    | 67   | 32   |
| Zentrum              | 63   | 91   | 93   | 94   | 100  | 99   | 98   |
| Sozialdemokraten     | 2    | 9    | 12   | 9    | 12   | 24   | 11   |
| Minderheiten         | 21   | 34   | 34   | 40   | 45   | 43   | 33   |
| Sonstige             | 31   | 4    | 17   | 13   | 9    | 7    | 3    |

In der zweiten Hälfte der 1880er Jahre veränderte sich die politische Situation vor allem durch Verschiebungen im Parteiensystem. Die politische Ausrichtung der Nationalliberalen verlagerte sich nach dem Rücktritt von Bennigsen, dem Aufstieg von Johannes Miquel und dem wachsenden Einfluss agrarischer Interessen deutlich nach rechts. Die Partei stellte sich mit ihrer Heidelberger Erklärung von 1884 in den wesentlichen Streitfragen hinter den Reichskanzler und grenzte sich gegenüber den Linksliberalen ab. Dies führte ebenfalls 1884 indirekt zur Fusion der Liberalen Vereinigung mit der Deutschen Fortschrittspartei zur Deutsch-Freisinnigen Partei. Der Abbau der Kulturkampfgesetze seit der ersten Hälfte der 1880er Jahre führte zu einer Minderung der Oppositionshaltung des Zentrums. Nach der Reichstagswahl von 1884, die mit Verlusten der Linksliberalen und deutlichen Gewinnen der konservativen Parteien sowie leichten Zuwächsen der Nationalliberalen endete, schien eine Rechtskoalition möglich zu werden. Tatsächlich arbeiteten diese Parteien bei der Germanisierungspolitik in den preußischen Ostprovinzen zusammen.
Forciert wurde der Plan einer rechten Mehrheit 1886 im Zusammenhang mit einer tiefen außenpolitischen Krise. Bismarck verlangte daraufhin die Erhöhung der Friedenspräsenzstärke des Heeres, was von Zentrum und Freisinn strikt abgelehnt wurde. Die Folge war eine erneute Reichstagsauflösung. Im Wahlkampf tat die Regierung alles, um Linksliberale, Zentrum und Sozialdemokraten als Reichsfeinde abzustempeln. Darüber hinaus schlossen Konservative und Nationalliberale ein Wahlbündnis – das sogenannte Kartell. Die Wahl von 1887, die im Zeichen eines möglichen Krieges mit Frankreich stattfand, brachte den Kartellparteien (vor allem den Nationalliberalen) Gewinne, die zu Lasten der Linksliberalen und der Sozialdemokraten gingen. Die Kartellparteien verfügten mit 220 von 397 Abgeordneten über eine absolute Mehrheit.
Bismarck hatte zwar seither eine starke Mehrheit, gleichzeitig war er aber auch vom Fortbestand der Koalition abhängig. In der ersten Zeit arbeiteten Kartell und Regierung recht reibungslos zusammen. So wurde die umstrittene Militärvorlage ebenso beschlossen wie Gesetze im Interesse der Landwirtschaft. Auch das Sozialistengesetz wurde noch einmal bis 1890 verlängert. Danach nahmen die Spannungen allerdings deutlich zu. So stimmten die Nationalliberalen einem Friedensgesetz zur Beendigung des Kulturkampfs nicht zu, auch weigerte sich ein Teil ihrer Fraktion, die landwirtschaftlichen Schutzzölle noch einmal zu erhöhen. Dies Gesetz kam dann nur mit Hilfe des Zentrums zustande. Auch die Fortsetzung des Sozialistengesetzes, die Kolonialpolitik und die Sozialgesetzgebung stieß bei den Nationalliberalen auf Kritik. Die Sozialgesetze kamen ebenfalls nur mit Hilfe des Zentrums zustande. Im konservativen Lager verstärkten sich die Stimmen, die nach einer dauerhaften Zusammenarbeit mit dem Zentrum verlangten.

### Bündnisse und Außenpolitik
Das Kaiserreich verdankte sein Entstehen im Krieg gegen Frankreich der wohlwollenden Neutralität von England und Russland. Diese relativ günstige diplomatische Großwetterlage hielt indes nicht an. Das strukturelle Hauptproblem war, dass mit der Gründung des Reiches eine neue Großmacht in Europa entstanden war, die erst ihren Platz im System der Mächte finden musste. Obwohl Bismarck immer wieder die Saturiertheit der neuen Nation beteuerte, erschien den übrigen Staaten die Politik Deutschlands als nicht recht berechenbar. Insgesamt schien die außenpolitische Situation relativ offen. Fixpunkte waren der deutsch-französische Gegensatz und die Konkurrenz von Großbritannien und Russland (The Great Game). Es gab für die deutsche Außenpolitik verschiedene theoretische Handlungsoptionen, sich in das bestehende Staatensystem zu integrieren. Bismarck hielt sich zunächst alle Alternativen bis hin zu einem Präventivkrieg offen und entschied sich letztlich für eine defensive Variante als „ehrlicher Makler“ zwischen den Mächten.

#### Bündnissysteme bis Anfang der 1880er Jahre
Am 7. September 1872 kam es zu einem Dreikaisertreffen. Der Gastgeber Kaiser Wilhelm begrüßte in Berlin Kaiser Franz Joseph I. und Zar Alexander II. Am 22. Oktober 1873 wurde das Dreikaiserabkommen zwischen dem Deutschen Reich, Russland und Österreich-Ungarn unterzeichnet. Am Beginn der Außenpolitik des neuen Reiches standen damit ein enges Bündnis mit Österreich-Ungarn und ein gutes Einvernehmen mit Russland.
Die Entscheidung für eine defensive Politik fiel 1875 nach der sogenannten Krieg-in-Sicht-Krise, als Russland und Großbritannien deutlich gemacht hatten, einen möglichen Präventivkrieg des Reiches gegen das wieder erstarkte Frankreich nicht hinzunehmen. Dies machte deutlich, dass der Versuch, eine hegemoniale Stellung zu erreichen, die Gefahr eines europäischen Krieges in sich trug.
Die Entscheidung für eine Gleichgewichtspolitik wurde zuerst in der Balkankrise 1877/1878 im Zusammenhang mit dem Russisch-Türkischen Krieg deutlich. Während die übrigen Großmächte eigene Interessen hatten, versuchte Deutschland als Vermittler aufzutreten. Dabei bestand allerdings die Gefahr, die Unterstützung Österreich-Ungarns und Russlands zu verlieren. Daher hat Bismarck alles vermieden, um sich zwischen beiden Seiten entscheiden zu müssen. Das Ziel war es, eine Konstellation herbeizuführen, wie der Kanzler in seinem Kissinger Diktat von 1877 festhalten ließ, in welcher alle Mächte außer Frankreich unser bedürfen, und von Koalitionen gegen uns durch ihre Beziehungen zueinander nach Möglichkeit abgehalten werden.

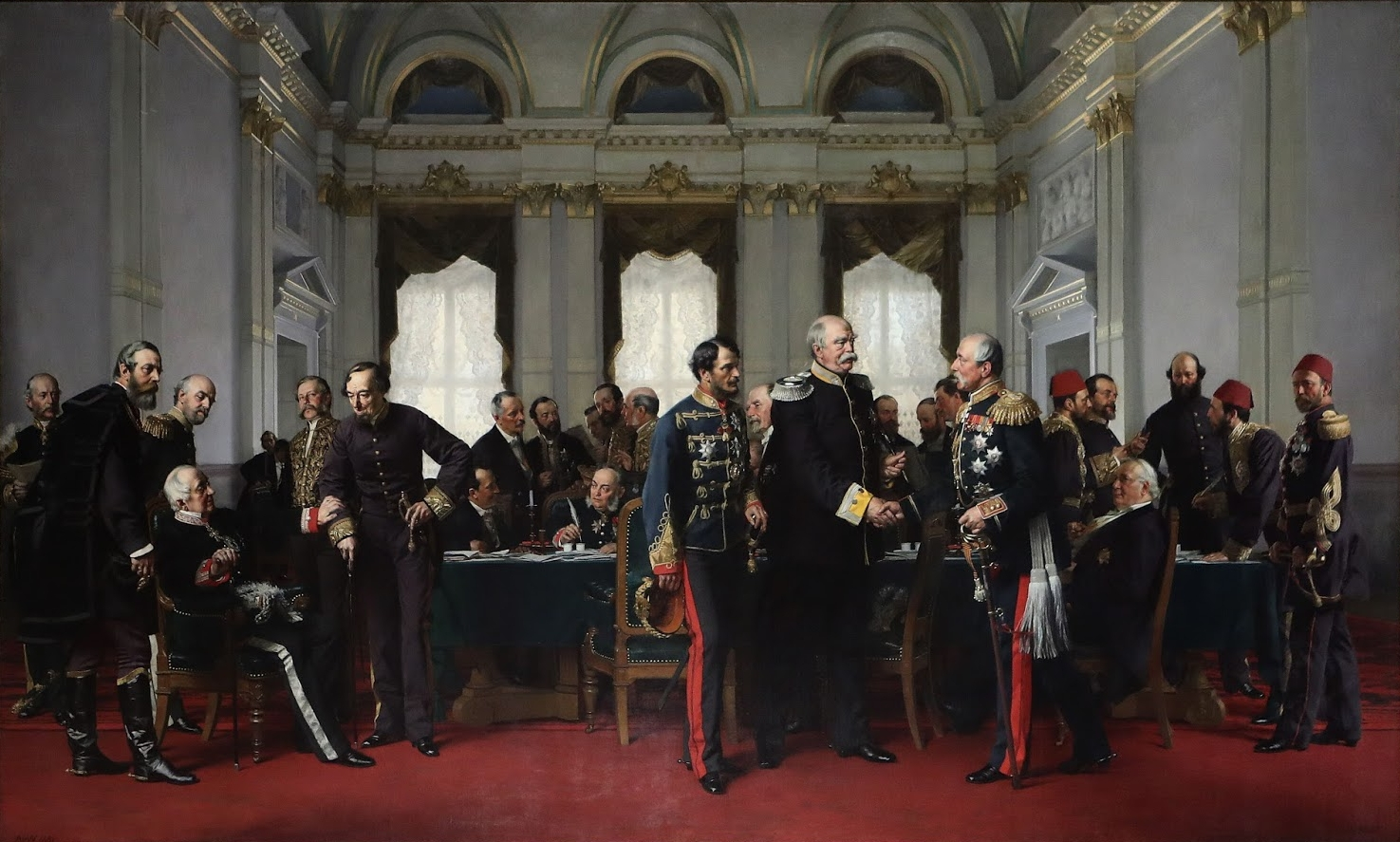
Berliner Kongress (Gemälde von Anton von Werner, 1881, 3,60 × 6,15 m im Berliner Rathaus)
Abgebildet (v. l. n. r.): von Haymerle, Károlyi, de Launay, Gortschakow, Waddington, Disraeli, von Radowitz, zu Hohenlohe-Schillingsfürst, Corti, Graf de Moun, d’Oubril, de Saint-Vallier, Desprey, Andrássy, Bucher, Otto von Bismarck, von Holstein, Busch, Herbert von Bismarck, Pjotr Andrejewitsch Schuwalow, Sadullah Bey, Russell, von Bülow, Salisbury, Carathéodori und Mehmed Ali Pascha

Zur Lösung des Interessengegensatzes zwischen Russland und Großbritannien nach dem Russisch-Türkischen Krieg fand 1878 der Berliner Kongress statt. Bismarck bemühte sich dabei um die Rolle als „ehrlicher Makler“ und um einen Ausgleich zwischen den Großmächten. Dies stand allerdings im Gegensatz zur Hoffnung der russischen Regierung, die sich von dem Kongress eine diplomatische Bestätigung der erzielten militärischen Erfolge auf dem Balkan erwartet hatte. Insofern wurde das Ergebnis, das gerade Österreich mehr Einfluss zugestand, ohne militärische Opfer gebracht zu haben, von Russland als eine diplomatische Niederlage gewertet. Nach dem Kongress verschlechterte sich das Verhältnis des Zarenreichs gegenüber Deutschland erheblich, sodass ein Bündnis zwischen diesen beiden Staaten immer schwieriger zu erhalten war.
Bismarck suchte daher noch deutlicher als zuvor ein Zusammengehen mit Österreich-Ungarn. Dies gipfelte am 7. Oktober 1879 in dem sogenannten „Zweibund“. Mit diesem Bündnis endete die Rolle des Deutschen Reiches als ungebundenem Mittler zwischen den übrigen vier europäischen Großmächten. Es begann in der Folge der Aufbau des bismarckschen Bündnissystems, zunächst nach Osten, dann nach Westen und Süden. Im Jahr 1881 wurde der geheime Dreikaiserbund mit Österreich-Ungarn und Russland geschlossen. Die drei Mächte verpflichteten sich, den Status quo auf dem Balkan nur in Absprache zu verändern und im Kriegsfalle mit einer vierten Macht wohlwollende Neutralität zu wahren. Diese Bestimmung bezog sich in erster Linie auf einen neuen Krieg zwischen Frankreich und Deutschland sowie zwischen Großbritannien und Russland. Die Spannungen zwischen Österreich-Ungarn und Russland wegen ihrer Interessen auf dem Balkan nahmen aber bald wieder zu und der im März 1884 verlängerte Bund zerbrach während der Bulgarischen Krise 1885/86.
Nach Süden wurde 1882 der Zweibund mit Italien zum Dreibund erweitert. Hintergrund dieser Erweiterung waren die zunehmenden Spannungen zwischen Frankreich und Italien in Tunesien. Auch der Dreibund war ein Defensivbündnis und entlastete zudem noch Österreich-Ungarn, da es über den Verlauf der Grenze mit Italien immer wieder zu Streitigkeiten gekommen war.
Das Kaiserreich stand daher zu Beginn der 1880er Jahre im Zentrum zweier Bündnissysteme. Die Aufrechterhaltung war kompliziert, von Widersprüchen gekennzeichnet und labil. Auf dieser instabilen Basis gelang für einige Zeit ein Festschreiben des Status quo.

#### Beginn des deutschen Imperialismus

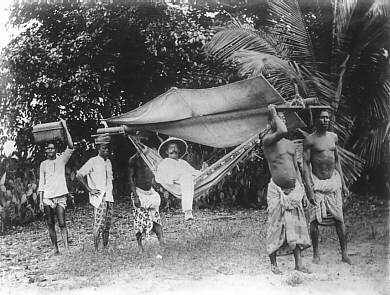
Deutscher Kolonialherr in Togo (ca. 1885)

Mitte der 1880er Jahre führte die imperialistische Expansion der Großmächte zu einer neuen Dynamik in den Beziehungen, die das Aufrechterhalten des Gleichgewichts immer schwieriger machte und es schließlich aus der Balance warf.
Anfangs wurde die Expansion nach Übersee von privaten Unternehmern getragen. Zwar kam es bald zu staatlichen Unterstützungen, aber diese bewegten sich nach britischem Vorbild noch im Rahmen des Aufbaus eines „informal Empire“ (das heißt die Kontrolle eines Gebiets ohne offizielle staatliche Inbesitznahme). Gründe für ein Engagement in Übersee waren einerseits das Auftreten einer wirkungsmächtigen Kolonialbewegung in Deutschland, die in Kolonien eine Möglichkeit sah, die Gründerkrise zu überwinden und den Bevölkerungsanstieg zu bremsen. Der Besitz von Kolonien wurde auch als eine nationale Prestigefrage betrachtet. Als Kolonialpropagandisten traten bald Organisationen wie der Deutsche Kolonialverein und die Gesellschaft für Deutsche Kolonisation auf. Die beiden schlossen sich Ende 1887 zur Deutschen Kolonialgesellschaft zusammen.
Die Gründe, weshalb Bismarck dem Druck der Kolonialbewegung nachgab und begann, ein formelles Empire zu errichten, sind in der Forschung umstritten. Ein Argument ist, dass der Reichskanzler die Probleme Großbritanniens unter anderem in Afghanistan und im Sudan ausnutzte, um durch eine antienglische Politik die Annäherung an Frankreich zu suchen. Höhepunkt dieser Entwicklung war die Berliner Kongokonferenz 1884/85, als Deutschland und Frankreich zusammen Englands Mittelafrikapolitik entgegentraten. Andere Interpretationen verweisen vor allem auf innenpolitische Gründe. Der Erwerb von Kolonien sollte danach parteipolitische Erleichterungen für die Regierung bringen und bei den Reichstagswahlen von 1884 Stimmen für die der Regierung nahestehenden Parteien bringen. Eine dritte These deutet die Wende als Sozialimperialismus. Danach sollten Kolonien gewissermaßen die sozialen und wirtschaftlichen Schwierigkeiten überdecken und Legitimationsdefizite abbauen. Neuere Forschungen sehen eine Mischung aus verschiedenen Ursachen und betonen zusätzlich die Eigendynamik in den späteren Kolonien. Das Jahr 1884 markiert dann den eigentlichen Beginn der deutschen Kolonialpolitik, als im April das sogenannte „Lüderitzland“ als Keimzelle des späteren Deutsch-Südwestafrika unter den Schutz des Deutschen Reichs gestellt wurde. Auch in Deutsch-Ostafrika, Togo, Kamerun und im Pazifik wich die informelle einer formellen Herrschaft. Zwar blieb die Kolonialpolitik unter Bismarck Episode, die Expansion endete bereits 1885, allerdings war damit ein Anfang für ein weiteres Ausgreifen ebenso wie für Konflikte mit Großbritannien gemacht.
Übersicht über die deutschen Kolonien („Deutsche Schutzgebiete“)

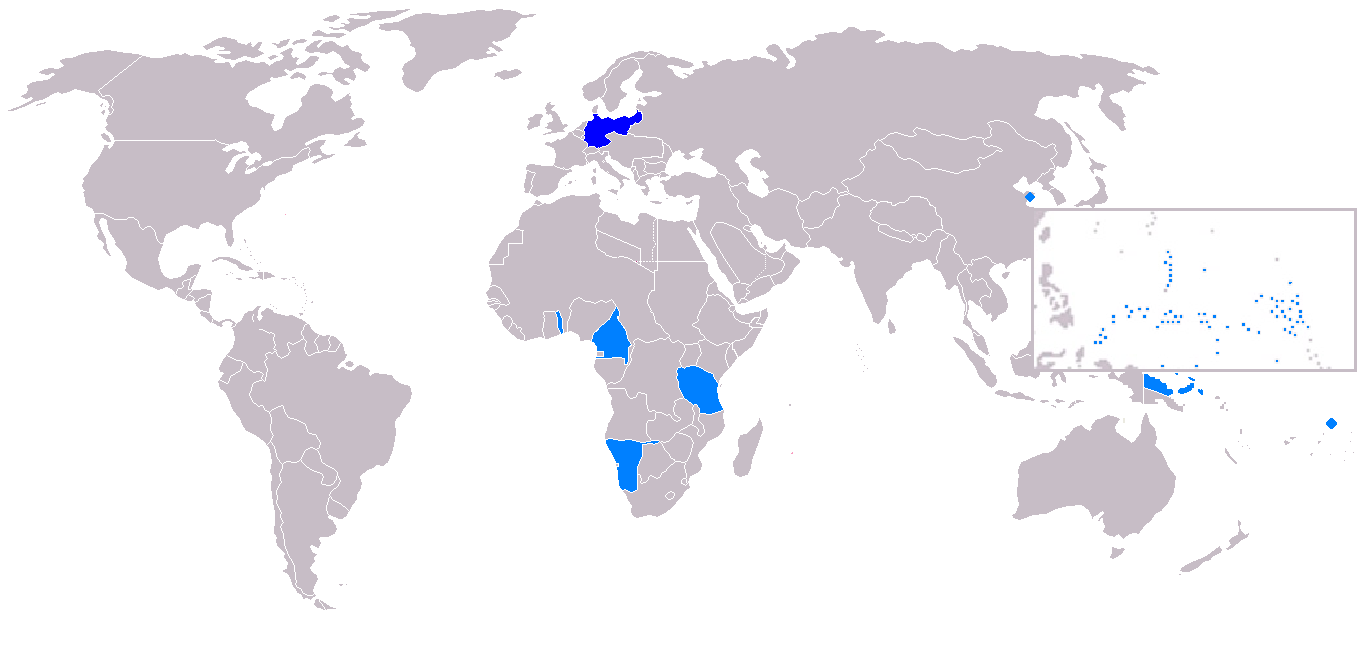
Deutsches Kaiserreich
Deutsches Kolonialreich (1914)

Deutsche Kolonien 1910 (zeitgenössische Karten)

1. Deutsch-Neuguinea seit 1885, erworben durch Otto Finsch, im Auftrag der Neuguinea-Kompagnie; dazu gehörte: Kaiser-Wilhelms-Land (heute nördliches Papua-Neuguinea), Bismarck-Archipel (Papua-Neuguinea), Bougainville-Insel (Papua-Neuguinea), nördliche Salomon-Inseln 1885–1899 (Salomonen (Choiseul und Santa Isabel)), Marianen seit 1899, Marshallinseln seit 1885, Palau seit 1899, Karolinen (Mikronesien) seit 1899, Nauru seit 1888
2. Deutsch-Ostafrika (heute Tansania, Ruanda, Burundi, Mosambik-Kionga-Dreieck) seit 1885, erworben durch Carl Peters
3. Deutsch-Samoa seit 1899, heute unabhängiger Staat Samoa
4. Deutsch-Somaliküste (heute Teil von Somalia) 1885–1888, Ansprüche erworben durch Gustav Hörnecke, Claus von Anderten und Karl Ludwig Jühlke
5. Deutsch-Südwestafrika (heute Namibia, Botswana-Südrand des Caprivi-Zipfels) seit 1884, erworben durch Franz Adolf Eduard Lüderitz
6. Deutsch-Witu (heute südliches Kenia), 1885–1890, erworben durch die Gebrüder Denhardt aus Zeitz
7. Kamerun seit 1884, (heute Kamerun, Nigeria-Ostteil, Tschad-Südwestteil, Westteil der Zentralafrikanischen Republik, Nordostteil der Republik Kongo, Gabun-Nordteil) erworben durch Gustav Nachtigal
8. Kapitaï und Koba (heute Guinea) 1884–1885, erworben durch Friedrich Colin
9. Kiautschou seit 1898 (China, für 99 Jahre gepachtet)
10. Mahinland (heute Nigeria) März bis Oktober 1885, erworben durch Gottlieb Leonhard Gaiser
11. Togo seit 1884, (heute Togo, Ghana-Westteil) erworben durch Gustav Nachtigal

#### Außenpolitische Doppelkrise 1885/1886

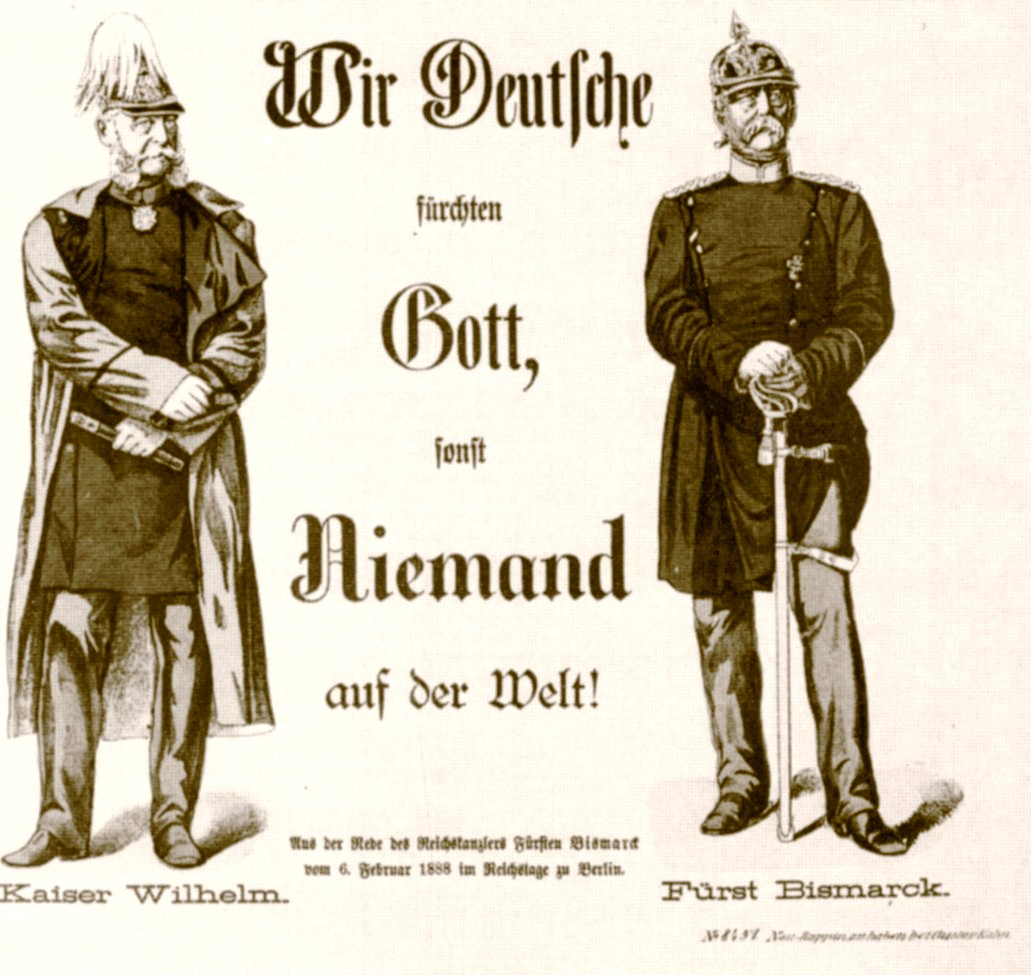
„Wir Deutsche fürchten Gott, sonst Niemand auf der Welt.“ (Zitat einer Rede Bismarcks vor dem Reichstag am 6. Februar 1888; Propagandadruck, zeitgenössische Kreidelithographie)

Nicht nur die Hinwendung zu einer imperialistischen Politik in Übersee, sondern auch zwei Krisenherde in Europa veränderten die deutsche Außenpolitik. In Frankreich entstand, ausgehend nicht zuletzt von General Georges Ernest Boulanger, eine nationalistische Sammlungsbewegung, die für einen Revanchekrieg gegen Deutschland eintrat. Die Gefahr wuchs noch, als Boulanger Kriegsminister wurde. Bismarck spielte diese Bedrohung aus innenpolitischen Gründen bewusst hoch, unter anderem um dazu beizutragen, dass bei den Reichstagswahlen von 1887 eine regierungsfreundliche Mehrheit entstehen konnte. Gleichzeitig diente die Verschärfung des Tons gegenüber Frankreich der Überdeckung der außenpolitischen Schwierigkeiten in Ost- und Südosteuropa. Dort hatte die Bulgarische Krise zur Verschärfung der Gegensätze zwischen Österreich-Ungarn und Russland und zum faktischen Zerbrechen des Dreikaiserbundes geführt. Auch Deutschlands Verhältnis zu Russland verschlechterte sich nicht zuletzt wegen der Schutzzollpolitik. Bei der deutschen Regierung wuchs die Sorge um einen Zweifrontenkrieg, da es offenbar zu einer Annäherung zwischen Russland und Frankreich kam. Innenpolitisch geriet Bismarck angesichts der Doppelkrise unter Druck, da ihm Kritiker vorwarfen, seine Außenpolitik sei überholt. Von einigen Militärs, wie von General Alfred von Waldersee, aber auch von Deutschkonservativen und selbst von Sozialdemokraten, wurde eine scharfe Gangart gegenüber Russland bis hin zu einem Präventivkrieg gefordert. Bismarck versuchte die teilweise von ihm selbst ausgelöste nationalistische Welle zu dämpfen und die Krise diplomatisch beizulegen. Dies gelang mit Mühen, die deutlich machten, dass sich der politische Spielraum Deutschlands seit der Reichsgründung erheblich reduziert hatte. Im Jahr 1887 gelang die Wiederherstellung des Dreibundes mit Österreich-Ungarn und Italien. Durch weitere Verträge (an denen Deutschland nicht beteiligt war) wie dem Mittelmeerabkommen zwischen Italien und Großbritannien und dem Orientdreibund wurde Deutschland durch seine Verbündeten indirekt Teil einer antirussischen Koalition.
Am 18. Juni 1887 wurde anstelle des Dreikaiserabkommens der Rückversicherungsvertrag mit Russland abgeschlossen. Beide Staaten verpflichteten sich bei einem unprovozierten Angriff seitens einer dritten Macht zu wohlwollender Neutralität. Dabei sah ein geheimes Zusatzprotokoll die deutsche Unterstützung Russlands in dessen Balkan- und Bosporuspolitik vor. Damit ging Deutschland hier Verpflichtungen ein, die im Gegensatz zu den Bündnissen und Verträgen mit anderen Staaten standen. Wichtiger war es Bismarck offenbar, ein mögliches Bündnis zwischen Frankreich und Russland zu verhindern.
Insgesamt war die Aufrechterhaltung eines Macht-Gleichgewichts zwischen den europäischen Großmächten am Ende von Bismarcks Amtszeit immer schwieriger geworden. Hatte er zu Beginn noch die vorhandenen Gegensätze zwischen den Großmächten austarieren können, blieb ihm am Ende nur noch, die Spannungen zu schüren, um dann zu versuchen, sie im Sinne des Reiches einzuhegen.

## Dreikaiserjahr 1888

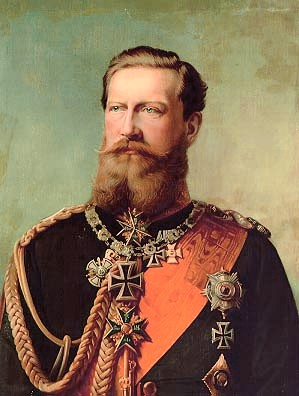
Friedrich III.

Am 9. März 1888 starb Kaiser Wilhelm I. Drei Tage später wurde sein Sohn, der schwerkranke Friedrich III., zum neuen Kaiser proklamiert. Mit seiner Inthronisierung verbanden sich Hoffnungen auf eine Liberalisierung des Reiches und einen größeren Einfluss des Parlaments auf politische Entscheidungen. Man sagte ihm Sympathien für das parlamentarische System der britischen Monarchie nach.
Während des Antisemitismusstreits hatte er sich öffentlich gegen die „Judenfeinde“ gestellt. Besonders die Freisinnigen, vor allem Bamberger, Forckenbeck und von Stauffenberg, standen dem Kaiser nahe. Aufgrund seiner Krankheit konnte er die Politik allerdings kaum beeinflussen. Lediglich die Entlassung des hochkonservativen preußischen Innenministers von Puttkamer war ein Zeichen in die erwartete Richtung. Bereits 99 Tage nach seinem Amtsantritt, am 15. Juni 1888, starb Friedrich III. an Kehlkopfkrebs. Aufgrund der kurzen Amtszeit wird er auch als „99-Tage-Kaiser“ bezeichnet. Zehn Tage nach seinem Tod wurde sein 29-jähriger Sohn als Kaiser Wilhelm II. inthronisiert. Wegen der Abfolge dreier Monarchen innerhalb eines Jahres wird das Jahr 1888 auch als Dreikaiserjahr bezeichnet.

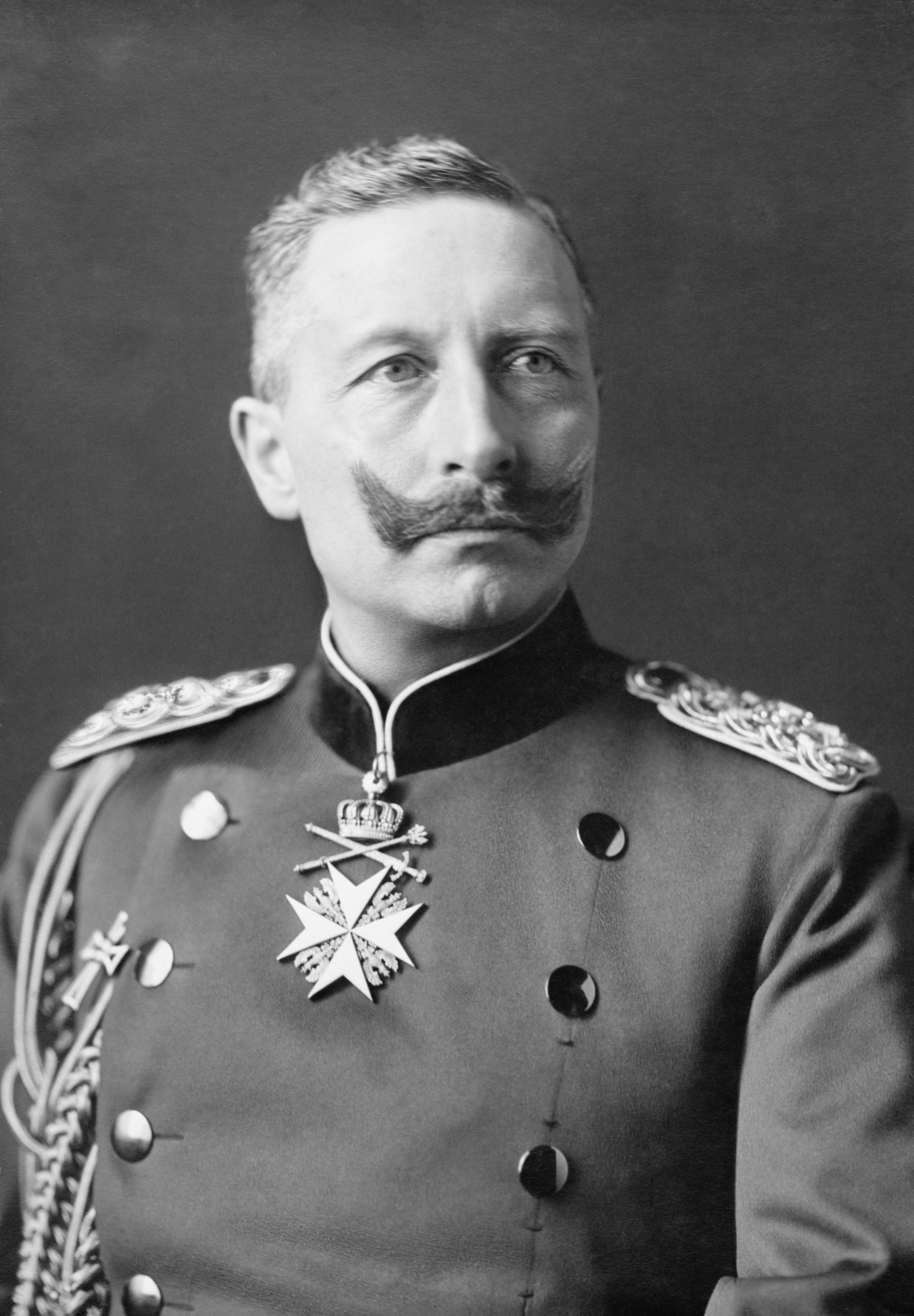
Wilhelm II. regierte von 1888 bis 1918 als dritter Deutscher Kaiser

## Wilhelminisches Reich
Noch deutlicher als zur Zeit Bismarcks stand die Politik während der wilhelminischen Ära unter dem Druck, sich den Veränderungen in Wirtschaft und Gesellschaft anzupassen und Antworten auf die dringendsten sozialen und ökonomischen Fragen der Zeit zu finden: so etwa in Bezug auf die Integration und Emanzipation der Arbeiter in Staat und Gesellschaft, aber auch auf die negative wirtschaftliche Entwicklung in Handwerk und Landwirtschaft. Die Übernahme neuer staatlicher Aufgaben führte zu Finanzierungsproblemen und einer entsprechend hohen Belastung des Staatshaushalts. Nicht zuletzt ging es auch darum, die politischen Strukturen an die Bedingungen einer industriellen Gesellschaft und einer bislang nicht gekannten tiefgreifenden Politisierung der Bevölkerung anzupassen.

### Ende der Ära Bismarck 1890
Bismarck blieb zunächst unbeschadet im Amt. So versuchte er noch 1889 ein Bündnis mit Großbritannien einzugehen, scheiterte jedoch mit diesem Vorhaben. Ein Schlusspunkt unter die Sozialgesetzgebung war die am 23. Mai in Kraft getretene Alters- und Invalidenversicherung.

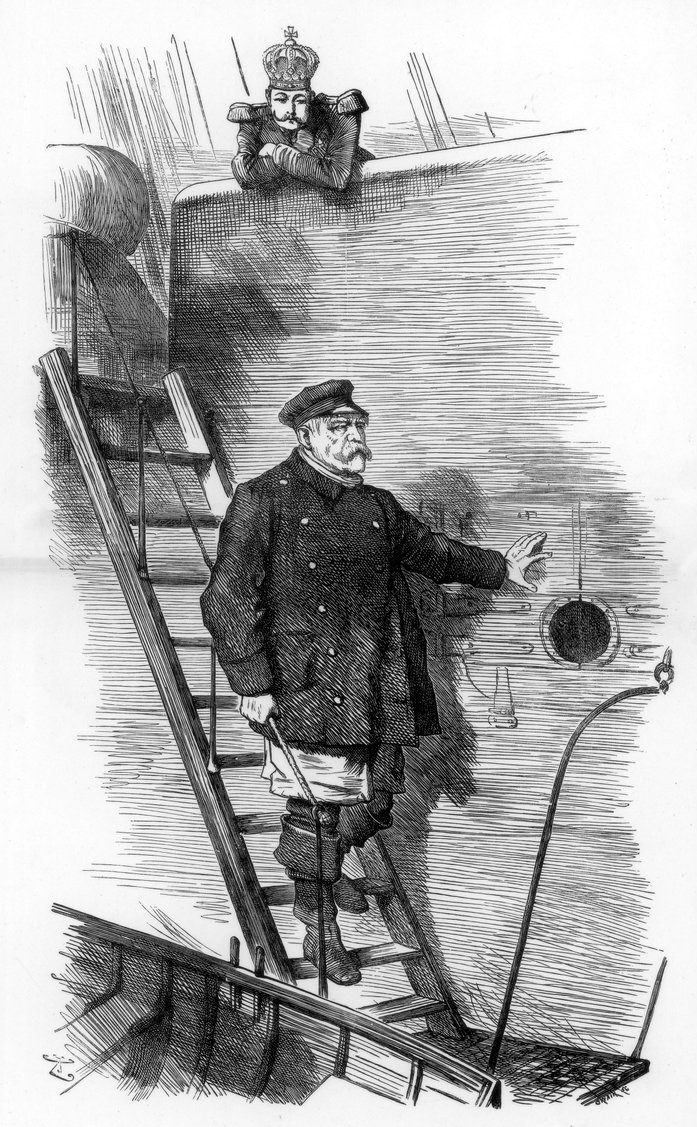
Die Punch-Karikatur Dropping the Pilot (dt. meist „Der Lotse geht von Bord“) von Sir John Tenniel zur Entlassung Bismarcks 1890

Zwischen Wilhelm II. und Bismarck kam es schon bald zu Konflikten. Neben dem Generationsunterschied spielte dabei Wilhelms Wunsch, selbst die Politik zu gestalten, eine wichtige Rolle. Dies schränkte Bismarcks Spielraum erheblich ein. Bestärkt wurde der Kaiser dabei von seinem engsten Umfeld, etwa von Philipp zu Eulenburg. Auch in der Öffentlichkeit nahm die Kritik an der autoritären Kanzlerherrschaft – von einigen sogar als Kanzlerdiktatur bezeichnet – sowie an der innenpolitischen Erstarrung zu. Nicht zuletzt waren Kaiser und Kanzler in der Arbeiterfrage uneins. Während Bismarck an seinem Repressionskurs festhielt, sprach sich Wilhelm für ein Ende der Sozialistengesetze aus.
Ein Zeichen für diese veränderte Haltung war während des großen Bergarbeiterstreiks von 1889 der Empfang einer Delegation von streikenden Arbeitern. Dagegen legte Bismarck den Entwurf für ein nunmehr unbefristetes Sozialistengesetz vor. Die Mehrheit des Reichstages lehnte das Gesetz allerdings ab und das Kartell der Rechtsparteien brach auseinander. Diese mussten bei den Reichstagswahlen 1890 starke Verluste hinnehmen, während das Zentrum, die Linksliberalen und die Sozialdemokraten zulegen konnten. Damit war die parlamentarische Mehrheit für die Politik Bismarcks nicht mehr vorhanden. Die erneuten Drohungen mit einem Staatsstreich liefen ins Leere. In der Folge verschärften sich die Konflikte zwischen Wilhelm II. und Bismarck noch einmal und der Kanzler geriet allmählich politisch ins Abseits. Bismarck wurde durch Wilhelm II. am 18. März 1890 zum Rücktritt von allen seinen Ämtern gezwungen.

### „Der neue Kurs“ und die Amtszeit von Leo von Caprivi
Neuer Reichskanzler wurde Leo von Caprivi. Anders als Bismarck, der innenpolitisch eine Politik der Konfrontation betrieben hatte, setzte der neue Kanzler auf eine ausgleichende und versöhnlichere Politik. Vor allem sollten Reformen die sozialen Konflikte mildern und dem schleichenden Legitimitätsverlust der letzten Bismarckjahre entgegenwirken. In der Außenpolitik lehnte der Kaiser auf Anraten Friedrich August von Holsteins eine Verlängerung des Rückversicherungsvertrages mit Russland ab, was Russland zwang, sich mit Frankreich zu arrangieren.
Seit 1890 begann – vor allem getragen vom preußischen Handelsminister Hans Hermann von Berlepsch und seinem Mitarbeiter Theodor Lohmann – ein neuer Schub für die Sozialpolitik. Dabei setzte dieser vor allem auf den Ausbau des Arbeitsschutzes und eine Reform des Arbeitsrechts. In den kaiserlichen Februarerlassen von 1890 wurden diese Pläne zu einem offiziellen Programm der Regierung erhoben. Die Novelle der Gewerbeordnung setzte 1891 Teile davon tatsächlich um. Dazu gehörte das Verbot der Sonntagsarbeit, eine weitere Beschränkung der Fabrikarbeit für Frauen und Kinder oder Regelungen für die Arbeit in gesundheitsgefährdenden Betrieben. Die Verbesserung der Gewerbeaufsicht sollte die Umsetzung der Maßnahmen kontrollieren. Die Fortführung des Programms scheiterte einerseits an schlechteren wirtschaftlichen Rahmenbedingungen und andererseits am Widerstand der Industrie. Die geplante Neuregelung des Koalitionsrechts blieb daher aus. In der Handelspolitik schloss die Regierung Caprivi eine Reihe von Handelsverträgen, die nicht nur drohende Zollkriege verhinderten, sondern die Absatzmöglichkeiten für deutsche Produkte verbesserten. Dies war allerdings nur für den Preis von niedrigeren Agrarzöllen zu haben. Unter Caprivi verschob sich die Wirtschaftspolitik mithin von der Landwirtschaft hin zur exportorientierten Industrie. In Preußen hatte Caprivi, der wie Bismarck auch preußischer Ministerpräsident war, nur teilweise Erfolge bei der Reform der Landgemeindeordnung, die schließlich durch den Widerstand der Konservativen stark verwässert wurde. Ein Erfolg war allerdings die Finanzreform des preußischen Finanzministers Miquel, die 1891 zur Erhebung einer zumindest schwach progressiven Einkommensteuer führte. 1893 folgte eine Vermögensteuer. Grund-, Gebäude- und Gewerbesteuern waren seither Gemeindesteuern. Allerdings zeigten die Konzessionen an die Großgrundbesitzer auch die Grenzen der Reformfähigkeit. Kaum Erfolg hatten Bemühungen um eine Reform des Dreiklassenwahlrechts in Preußen.

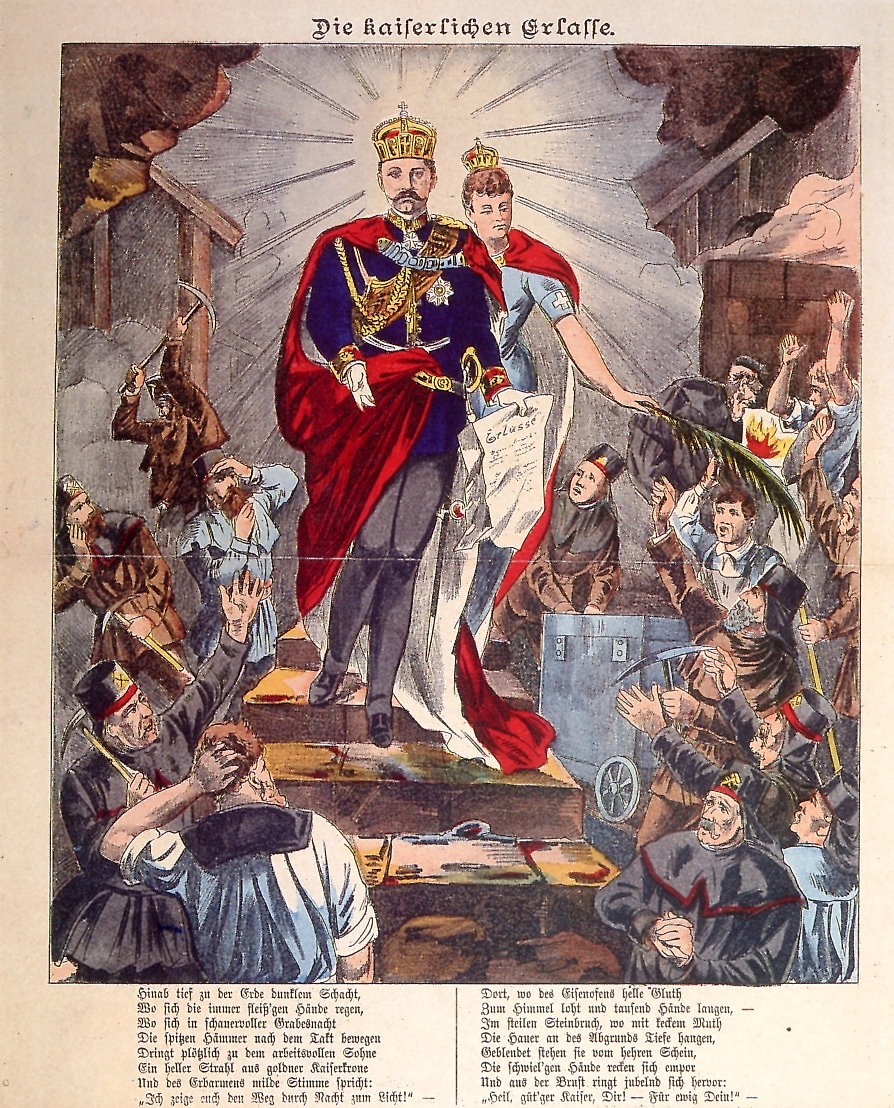
„Die Februarerlasse“. Idealisierte Darstellung Wilhelm II. und des Anspruchs auf ein „soziales Kaisertum“ (Neuruppiner Bilderbogen von 1890)

Insgesamt hatte die Politik Caprivis zwar Erfolge, die Reformen gingen aber nicht weit genug, um einen wirklichen Systemwechsel herbeizuführen. Ein Problem war dabei auch der Reibungsverlust an der Staatsspitze. Vor allem das Auseinandertreten der Politik im Reich und in Preußen war folgenreich. Während der Kanzler sich im Reichstag gegenüber dem Zentrum und den Linksliberalen öffnete, verfolgte Miquel als starker Mann in Preußen eine Zusammenarbeit zwischen Konservativen und Nationalliberalen. Im Jahr 1892 musste Caprivi das Amt des Ministerpräsidenten an Graf Botho zu Eulenburg abgegeben. Dies schwächte die Position des Reichskanzlers noch mehr, dem es ohnehin nicht gelang, im Reichstag eine dauerhafte Mehrheit hinter sich zu bringen. Vor allem eine neue Heeresvorlage, die einen starken Rüstungsschub bedeutet hätte, traf auf den Widerstand nicht nur der Sozialdemokraten und des Freisinns, sondern auch des Zentrums, das die Politik des Kanzlers bislang meist mitgetragen hatte. Dies führte 1893 zur Auflösung des Reichstags und zu Neuwahlen. Die SPD gewann zwar dazu, aber die Linksliberalen, die sich über die Militärvorlage in Freisinnige Vereinigung und Freisinnige Volkspartei aufspalteten, verloren ebenso wie das Zentrum Mandate.
Dies ermöglichte zwar die Verabschiedung einer veränderten Fassung der Heeresvorlage, aber Caprivi hatte auch mit dem Widerstand der Konservativen zu rechnen, die sich vor allem gegen die Wende in der Zoll- und Handelspolitik wandten. Vor allem der neu gegründete Bund der Landwirte machte erfolgreich Stimmung gegen den Kanzler. In der konservativen Partei gab es zudem einen deutlichen Rechtsschwenk, als die Partei auf dem sogenannten Tivoliparteitag 1892 die alte Führung stürzte, ein antisemitisches Programm annahm und sich eng an den Bund der Landwirte anlehnte. Auf Widerstand stieß Caprivi zunehmend auch bei Wilhelm II., der stärker als seine Vorgänger Einfluss auf die Politik ausüben und ein „persönliches Regiment“ errichten wollte. Auch wenn davon nur bedingt die Rede sein kann, hat der Kaiser doch erheblichen direkten und indirekten Einfluss ausgeübt. Vielfach zeigte sich dieser Einfluss in sprunghaften und planlosen Eingriffen in die Entscheidungsprozesse. Dies betraf weniger die Innen- als vielmehr die Flotten- und Außenpolitik. Dennoch begann sich der Kaiser auch gegen den innenpolitischen „Neuen Kurs“ zu wenden, da dieser nicht wie gehofft, die Legitimationsbasis erweitert, sondern sie mit der drohenden Abwendung der Konservativen sogar noch verringert hatte. Gegen den neuen Kurs wetterte zudem auch Bismarck, der immer noch Einfluss auf Teile der Presse hatte.
Hatte der Kaiser zu Beginn seiner Herrschaft gegenüber den Sozialdemokraten noch ein gewisses Entgegenkommen gezeigt, änderte sich dies in der Mitte der 1890er Jahre unter dem Druck der Industrie (hier angeführt von Carl Ferdinand von Stumm-Halberg), Teilen der Landwirtschaft, des Hofstaates, des preußischen Ministerpräsidenten und Anderer. Diese forderten einen schärferen Kurs gegenüber den Sozialdemokraten. Es war die Rede von neuen Ausnahmegesetzen und erneut gab es Gerüchte über Staatsstreichpläne. Als auch Wilhelm sich gegen Caprivi wandte, war dieser nicht mehr zu halten und wurde im Oktober 1894 wie auch der preußische Ministerpräsident Eulenburg entlassen.

### Kanzler des Übergangs und „persönliches Regiment“

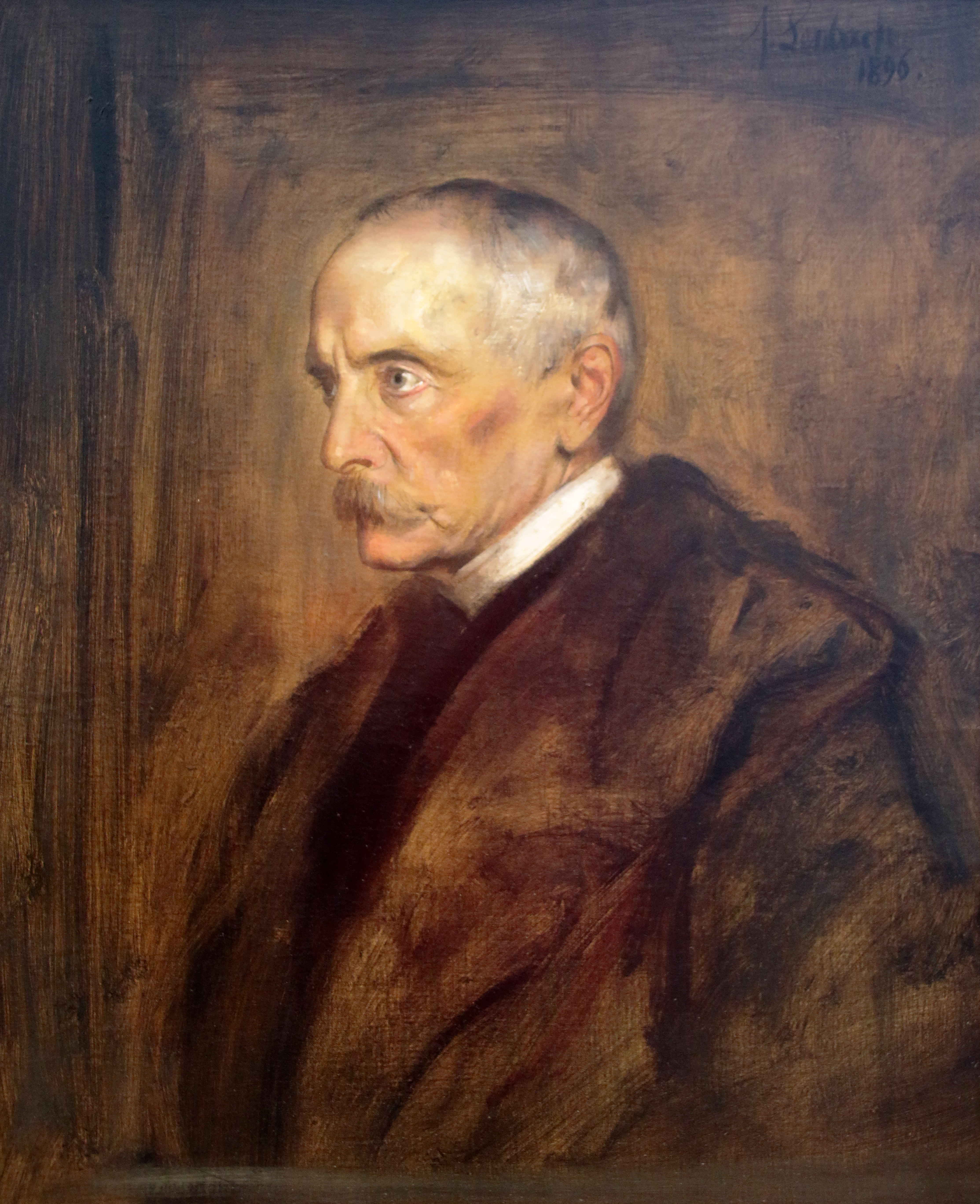
Chlodwig Fürst zu Hohenlohe-Schillingsfürst (Porträt von Franz von Lenbach, 1896)

Chlodwig zu Hohenlohe-Schillingsfürst wurde am 29. Oktober 1894 Reichskanzler und preußischer Ministerpräsident. Bereits sein Alter von mehr als 75 Jahren lässt ihn als eine personelle Zwischenlösung erscheinen. Konflikten mit dem Kaiser versuchte Hohenlohe zwar möglichst aus dem Weg zu gehen, dennoch war seine Amtszeit geprägt von teils latenten, teils manifesten Meinungsunterschieden zwischen Kaiser und Kanzler. Diese reichten bis hin zu einer lang dauernden Regierungskrise.
Der neue Kanzler offenbarte durchweg eine Politik des Zögerns, die angesichts des immer stärker hervortretenden kaiserlichen Anspruchs auf ein „persönliches Regiment“ der Einsicht in seinen begrenzten Einfluss entsprach. Wilhelm übte namentlich einen starken Einfluss auf Personalentscheidungen aus. Dabei wurden die Exponenten des „Neuen Kurses“ entweder entlassen oder politisch kaltgestellt. Die Sozialpolitik begann ab 1893 zu stocken. Persönlich stand Hohenlohe neuen Ausnahmegesetzen gegen die Sozialdemokratie zwar eher skeptisch gegenüber, aber bezeichnend für seine Schwäche war, dass 1895 mit der Umsturzvorlage und später der Zuchthausvorlage von 1899 – die letztere war dabei auch eine Reaktion auf den Hamburger Hafenarbeiterstreik von 1896/97 – im Reichstag solche Gesetze zur Abstimmung standen. Bezeichnend für die schwebende politische Lage war, dass beide keine Mehrheit fanden. Dasselbe Schicksal erlitt ein „kleines Sozialistengesetz“ in Preußen. Erfolg hatte freilich die Lex Arons 1898, das Sozialdemokraten vom Lehramt an Hochschulen ausschloss. In die Kanzlerzeit von Hohenlohe-Schillingsfürst fiel 1896 nach langen Vorarbeiten die Verabschiedung des bürgerlichen Gesetzbuches. Dieses vereinheitlichte das bis dahin regional unterschiedliche bürgerliche Recht. In Kraft trat das Gesetzbuch zum 1. Januar 1900. Es bildete den Abschluss des nach der Reichsgründung begonnenen rechtlichen Kodifizierungsprozesses.

### Ära von Bülow

#### Sammlungspolitik
Nicht zuletzt die Misserfolge bei der Durchsetzung neuer Ausnahmegesetze verstärkten im Umfeld des Kaisers noch einmal Gedanken an einen antiparlamentarischen Staatsstreich. Im Jahr 1897 bildete Wilhelm II. die Regierung dann entscheidend um. Hohenlohe blieb zwar zunächst im Amt, aber der eigentliche Schwerpunkt der Politik lag bei vier anderen Personen: Johannes Miquel als Vizepräsident des preußischen Staatsministeriums, Arthur von Posadowsky-Wehner als Chef des Reichsamtes des Inneren, Alfred von Tirpitz als Chef des Reichsmarineamtes sowie Bernhard von Bülow als Außenstaatssekretär. Diese sollten nach Willen des Kaisers die Innenpolitik in konservative Bahnen lenken, den Aufbau einer starken Flotte forcieren und außenpolitisch im Sinne einer Weltpolitik agieren. Mit diesem Wechsel ließen die direkten Eingriffe des Kaisers in die Politik zunächst nach, da die neue Führung ohnehin weitgehend im Sinne Wilhelms handelte. Die Konflikte zwischen Regierung und Kaiser gingen nach 1900 mit dem Wechsel im Reichskanzleramt zu Bernhard von Bülow weiter zurück.
Das Schlagwort der neuen Führung am Ende des 19. Jahrhunderts war die Sammlungspolitik der „staatserhaltenden und produktiven Kräfte“ gegen die Sozialdemokratie. Zollpolitik, Flottenbau, Weltpolitik und Kaisertum sollten gesellschaftlich integrierend wirken und Mittelstand und Bürgertum gegen die Sozialdemokratie einen. Diesem Ziel diente auch die Handwerkspolitik. Das Handwerksgesetz vom 26. Juli 1897 kam den Wünschen des alten Mittelstandes entgegen, etwa durch die Einführung von Handwerkskammern und Innungen. Zur Einbindung agrarischer und gewerblicher Interessen beteiligte die Regierung Vertreter von landwirtschaftlichen und industriellen Interessenorganisationen bei der Ausarbeitung neuer Zolltarife, deren Verabschiedung nach der Jahrhundertwende anstand. Zwar gelang es dabei, die Interessen der Landwirtschaft und der Schwerindustrie im Zeichen des Schutzzolls in eine gewisse Übereinstimmung zu bringen. Allerdings kritisierten die exportorientierte Leichtindustrie und insbesondere die expandierende chemische Industrie dies massiv und gründeten zur Durchsetzung ihrer antiprotektionistischen Ziele 1895 den Bund der Industriellen. Der Schutzzoll erwies sich insgesamt als nicht tragfähig für ein Bündnis von Landwirtschaft und Industrie. Auch in anderen Bereichen gab es unterschiedliche Interessen. Die mögliche Erhöhung der Agrarzölle führte außerdem zu Protesten der Linksliberalen und Sozialdemokraten, die einen Anstieg der Lebensmittelpreise befürchteten. Der geplante Bau des Mittellandkanals wurde von den ostelbischen Großgrundbesitzern vehement abgelehnt. Zu einem Kompromiss in der Zollfrage kam es erst 1902 unter dem Kanzler von Bülow. Wenn auch moderat, belastete dieser tatsächlich die Konsumenten und die Sozialdemokraten konnten den Reichstagswahlkampf von 1903 auch mit der Parole gegen den „Brotwucher“ führen.

#### Flottenpolitik

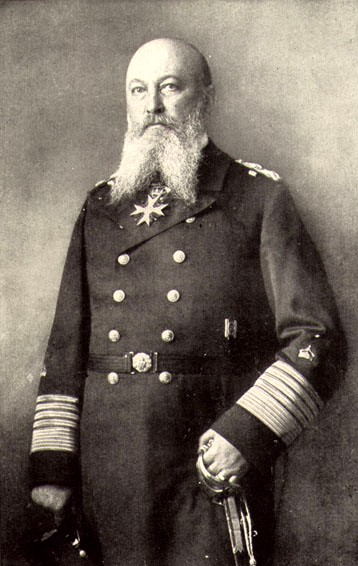
Großadmiral Alfred von Tirpitz

Der Flottenbau war ein persönliches Anliegen von Kaiser Wilhelm II., die Flotte sollte auch zum Ausgleich von Interessengegensätzen in der Gesellschaft beitragen. Vor allem im Bürgertum und im Mittelstand traf der Flottenbau auf eine breite Resonanz, während im Reichstag zunächst Vorbehalte vorhanden waren. Eine langfristige Festlegung der Baukosten hätte die budgetrechtlichen Kompetenzen des Parlaments erheblich geschwächt. Außerdem wäre der Bau als Mittel für eine Weltpolitik mit negativen Folgen für die Beziehungen mit Großbritannien verbunden gewesen.
Von Wilhelm II. war eine mächtige Flotte ursprünglich zum Schutze des Handels und der Küsten gedacht. Eine weltweit operierende Einsatzflotte verlangte nach Stützpunkten in Übersee. Dies wurde zu einem wichtigen Motiv für die Kolonialpolitik insbesondere im Pazifik. Dieses Konzept einer Kreuzerflotte wurde allerdings durch das Schlachtflottenkonzept verdrängt. Alfred Tirpitz wurde der Hauptfürsprecher und Organisator dieser Flotte. Das Konzept zielte auf eine offensive Verteidigung der deutschen Küste und den Durchbruch einer feindlichen Blockadeflotte ab. Hinter der Schlachtflotte stand auch der Risikogedanke. Jeder potentielle Angreifer sollte mit starken Verlusten rechnen müssen. Um als Abschreckungswaffe zu dienen, musste die Flotte eine beträchtliche Stärke haben. Dieser Wandel der Flottendoktrin, der erkennbar auf eine Konfrontation in der Nordsee ausgelegt war, musste das Misstrauen insbesondere in England gegenüber dem deutschen Kaiserreich verstärken.
1896 wurde eine Vergrößerung der Flotte noch abgelehnt. Zwei Jahre später wurde allerdings ein erstes Flottengesetz vom Reichstag gegen die Stimmen der Sozialdemokraten, der Freisinnigen Volkspartei, der nationalen Minderheiten sowie eines kleinen Teils des Zentrums angenommen. Im Jahr 1900 folgte eine erneute Erweiterung der Bauvorhaben, die bei Ausführung ein Verhältnis von 2:3 gegenüber der britischen Flotte bedeutet hätte. Eine Folge der Baupolitik war ein Wettrüsten mit Großbritannien.
Die schließliche Zustimmung des Reichstags und der Öffentlichkeit zur Flottenpolitik war nicht zuletzt das Ergebnis einer modern anmutenden Öffentlichkeitsarbeit von Tirpitz. Das Nachrichtenbüro des Reichsmarineamtes führte regelrechte Werbekampagnen für die Flotte durch. Dabei arbeitete es eng mit dem 1898 gegründeten Flottenverein zusammen. Diese Massenbewegung, die vom Wirtschaftsbürgertum bis hin in kleinbürgerliche Schichten reichte, hatte 1900 270.000 Mitglieder. Nimmt man korporative Mitglieder hinzu, waren es 1908 mehr als eine Million. Die Propaganda für die Flottenbegeisterung spielte eine wichtige Rolle, allerdings traf sie gerade im Bürgertum auf eine längere Tradition des Marineenthusiasmus. Hinzu kam, dass der übersteigerte Nationalismus in der Flotte ein Symbol für die Macht des Reiches sah. Daneben spielten auch wirtschaftliche Interessen der Industrie für den Flottenbau eine Rolle. Vorbehalte gegen die Flottenpolitik hatten allerdings die ostelbischen Rittergutsbesitzer, die darin eine moderne Konkurrenz zum Heer sahen. Beim zweiten Flottengesetz mussten die Konservativen denn auch mit zollpolitischen Zugeständnissen („Bülow-Tarifen“) gewonnen werden.

#### Der Weg zur Weltpolitik
Nach den imperialistischen Ansätzen der bismarckschen Politik in den 1880er Jahren wandelte sich der Charakter der Außenpolitik seit den 1890er Jahren endgültig. Dabei spielte der Imperialismus der europäischen Staaten eine beträchtliche Rolle. Die Handlungsfelder erweiterten sich und die Zahl der möglichen Konfliktpunkte nahm zu. Die Außenpolitik blieb kein reiner Arkanbereich der Regierung; vielmehr gewann die öffentliche Meinung Einfluss, und auch in der Außenpolitik spielten organisierte gesellschaftliche Gruppen eine Rolle. Dies galt nicht zuletzt für ökonomische Interessen. Ebenso wichtig waren daneben auch strategische und rüstungspolitische Faktoren. Bei allen Widersprüchen auch innerhalb der politischen Führung zeichneten sich verschiedene Tendenzen ab. Das Reich versuchte zunächst, durch ein klares Bekenntnis zu Österreich-Ungarn und später auch zu Italien, seine Stellung in Mitteleuropa zu festigen. Dabei spielten Handelsverträge eine wichtige Rolle auch wenn eine Zollunion mit dem Habsburger Reich nicht zustande kam. Im Jahr 1891 wurde der Dreibund verlängert und inhaltlich ausgestaltet. Ein weiteres Ziel der Politik des neuen Kurses war der Versuch, mit Großbritannien zu einer Verständigung zu kommen. Ein Mittel war dabei die Kolonialpolitik. In diesen Zusammenhang fällt, noch teilweise von Bismarck vorbereitet, der Tausch von Ansprüchen an Sansibar gegen die Insel Helgoland im Jahr 1890 („Helgoland-Sansibar-Vertrag“). Dies führte in Deutschland zu teils heftigen Protesten, aus denen später der rechte Alldeutsche Verband hervorging. Ziel des Kolonialerwerbs der 1890er Jahre, der vor allem vom Reichsmarineamt betrieben wurde, war der Aufbau eines weltumspannenden Netzes von Flottenstützpunkten.

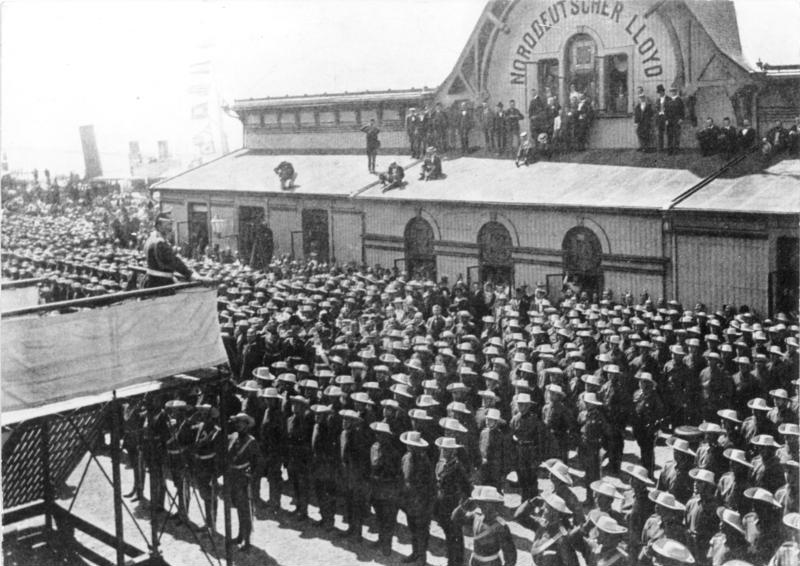
Verabschiedung des deutschen Ostasien-Expeditionskorps zur Niederschlagung des „Boxeraufstands“. – Kaiser Wilhelm II. bei seiner Ansprache („Hunnenrede“)

Die guten Beziehungen zu Großbritannien ermöglichten es, die Bindungen an Russland aufzugeben. Der Rückversicherungsvertrag lief 1890 aus und wurde von deutscher Seite nicht verlängert. Eine Bindung an Russland hätte nach Meinung der Reichsleitung der Bindung an Österreich-Ungarn ebenso wie den Beziehungen mit Großbritannien geschadet. Russland rückte daraufhin enger an Frankreich heran. Die Französisch-Russische Allianz (unterzeichnet am 5. August 1892) kann als der Beginn einer Spaltung Europas in zwei gegnerische Blöcke gesehen werden. Die Annäherung an Großbritannien klappte nicht wie geplant, stattdessen nahmen die Interessengegensätze in Übersee zu. Dies führte zum Versuch, bessere Beziehungen zu Russland aufzubauen. Insgesamt pendelte Deutschland zwischen England und Russland in den 1890er Jahren hin und her und wirkte auf keine der Seiten damit wirklich glaubwürdig. Dieses Misstrauen verstärkte sich noch, als Deutschland in der Orientpolitik letztlich gegen Russland begann, das Osmanische Reich zu stützen. Dies zum Leidwesen der indigenen orientalischen Christen (Assyrer, Armenier und Pontosgriechen), welche ab 1914 einem Völkermord durch die Jungtürken und Kurden zum Opfer fielen. Im Süden Afrikas ergaben sich dagegen Interessengegensätze mit Großbritannien.
In den späten 1890er Jahren begann die Außenpolitik Deutschlands endgültig den Rahmen der Kontinental- zu Gunsten der Weltpolitik, d. h. des Imperialismus, zu verlassen. Von Bülows Forderung nach einem Platz an der Sonne wurde zum geflügelten Wort. Weltpolitik war nicht nur der Versuch, Deutschland als Großmacht zu etablieren, sondern hatte auch eine innenpolitische Komponente. Sie diente dazu, innere Spannungen zu überdecken und es gab auch wirtschaftliche Interessen etwa an Absatz- oder Rohstoffmärkten. In der deutschen Öffentlichkeit, sieht man einmal von den Sozialdemokraten ab, stieß das Konzept der Weltpolitik auf eine breite Zustimmung. Wie weit das imperialistische Gedankengut in das liberale Bürgertum reichte, zeigte das Beispiel von Max Weber und Friedrich Naumann. Diese versprachen sich davon Wohlstand und die Integration der Arbeiter. Auch von konservativer Seite wurde der Imperialismus als Mittel der nationalen Integration betrachtet. Bei den neuen Rechten waren die imperialistischen Expansionsforderungen mit der Kritik an den etablierten Honoratioren verbunden. Dagegen sah nur ein vergleichsweise kleiner Teil der Wirtschaft in der imperialistischen Expansion Vorteile, war diese doch vor allem auf den Export in die Industriestaaten ausgerichtet. Gekennzeichnet war die imperialistische Politik daneben von den oft kontraproduktiven Reden des Kaisers (wie etwa der Hunnenrede von 1900), von ihrer auf Zustimmung in Deutschland ausgerichteten Sprunghaftigkeit und von oft aufgebauten Drohkulissen. Angesichts einer dynamischen Wirtschaft, einer starken Armee und einer immer größeren Flotte musste dies auf die europäischen Mächte bedrohlich wirken.

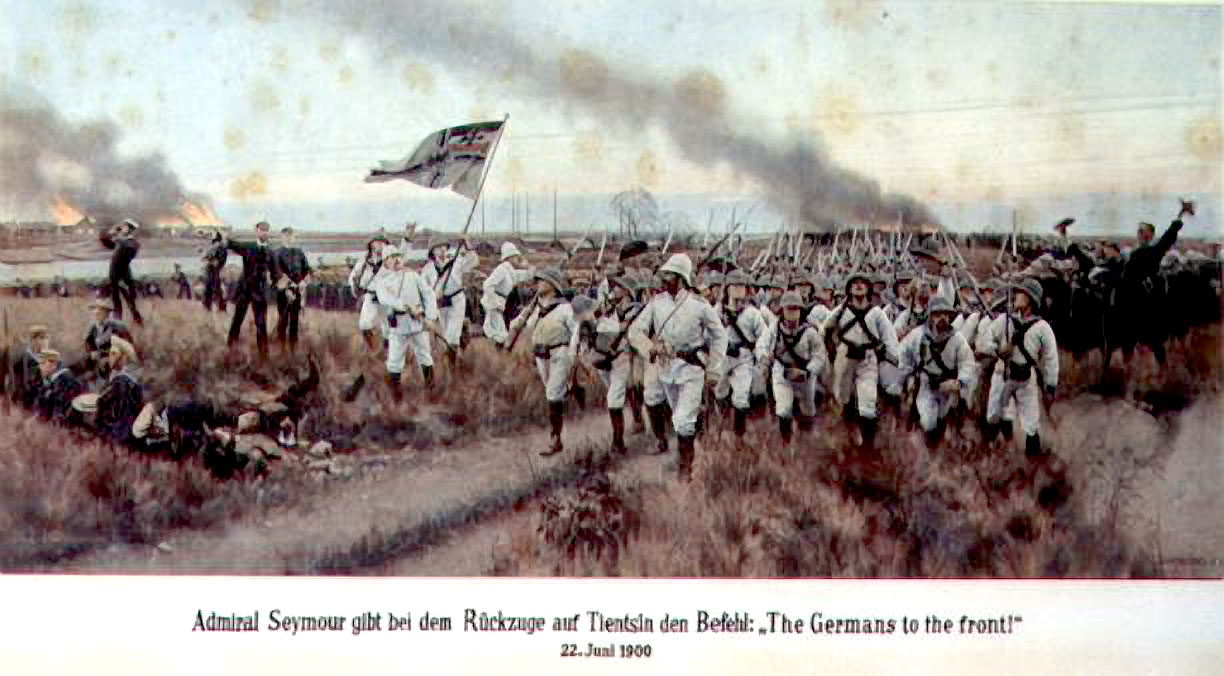
„The Germans to the front…“ (idealisierende Darstellung der deutschen Rolle während des Boxeraufstandes auf einer zeitgenössischen Postkarte)

Der weltpolitische Anspruch schlug sich im Erwerb von Kolonien nieder. Verglichen mit den hochtönenden Ansprüchen war der tatsächliche Zuwachs begrenzt. Das Reich erwarb 1898 Kiautschou in China und 1899 verschiedene Inseln im Pazifik (Deutsch-Mikronesien). Andere Kolonialisierungsversuche – wie in Südostafrika und auf den Philippinen – erregten das Misstrauen Großbritanniens und der Vereinigten Staaten. In den Bereich des informellen Imperialismus fiel der Bau der Bagdadbahn ab 1899.
Für die tatsächliche Politik spielte weiterhin die Lage in Europa die zentrale Rolle. Um die Jahrhundertwende stockte die deutsch-britische Annäherung vor allem durch das antienglische Weltmachtkonzept und den Flottenbau. Es kam allerdings zu keiner ernsten Konfrontation, da Großbritannien mit anderen Staaten eine Vielzahl von Konflikten hatte und außenpolitisch unter verschiedenen Partnern wählen konnte. Daher hielt man sich in London auch eine Annäherung an Berlin offen. Vorübergehend schien sich nach der gemeinsamen Niederschlagung des Boxeraufstandes durch die europäischen Mächte, die USA und Japan eine Annäherung an Großbritannien abzuzeichnen. Diese für Deutschland günstige Situation änderte sich nach 1902. Vor allem die Entente cordiale von Großbritannien mit Frankreich von 1904 hatte hier eine erhebliche Bedeutung. Der Versuch Deutschlands, sich wieder an Russland anzunähern, führte zwar 1904 zu einem Handelsvertrag, der Erfolg aber blieb letztlich aus. Deutschland scheute hier auch ein engeres Bündnis, um angesichts des Russisch-Japanischen Krieges nicht zum Handlanger der russischen Politik in Fernost zu werden. Im Westen versuchte das Deutsche Reich gegen Frankreich Erfolge zu erzielen. Es stellte sich etwa gegen die französische Expansion in Marokko. Kaiser Wilhelm II. landete 1905 demonstrativ in Tanger und forderte eine internationale Konferenz. Diese fand auch in Algeciras statt, führte aber dazu, dass das Misstrauen gegenüber Deutschland noch zunahm. Dieses als Erste Marokkokrise in die Geschichte eingegangene Ereignis festigte nicht nur die Zusammenarbeit von Frankreich und England, sondern führte auch zu einer britisch-russischen Übereinkunft über ihre Interessen im Mittelmeerraum. Insgesamt hatte das weltpolitische Auftrumpfen Deutschlands zu einer außenpolitischen Isolation geführt, trat Deutschland doch in direkte Konkurrenz mit England und Frankreich. Diese wurde durch die Flottenrüstung vor allem gegenüber Großbritannien noch verstärkt. Die Lage war auch deshalb problematisch, weil 1902 zwar der Dreibund erneuert wurde, Italien aber kurze Zeit später mit Frankreich ein geheimes Neutralitätsabkommen schloss. Damit war das Bündnis faktisch entwertet und Deutschland hatte mit Österreich-Ungarn nur noch einen Bündnispartner.

#### Innenpolitik nach der Jahrhundertwende

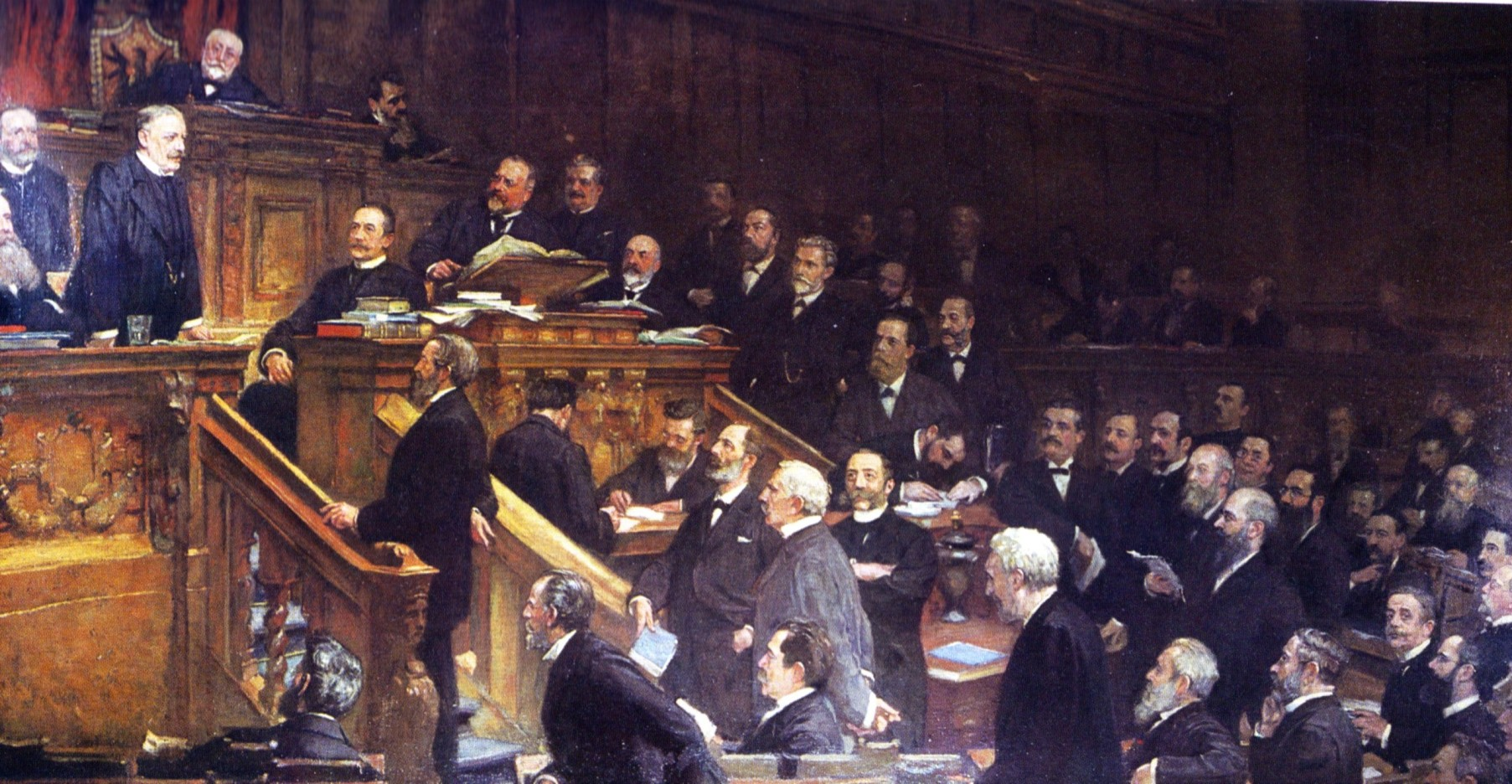
Reichstagssitzung 1905 (Gemälde von Georg Waltenberger)

Auch innenpolitisch zeigte sich bald, dass der Flottenbau und die Weltpolitik die Probleme nur kurzfristig überdecken konnten, sie mittelfristig jedoch eher noch verstärkten. Die innenpolitische Stabilisierung um die Jahrhundertwende gründete sich auf einen kurzlebigen politischen Konsens von Konservativen, Nationalliberalen und vor allem dem Zentrum. Die Reichstagswahlen von 1903 änderten daran zunächst kaum etwas. Die Linksliberalen hatten leichte Verluste hinzunehmen, Nationalliberale und Sozialdemokraten gewannen dazu. Die Sozialdemokraten stiegen im Reichstag zur zweitstärksten Fraktion auf. Das Zentrum blieb stärkste Kraft und konnte trotz Verlusten seine parlamentarische Schlüsselstellung behaupten. Die Partei blieb zunächst die wichtigste Stütze der Regierung. Auch wegen dieser Abhängigkeit kam die Reichsleitung dem Zentrum in einigen Punkten entgegen. Als eines der letzten Relikte der Kulturkampfzeit wurde das Jesuitenverbot aufgehoben. Auch die Einführung von Diäten für Mitglieder des Reichstages 1906 ging auf Forderungen des Zentrums zurück. Außerdem bestimmte die Partei den innenpolitischen Kurs des Reiches maßgeblich mit.
Angesichts der guten Konjunkturlage wuchsen um die Jahrhundertwende die Mitgliederzahlen der Gewerkschaften kräftig. Lagen sie 1900 noch bei 680.000, waren es 1906 bereits 1,6 Millionen. Gleichzeitig nahm auch die Zahl der Arbeitskämpfe zu. Gab es 1900 nur 806 registrierte Streiks, waren es 1906 schon 3059. Auch vor diesem Hintergrund wurde die Sozialpolitik allmählich wieder aufgenommen. Nach dem endgültigen Scheitern antisozialdemokratischer Repressionsgesetze hoffte die Regierung noch einmal, mit sozialpolitischen Maßnahmen den Zulauf der Arbeiter zur SPD begrenzen zu können. Allerdings stand dahinter auch ein stärkerer gesellschaftlicher Druck von Seiten der Sozialreformer. Ausdruck dafür war etwa 1901 die Gründung der Gesellschaft für Soziale Reform. Die ursprünglichen Reformabsichten der Reichsleitung waren allerdings begrenzt. So ging es darum, die Versicherungspflicht der Sozialversicherung auszudehnen (Erweiterung der Unfallversicherung 1900), Kinderarbeit in der Heimindustrie zu verbieten oder um die Einführung von Gewerbegerichten in größeren Städten. Die Novelle des Berggesetzes war dagegen eine Reaktion auf den Bergarbeiterstreik von 1905. Sie sah unter anderem eine Arbeitszeit unter Tage von 8½ Stunden und die Einführung von Arbeiterausschüssen vor. Weitergehende Reformen blieben aus.
Militärpolitisch wurde die Friedenspräsenzstärke des Heeres um 10.000 Mann erhöht. Außerdem sah eine neue Flottenvorlage von 1905 neben dem Bau einer Reihe von Kreuzern den Übergang zu den stärkeren aber auch teureren Schlachtschiffen vom Dreadnoughttyp vor. All dies verstärkte die finanzpolitischen Probleme des Reiches erheblich. Trotz langwieriger Verhandlungen kam es nicht wie erhofft zu einer großen Steuerreform, lediglich eine kleine Reform wurde verabschiedet.
Problematisch für von Bülow wurde allmählich, dass er nach den verschiedenen außenpolitischen Misserfolgen den Rückhalt des Kaisers verlor. Außerdem wuchs bei den Konservativen der Unmut über das angeblich zu zaghafte Vorgehen gegen die Sozialdemokratie. Die Position des Zentrums als parlamentarischer Stütze der Regierung wurde vor allem durch innerparteiliche Veränderungen problematisch. Innerhalb des Zentrums kam es, gestützt auf die christlichen Gewerkschaften und den Volksverein für das katholische Deutschland, zum Aufstieg eines starken Arbeitnehmerflügels. Daneben gewann ein kleinstädtisch-agrarischer Populismus an Anhängern. Beide zusammen bildeten – bei allen Gegensätzen – im Zentrum eine „demokratische“ Richtung, die, etwa repräsentiert von Matthias Erzberger, eine Reform des Wahlrechts in Preußen forderte, aber auch die Kolonialpolitik ablehnte. Die Ablehnung eines Nachtragshaushaltes für eine weitere Unterstützung des Kolonialkrieges gegen die aufständischen Herero führte Ende 1906 zur Auflösung des Reichstages und zu Neuwahlen.

#### Bülowblock
Der Wahlkampf wurde hochemotional geführt und die Regierung und Organisationen wie der Reichsverband gegen die Sozialdemokratie warfen Zentrum und SPD nationale Unzuverlässigkeit vor. Gegen beide schlossen Konservative, Nationalliberale und Linksliberale Wahlabsprachen – dies war der sogenannte Bülow-Block. Die Beteiligung der Linksliberalen war nur deshalb möglich geworden, weil diese nach dem Tod von Eugen Richter ihre Vorbehalte gegen den Kolonialismus aufgegeben hatten. Die sogenannte „Hottentottenwahl“ (August Bebel) führte zu Gewinnen der Blockparteien, während die SPD fast die Hälfte ihrer Mandate verlor. Das Zentrum verlor trotz Mandatszuwächsen seine Schlüsselposition, da die Liberalen und die Konservativen zusammen die Mehrheit hatten.
|                      | 1890 | 1893 | 1898 | 1903 | 1907 | 1912 |
| -------------------- | ---- | ---- | ---- | ---- | ---- | ---- |
| Konservative         | 73   | 72   | 56   | 54   | 60   | 43   |
| Freikonservative     | 20   | 28   | 23   | 21   | 24   | 14   |
| Nationalliberale     | 42   | 53   | 46   | 51   | 54   | 45   |
| Linksliberale        | 66   | 37   | 41   | 30   | 42   | 42   |
| Zentrum              | 106  | 96   | 102  | 100  | 105  | 91   |
| Sozialdemokraten     | 35   | 44   | 56   | 81   | 43   | 110  |
| Minderheiten         | 38   | 35   | 34   | 32   | 29   | 33   |
| Antisemiten          | 5    | 16   | 13   | 11   | 22   | 10   |
| Deutsche Volkspartei | 10   | 11   | 8    | 6    | 7    | -    |
| Sonstige             | 2    | 5    | 18   | 11   | 11   | 9    |

Der Bülowblock blieb nicht nur ein Wahlbündnis, sondern von Bülow verkündete, sich in Zukunft auf diese Parteien stützen zu wollen. Deutlich gemacht wurde der Politikwechsel durch die Ersetzung von Innenstaatssekretär Posadowsky, der an einer Zusammenarbeit mit dem Zentrum festhalten wollte, durch Theobald von Bethmann Hollweg. In zahlreichen Politikfeldern gab es Übereinstimmungen, in anderen Bereichen waren Kompromisse möglich, aber es gab innerhalb des Bülowblocks auch kaum überbrückbare Gegensätze. Es wurde eine Reform des Vereins- und Versammlungsrechts durchgeführt, die zwar liberale Fortschritte brachte, aber auf Druck der Konservativen auch erhebliche Grenzen aufwies. So hatten Landarbeiter weiterhin kein Koalitionsrecht. Hinzu kam ein Sprachenparagraph, der die deutsche Sprache in öffentlichen Versammlungen vorschrieb und damit ein Ausnahmegesetz gegen die Französisch sprechenden Lothringer und die Polen darstellte. Dies konnten die Linksliberalen nur schwer mittragen. Einige wie Theodor Barth verweigerten die Zustimmung und traten aus der freisinnigen Vereinigung aus. Ebenso umstritten blieb das preußische Wahlrecht. Während die Deutschkonservativen auf der einen Seite das Dreiklassenwahlrecht verteidigten, verlangten die Linksliberalen auf der anderen Seite die Einführung des demokratischen Reichstagswahlrechts. Ein weiteres Konfliktfeld war die immer drängender werdende Reichsfinanzreform. Diese Gegensätze konnte Bülow eine Zeit lang überbrücken und moderieren, allerdings war er nun nicht nur von der Gunst des Kaisers, sondern auch von einer brüchigen Regierungsmehrheit abhängig.
Noch erschwert wurde die innenpolitische Lage durch die Daily-Telegraph-Affäre im Herbst 1908. Eine Sammlung von Äußerungen Wilhelms II. während seines Englandbesuchs dokumentierte eine Reihe von taktlosen und politisch unklugen Äußerungen des Kaisers. In der politischen und publizistischen Öffentlichkeit nahm daraufhin die Kritik am „persönlichen Regiment“ zu. Das Kaisertum verlor dabei einen Großteil seiner Überzeugungskraft. Einige Publizisten wie Maximilian Harden verlangten sogar den Rücktritt des Kaisers, und selbst die Konservativen sahen sich genötigt, dem Kaiser künftig Zurückhaltung zu empfehlen. Tatsächlich wurden die kaiserlichen Einmischungen von Wilhelm II. in die Tagespolitik seither seltener. Die gleichzeitig von 1906 bis 1909 schwelende Harden-Eulenburg-Affäre wuchs sich zu einem der größten Skandale des Kaiserreiches aus und erregte auch international Aufsehen. Da der Kanzler den durch die beiden Affären kompromittierten Kaiser kaum verteidigte, verlor Bülow bei Wilhelm II. nunmehr völlig die Unterstützung.
Zum Schicksal des Bülowblocks wurde 1909 die Frage der Reichsfinanzreform. Die Lage der Reichsfinanzen war durch den Flottenbau und die Weltpolitik desolat. Die Ausgaben überstiegen die Einnahmen und die Schulden des Staates stiegen an. Sie lagen bei 4,5 Milliarden Mark (1890 waren es erst 1,1 Milliarden gewesen) und das jährliche Defizit lag bei über 500 Millionen Mark. Die Schwierigkeit einer Finanzreform hatte dabei nicht zuletzt auch allgemeinpolitische Hintergründe, ging es doch darum zu klären, welche Bevölkerungsgruppe die Lasten der Aufrüstung zu tragen hatte. Während Verbrauchssteuern die Geringverdiener belastet hätten, würden Besitzsteuern die Wohlhabenden betreffen. Die Regierung legte einen Gesetzentwurf vor, der sich bemühte, die Interessen der verschiedenen Blockparteien zu berücksichtigen. Bald zeigte sich allerdings, dass in der Frage von Erbschaftssteuern keine Einigung zu erzielen war. Vor allem die Konservativen wollten eine Belastung des Grundbesitzes auf jeden Fall vermeiden, während die Liberalen in einer stärkeren Besteuerung von Grund und Boden eine überfällige Notwendigkeit sahen. Nach langen internen Debatten entschied sich das Zentrum schließlich dafür, zusammen mit den Konservativen zu stimmen. Zwar sah das Gesetz letztlich etwas moderater aus, aber der Großgrundbesitz schaffte es noch einmal, seine Interessen durchzusetzen. Dagegen entstand eine breite Protestbewegung, die sich im Hansabund sammelte. Politisch war der Block an der Finanzreform endgültig zerbrochen. Dies führte im Juni 1909 schließlich zur Entlassung von Bülows.

### Vorabend des Ersten Weltkrieges

#### Parteienkonstellation
Innerhalb der konservativen Partei scheiterten die Versuche, die einseitige Konzentration auf die agrarischen Interessen durch die Schaffung einer konservativen Volkspartei zu überwinden. Stattdessen herrschte immer stärker eine Belagerungsmentalität vor und die Partei verteidigte noch zäher als zuvor ihre Positionen. Dies geschah zunehmend auch gegen die Regierung und teilweise in Zusammenarbeit mit der neuen Rechten. Trotz dieser Entwicklung arbeitete das Zentrum bis etwa 1912/1913 mit den Konservativen zusammen, nicht zuletzt, um nicht wieder in die politische Isolation zu geraten. Das wurde erleichtert durch die Schwächung des demokratischen Flügels innerhalb des Zentrums. Der Arbeiterflügel etwa wurde durch den sogenannten Gewerkschafts- und Zentrumsstreit geschwächt. Insgesamt rückte die Partei stärker nach rechts. Umgekehrt führte das Scheitern des Bülowblocks bei den Nationalliberalen zu einer scharfen Distanzierung gegenüber den Konservativen und zu einem gewissen Schwenk nach links. Dies geschah nicht ohne Spannungen, gab es doch weiterhin Anhänger einer Zusammenarbeit mit den Konservativen. Die Fraktionsführung um Ernst Bassermann versuchte, die auseinanderstrebenden Kräfte zusammenzuhalten, während der linke Flügel um Gustav Stresemann ein Bündnis mit den Linksliberalen anstrebte. Bei den Linksliberalen ihrerseits führten die Erfahrungen während des Bülowblocks 1910 zum Zusammenschluss zur Fortschrittlichen Volkspartei. Diese Partei wandte sich nunmehr entschieden gegen die Rechte. Umstritten blieb freilich ein Bündnis mit der SPD, etwa nach dem Vorbild des Großblocks in Baden. Dabei spielte allerdings auch die Entwicklung der Sozialdemokraten eine Rolle. Es stellte sich angesichts der Stärke der Partei immer dringlicher die Frage, welche Richtung die SPD einschlagen würde. Die sogenannten „Zentristen“ verbanden eine marxistische Ideologie mit praktischer Reformarbeit, setzten auf eine weitere organisatorische Stärkung und erwarteten den Zusammenbruch von Staat und Gesellschaft. Die Linke um Rosa Luxemburg plädierte dagegen für Massenstreiks, wollte die Arbeiterschaft radikalisieren und die Revolution vorbereiten. Die Reformisten um Eduard Bernstein sprachen sich dagegen für Reformen und eine Zusammenarbeit mit den linken Liberalen aus, fanden für diesen Kurs innerhalb der Partei aber keine Mehrheit. Die Parteiführung um August Bebel folgte mit Blick auf die Einheit der SPD weitgehend der zentristischen Linie.

#### Anfänge der Regierung Bethmann Hollweg

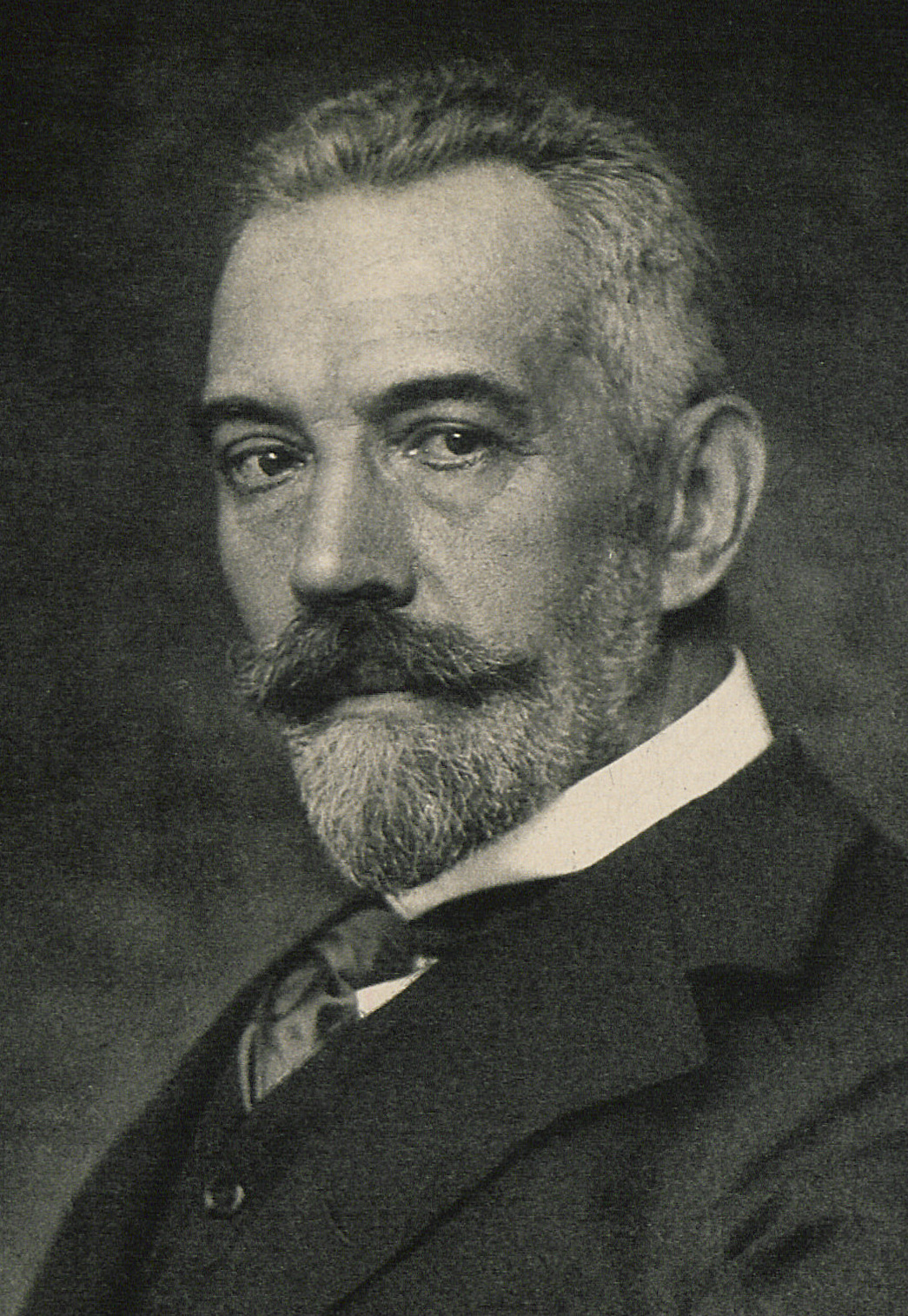
Reichskanzler Theobald von Bethmann Hollweg

Nach dem Ende der Kanzlerschaft von Bülows war der Versuch, das Kaiserreich durch imperialistische Expansion und moderate Reformen im Innern zu stabilisieren, weitgehend gescheitert. Der Bruch des Bülow-Blockes hatte stattdessen das Gegenüber von ländlich-agrarischer und städtisch-industrieller Welt noch einmal verschärft. Allerdings haben die Parteien und der Reichstag an Einfluss gewonnen, während der Kaiser und die Reichsleitung geschwächt wurden. Der neue Reichskanzler hieß Bethmann Hollweg, der zusammen mit Clemens von Delbrück als Staatssekretär des Inneren versuchte, die gestärkte Position des Reichstages wieder zurückzudrängen. Der neue Kanzler vermied es daher auch, sich auf Dauer an eine Parteienkoalition zu binden, und setzte stattdessen auf wechselnde Mehrheiten. Allerdings blieb die Regierung in der Praxis zunächst auf die Unterstützung des Zentrums und der Konservativen angewiesen. Durch die Abhängigkeit von den Konservativen blieben alle Reformansätze halbherzig. Im Zweifel wurden Entscheidungen vertagt, da die innenpolitische Stabilisierung meist Vorrang vor der Lösung von Sachproblemen hatte. In der Finanzpolitik war dies insofern erfolgreich, weil sich die Regierung in einen strikten Sparkurs rettete. Um den Versuch von Reformen kam die Regierung angesichts des Veränderungsdrucks der bürgerlichen und sozialdemokratischen Linken kaum herum, versuchte aber gleichzeitig Konservative, Zentrum und Nationalliberale näher zusammenzubringen. Dies engte den Spielraum stark ein. Dies zeigte sich etwa angesichts des Reformversuchs des preußischen Dreiklassenwahlrechts im Jahr 1910. Den Konservativen ging der Gesetzentwurf der Regierung zu weit, während die Liberalen ihn als nicht weitgehend genug ablehnten. Die Sozialdemokraten demonstrierten in Massenkundgebungen für ein demokratisches Wahlrecht, was allerdings dazu führte, dass der „schwarz-blaue Block“ aus Zentrum und Konservativen allen Reformansätzen in dieser Frage eine Absage erteilte. Ein ganz anderes Schicksal ereilte die Einführung einer Verfassung für das Reichsland Elsaß-Lothringen. Anstatt den Regierungsantrag zu übernehmen, übernahmen im Reichstag Zentrum, SPD und Linksliberale die Initiative und gestalteten die Verfassung in entscheidenden Punkten um. Dagegen blieb die Wirtschaftspolitik weiterhin landwirtschaftsfreundlich ausgerichtet. In der Sozialpolitik allerdings gab es Bewegung. Dazu zählte etwa 1911 die Reichsversicherungsordnung, die gewissermaßen den Aufbau der Sozialversicherung abschloss. In diesen Rahmen gehört auch die Einführung der Angestelltenversicherung. Diese neue Einrichtung hatte dabei die nicht unwillkommene Folge, dass die sozialen Unterschiede zwischen Angestellten und Arbeitern betont und institutionalisiert wurden.

#### Politische Entwicklung nach der Reichstagswahl von 1912
War das Regieren des Kaiserreichs bis zur Reichstagswahl 1912 bereits höchst schwierig, verstärkte sich dies anschließend noch einmal deutlich. Die Unzufriedenheit der Wähler mit der schwankenden Regierungspolitik führte letztlich zu erheblichen Verlusten der Konservativen, des Zentrums, aber auch der liberalen Parteien. Die klaren Gewinner waren die Sozialdemokraten, die erstmals zur stärksten Fraktion wurden. Die Folge war freilich, dass der schwarz-blaue Block seine Mehrheit verloren hatte, ohne dass eine neue Mehrheit in Sicht gewesen wäre. Die Konservativen befanden sich nunmehr in der Defensive, und außerhalb des Parlaments gewann die neue Rechte um den Alldeutschen Verband oder den Deutschen Wehrverein Zulauf. Zusammen mit agrarischen und industriellen Interessenverbänden entstand 1913 das Kartell der schaffenden Stände als eine Art rechter Dachorganisation. Die Rechte wandte sich dabei mehr oder weniger deutlich nicht nur gegen die Linke, sondern auch gegen die Regierung. Bei aller Zusammenarbeit verblieben im rechten Lager allerdings auch Unterschiede, etwa zwischen den Verteidigern ländlicher Interessen und völkischen Gruppen. Auf der anderen Seite zeichneten sich nach den Wahlen von 1912 auch Reformansätze ab. So verlor im Zentrum der agrarische Flügel an Gewicht, während die Bürgerlichen an Einfluss gewannen. In der Folge löste sich die Partei von ihrer Bindung an die Konservativen und suchte die Zusammenarbeit mit den Nationalliberalen. Beide zusammen vertraten eine nationalistische und rüstungsfreundliche Politik, forderten aber auch eine stärkere Demokratisierung des Reiches und mehr Rechte für das Parlament. Die Linksliberalen unterstützten dies und versuchten Brücken zu den Sozialdemokraten zu schlagen. Allerdings gab es bei Zentrum und Nationalliberalen weiterhin große Widerstände gegen eine Zusammenarbeit mit der SPD. Umgekehrt waren die Vorbehalte der Sozialdemokraten ebenfalls beträchtlich.
Vor dem Hintergrund der neuen Mehrheitsverhältnisse war die Lage der Regierung noch schwieriger geworden, als sie ohnehin schon war. Die vom Reichskanzler als „Politik der Diagonalen“ bezeichnete Vorgehensweise folgte keinem Konzept, sondern versuchte je nach Situation zu reagieren. Insgesamt herrschte seit 1912 eine Blockade der Innenpolitik vor. Besonders deutlich wurde dies in der Sozialpolitik. Der große Bergarbeiterstreik von 1912 war Ausdruck einer erneuten Zunahme von Arbeitskämpfen und führte zwar zu neuen antigewerkschaftlichen Überlegungen, nicht aber zu einer weiteren Ausgestaltung der Sozialpolitik. Kaum Probleme hatte die Regierung dagegen bei der Umsetzung der Flotten- und Wehrpolitik. So konnte 1912 sowohl eine Verstärkung des Heeres wie eine Novellierung der Flottengesetze beschlossen werden. Am 30. Juni 1913 stimmten die bürgerlichen Parteien einer neuen Wehrvorlage zu, die angesichts der außenpolitischen Spannungen die stärkste Heeresvergrößerung des Kaiserreichs bedeutete. Bei der Finanzierung der neuen Rüstungsausgaben folgte das Parlament nicht den Vorstellungen der Regierung, sondern beschloss mit dem sogenannten Wehrbeitrag eine einmalige Vermögensabgabe sowie eine progressive Vermögenssteuer. Dabei stimmten erstmals Zentrum, Liberale und Sozialdemokraten zusammen. Diese Zusammenarbeit funktionierte im beschränkten Umfang auch bei der Ausdehnung der Parlamentsrechte insgesamt. So wurden unter anderem Vertrauens- oder Misstrauensabstimmungen eingeführt. Angewandt wurde dieses Instrument etwa im Zusammenhang der Zabern-Affäre 1913, als Kaiser, Regierung und militärische Führung das unrechtmäßige Vorgehen von Soldaten gegen Zivilisten in Elsass-Lothringen deckten. Anschließend sprach der Reichstag gegen die Stimmen der Konservativen der Regierung das Misstrauen aus. Ob am Ende der Vorkriegszeit eine echte Chance für eine Parlamentarisierung bestand, ist umstritten. Allerdings trug die mangelnde Handlungsfähigkeit von Reichstag auf der einen Seite und Regierung auf der anderen Seite dazu bei, einen möglichen Krieg auch als eine Art innenpolitischen Befreiungsschlag zu betrachten.

#### Außenpolitik

##### Folgen der Bosnienkrise

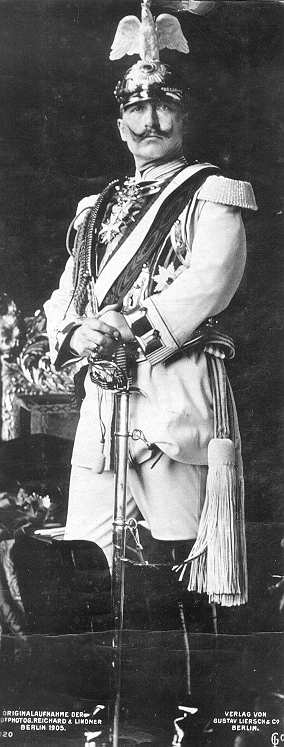
Wilhelm II. im Jahr 1905 (Bildpostkarte)

In den letzten Jahren vor dem Ausbruch des Ersten Weltkrieges nahmen die internationalen Spannungen deutlich zu. Besonders konfliktträchtig war dabei der Balkan. Österreich-Ungarn annektierte 1908 die bereits 1878 besetzten osmanischen Provinzen Bosnien und Herzegowina. Dies löste heftige Proteste Serbiens unterstützt von Russland aus. Deutschland stellte sich dabei eindeutig auf die Seite der Doppelmonarchie und übte massiven diplomatischen Druck auf Russland aus. Die Bosnienkrise war zwar ein kurzfristiger Erfolg der Mittelmächte, hatte aber für Deutschland langfristig negative Folgen. Zum einen wurde es noch stärker als zuvor an Österreich gebunden und zum anderen führte die diplomatische Niederlage zum Beginn einer massiven Aufrüstung.
Auch von Bülow, noch amtierender Kanzler, erkannte die Gefahr einer solchen Risikopolitik und steuerte nunmehr einen vorsichtigeren Kurs. Daran knüpfte Bethmann Hollweg an, der die Außenpolitik deutlicher von der Weltpolitik nach Europa zurückverlagerte. Außerdem versuchte der neue Kanzler, durch eine größere Berechenbarkeit das Vertrauen der übrigen Mächte zurückzugewinnen. Dabei setzte er auf einen Kurs der Entspannung gegenüber Russland und Frankreich und bessere Beziehungen zu England. Tatsächlich verbesserte sich das Verhältnis sowohl zu Russland wie auch Frankreich zeitweise. Mit Großbritannien hoffte das Reich zu einer Verständigung in der Flottenfrage zu kommen und im Fall eines möglichen Krieges die Zusicherung der britischen Neutralität zu erhalten. Dazu kam es nicht, weil einerseits Kaiser und Öffentlichkeit in Deutschland kaum zu Abstrichen bei der Flottenrüstung bereit waren und andererseits die Bereitschaft in Großbritannien begrenzt war, die guten Beziehungen zu Frankreich und Russland aufs Spiel zu setzen.

##### Panthersprung nach Agadir
Ein Großteil des gerade wieder gewonnenen Vertrauens verspielte Deutschland im Zusammenhang mit der zweiten Marokkokrise 1911, die vom Reich bewusst ausgelöst wurde. Ursache war das militärische Vordringen Frankreichs, das den internationalen Absprachen widersprach. Unter der Leitung des neuen Außenstaatssekretärs Alfred von Kiderlen-Waechter setzte die Reichsleitung auf einen harten Kurs. Dabei spielten nun auch wieder weltpolitische Ambitionen eine Rolle. Das Reich war nur vordergründig an einer Unabhängigkeit Marokkos interessiert. Das eigentliche Ziel war es, für die Anerkennung der französischen Vorherrschaft in Marokko im Gegenzug die Abtretung französischer Besitztümer in Französisch-Äquatorialafrika zu erreichen. Am 1. Juli ankerte das auf der Heimreise aus Kamerun befindliche Kanonenboot Panther vor dem weit südlich des französischen Operationsgebietes liegenden Agadir. Der Vorgang, in der zeitgenössischen Presse als „Panthersprung nach Agadir“ betitelt, erregte besonders in Großbritannien Aufsehen. Als Frankreich sich davon nicht beeindrucken ließ und England sich auf die Seite Frankreichs stellte, sodass ein europäischer Krieg drohte, musste das Reich letztlich einlenken. Im Marokko-Kongo-Vertrag akzeptierte Deutschland die französische Vorherrschaft in Marokko und erhielt als Kompensation Teile Französisch-Äquatorialafrikas, die als „Neukamerun“ an die deutsche Kolonie Kamerun („Altkamerun“) angegliedert wurden. Kamerun bekam dadurch einen schmalen Zugang zum Kongo. Letztlich bedeutete der Ausgang der zweiten Marokkokrise aber eine diplomatische Niederlage für das Deutsche Reich. Die forsche „Kanonenboot-Diplomatie“ hatte nicht zum Erfolg geführt, Frankreich wurde das gegenüber den zentralafrikanischen Gebieten wirtschaftlich ungleich wertvollere Marokko zugesprochen. Auf der internationalen Konferenz waren die deutschen Forderungen allgemein auf Ablehnung gestoßen und nur noch von Österreich-Ungarn unterstützt worden, so dass die zunehmende Isolierung Deutschlands deutlich wurde.

##### Balkankriege
In der öffentlichen Meinung und auch im Reichstag blieb die Konfliktbereitschaft hoch, gleichzeitig wuchs von Seiten des Generalstabs die Kritik an der Regierung. Durch die Festigung der englisch-französischen Entente waren die Möglichkeiten der deutschen Außenpolitik allerdings begrenzt. Innerhalb der deutschen Führung war man sich zudem über den Kurs uneins. Während Tirpitz in Übereinstimmung mit dem Kaiser eine weitere Vergrößerung der Flotte auf den Weg bringen wollte, versuchte Bethmann Hollweg dies zu verhindern, aus Sorge um die Beziehungen mit Großbritannien. Dies gelang nur bedingt und daher blieben Unterredungen mit dem britischen Kriegsminister Richard Burdon Haldane, 1. Viscount Haldane, Anfang 1912 in Berlin ergebnislos. In der Folge ging daher das Wettrüsten zwischen Großbritannien und Deutschland weiter, auch wenn beide Regierungen weiter im Gespräch blieben. Tatsächlich gab es Anzeichen für eine beginnende Verständigung etwa in Kolonialfragen. Vor allem aber arbeiteten beide während der Balkankriege eng zusammen. Bei diesen Kriegen der neuen Balkanstaaten gegen das osmanische Reich in den Jahren 1912 und 1913 brach auf dem Balkan das ohnehin labile Gleichgewicht endgültig zusammen und führte zur Konfrontation von Österreich-Ungarn und Russland. Damit drohte eine Konfrontation der Blöcke. Verhindert wurde dies durch die ausgleichende Politik von Deutschland und Großbritannien.
In der deutschen Führung bestanden während der Balkankrise allerdings erhebliche Unstimmigkeiten und Führungsprobleme. Im Dezember des Jahres 1912 berief Wilhelm II. den Kriegsrat vom 8. Dezember 1912 mit hohen Militärs ein. Nicht geladen war die zivile Reichsleitung. Zwar fiel auf dieser Sitzung nicht, wie lange angenommen, eine Entscheidung, einen großen Krieg planmäßig anzusteuern. Gleichwohl wurde immer deutlicher, dass die Militärs einen europäischen Krieg für unvermeidlich hielten und über einen Präventivschlag nachdachten. Eine Folge der Besprechung war die Absicht, die Armee im großen Stil aufzurüsten, wie sie der Reichstag 1913 in einer Wehrvorlage beschloss.

## Erster Weltkrieg

### Julikrise 1914
Der Mord am österreichischen Thronfolger Franz Ferdinand in Sarajevo am 28. Juni 1914 durch den serbischen Attentäter Gavrilo Princip (Attentat von Sarajevo) löste bei den Mächten eine hektische diplomatische Aktivität aus, die in einen europäischen Krieg mündete. Über die Schuld am Krieg gab es bei den Kriegsparteien naturgemäß unterschiedliche Ansichten, die nach 1918 zu einer Jahrzehnte andauernden Kriegsschulddebatte führten.

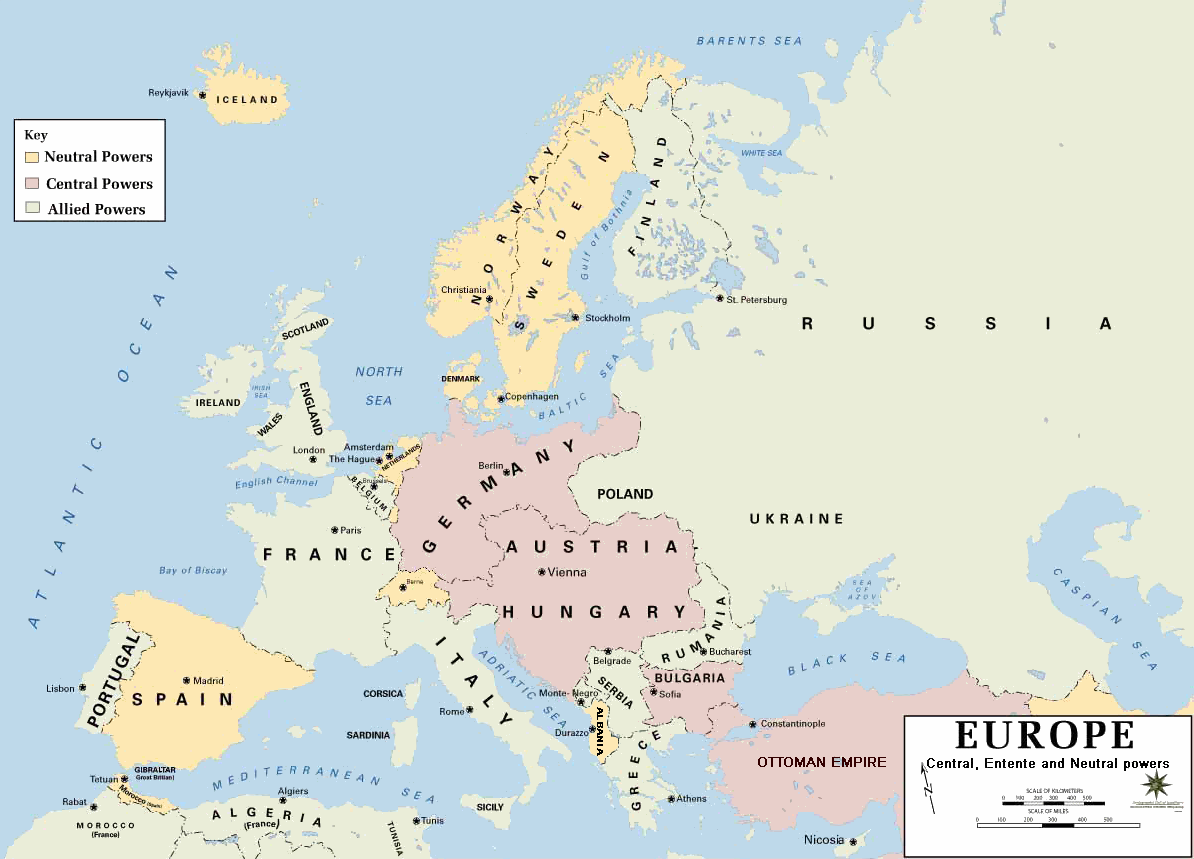
Entente und die Mittelmächte 1916

Unzweifelhaft ist, dass Deutschland während der zum Krieg führenden Julikrise eine Schlüsselrolle spielte. Anders als noch bei den Balkankriegen von 1912 riet Deutschland Österreich-Ungarn zu einem energischen Vorgehen gegen Serbien und sagte der Doppelmonarchie die bedingungslose Unterstützung des Reiches zu. Bethmann Hollweg wusste, als er diesen „Blankoscheck“ ausstellte, dass damit die Gefahr eines großen europäischen Krieges gegeben war. Hinter dieser Entscheidung stand vor allem die Sorge um ein in absehbarer Zeit militärisch überlegenes Russland und das Zusammenrücken von England und Frankreich. Daher band sich das Reich nunmehr noch fester als zuvor an den einzigen noch verbliebenen Bündnispartner. Hinzu kam angesichts der festgefahrenen innenpolitischen Situation auch der Wunsch, die Kritiker vor allem der Rechten mit außenpolitischen Erfolgen zu besänftigen. Nicht zuletzt drang das Militär nunmehr vehement auf einen Präventivkrieg gegen Russland.
Auch wenn der Kanzler diese Position nicht teilte, verringerte dieser Druck doch die Chancen für eine diplomatische Lösung. Die Reichsleitung entschied sich für einen Kurs des „kalkulierten Risikos“. Sie hoffte zwar, einen Krieg vermeiden zu können, konnte ihn aber auch nicht ausschließen. Letztlich gab Deutschland aber die Kontrolle aus der Hand, weil alles auf die Haltung Russlands ankam. Gegen Ende Juli geriet die Krise endgültig außer Kontrolle, als Österreich-Ungarn Serbien den Krieg erklärte und Russland darauf mit einer Teilmobilmachung antwortete. Zwar gab es von deutscher Seite noch Versuche zu einer diplomatischen Lösung zu kommen, aber man stellte sich immer mehr auf einen Krieg ein. Dabei kam es aus innenpolitischen Gründen darauf an, Russland als Aggressor erscheinen zu lassen.
Als Russland am 30. Juli schließlich die Generalmobilmachung verkündete, konnte Deutschland dies als entscheidenden Schritt hin zum Krieg präsentieren. Daraufhin erklärte Deutschland Russland am 1. August und Frankreich am 3. August den Krieg. Gemäß dem Schlieffen-Plan von 1905 marschierte die deutsche Armee im neutralen Belgien ein. Das Ziel war dabei, die Befestigungen an der deutsch-französischen Grenze zu umgehen und durch einen schnellen Vormarsch die französischen Armeen in einer Umfassungsschlacht auszuschalten. Eine entscheidende Schwäche des Plans war, dass er die waffentechnische Entwicklung der Zeit und damit die Möglichkeit zur Führung eines Bewegungskrieges überschätzte. Schnelle motorisierte Verbände waren noch nicht vorhanden, die Verteidiger konnten den Angreifer in einem Stellungskrieg binden, der letztlich zu einem Abnützungskrieg wurde. Auch wurde die Hoffnung, dass England die Verletzung der belgischen Neutralität hinnehmen würde, nicht erfüllt. Stattdessen führte der Einmarsch zum Kriegseintritt Großbritanniens und des gesamten Empires gegen die Mittelmächte.

### Kriegsverlauf
Am 18. August begann die deutsche Großoffensive zur Umfassung der alliierten Armeen, dabei stieß man sehr schnell nach Brüssel vor. Am 4. September gelang es den Deutschen, die Marne zu überschreiten. Allerdings wurde der Vormarsch an der Westfront durch eine alliierte Gegenoffensive (Marneschlacht) aufgehalten. Nach der Niederlage an der Marne versuchte die deutsche Führung, in Flandern eine Entscheidung zu erzwingen. Dort kam es zur nationalistisch verklärten Schlacht von Langemarck. Daraufhin ging der Bewegungskrieg in einen Stellungskrieg über. Das Scheitern des Schlieffen-Plans hatte zur Folge, dass die Mittelmächte im Westen, Osten und Süden einen Mehrfrontenkrieg führen mussten. Im Osten rückte nach Kriegsbeginn die russische Armee unerwartet früh in Ostpreußen ein. Der Sieg bei Tannenberg Ende August 1914 und weiteren Schlachten stoppten den Vormarsch und begründeten den politischen Mythos der beiden Generäle Paul von Hindenburg und Erich Ludendorff. Vor allem die österreichisch-ungarische Armee hatte gegenüber Serbien und Russland zu Beginn des Krieges einen schweren Stand. Die ersten Kriegsmonate hatten gezeigt, dass die Kräfte nur ausreichten, um an einer Front auf einen entscheidenden Sieg hoffen zu können.
Aus verschiedenen Gründen wurde 1915 die Ostfront wichtiger als die Westfront. Es gelang den deutschen Truppen, Österreich-Ungarn vor dem drohenden Zusammenbruch zu retten und eine Landverbindung zum verbündeten Osmanischen Reich aufzubauen. Die deutsche Offensive drängte die russischen Truppen zurück, Serbien wurde besiegt, nachdem Bulgarien sich den Mittelmächten angeschlossen hatte und Rumänien neutral blieb. Die Offensive wurde daraufhin abgebrochen. Im Süden entstand mit der italienischen Kriegserklärung am 23. Mai 1915 an Österreich-Ungarn eine weitere Front. Deutschland unterstützte seinen Bündnispartner auch dort mit Truppen.

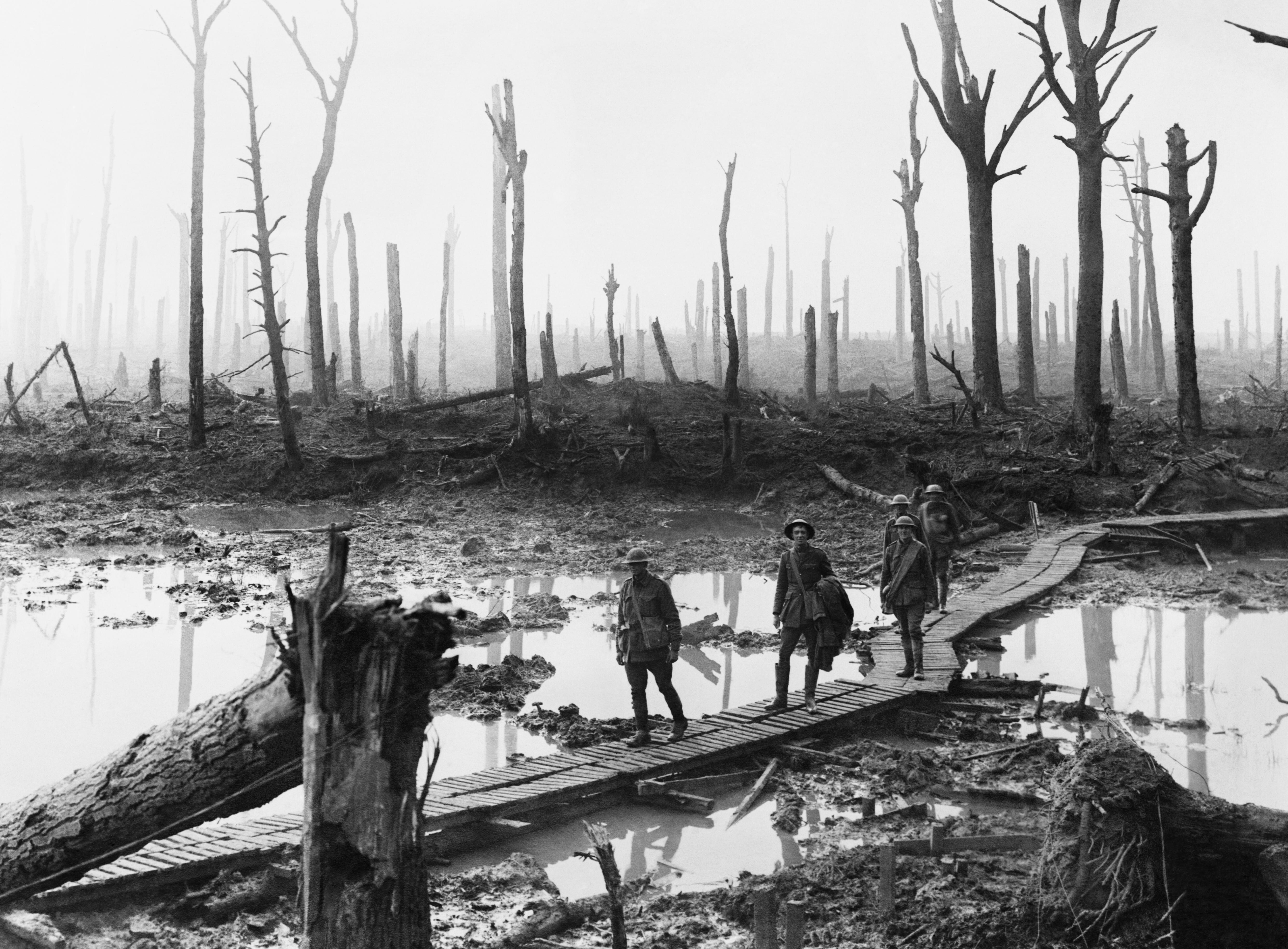
Australische Soldaten im Chateauwald bei Ypern 1917

Im Jahr 1916 trat die Westfront wieder in den Mittelpunkt der deutschen Kriegsanstrengungen. Angesichts der Schützengräben und Befestigungen gab es auf beiden Seiten zwei Handlungsoptionen. Die eine war der Durchbruch durch die feindlichen Linien und die zweite war ein „Abnutzungskrieg.“ Im Frühjahr 1915 hatten die Alliierten bereits mehrfach vergeblich versucht, die deutschen Stellungen zu durchbrechen. Der deutsche Angriff auf Verdun seit dem 21. Februar 1916 setzte dagegen nicht mehr wirklich auf eine Durchbrechung der Linien. In einer riesigen Materialschlacht mit einkalkulierten hohen Opferzahlen sollte die feindliche Armee vielmehr zermürbt werden. Die Schlacht kostete über 600.000 Tote und Verwundete auf beiden Seiten. Ihr Ziel hatten die Deutschen nicht erreicht, vielmehr demoralisierte die Unmenschlichkeit der Schlacht auch die deutschen Soldaten. Die Alliierten setzten bei der Gegenoffensive an der Somme seit dem 1. Juli 1916 nun ebenfalls auf eine Ermattungsstrategie. Nach ungeheuren Verlusten auf beiden Seiten wurde dieser Versuch Ende November 1916 abgebrochen.
Auf dem Höhepunkt der Kämpfe an der Westfront wurde immer deutlicher, dass Deutschland einem Mehrfrontenkrieg kaum noch gewachsen war. Sowohl Italien als auch Russland gingen zur Offensive über. Die Brussilow-Offensive führt in Galizien zum Zusammenbruch der österreichisch-ungarischen Armee. Die Folge war der Übergang Rumäniens in das Lager der Alliierten. Die Lage zwang die Deutschen, erneut starke Verbände in den Osten zu verlegen, um die Front zu stabilisieren. Im August 1916 wurde Erich von Falkenhayn als Generalstabschef des deutschen Heeres von Generalfeldmarschall Paul von Hindenburg abgelöst. Militärisch begann sich die Kriegführung in den Jahren 1916/17 zu radikalisieren. Bereits 1915 hatte das deutsche Reich den uneingeschränkten U-Boot-Krieg proklamiert. Nach Protesten der USA wurde diese Form des Seekriegs wieder eingeschränkt. Im Januar 1917 wurde der unbeschränkte U-Boot-Krieg auf Druck der Heeresführung aber auch des Reichstages und der öffentlichen Meinung gegen den Willen des Kanzlers wieder aufgenommen. Die Folge war am 6. April 1917 der Kriegseintritt der USA auf Seiten der Alliierten. Diese Entwicklung war im Rückblick kriegsentscheidend. Massiv konnten die Amerikaner allerdings erst ab dem Spätsommer 1918 auftreten. Im Westen begann im Frühjahr 1917 eine französische Offensive an der Aisne, sowie britische Offensiven bei Arras und ab Ende Juli in Flandern. Die mit gewaltigem Aufwand geführten Angriffe auf die deutsche Westfront brachten den Entente-Mächten nur geringe Gebietsgewinne bei hohen Verlusten.
Im Osten hatte sich 1917 die Lage durch die russische Oktoberrevolution, die der Februarrevolution mit dem Sturz des Zaren gefolgt war, zunächst zu Gunsten der Mittelmächte verändert. Die neuen Machthaber wollten den Frieden nach außen, um ihre Herrschaft im Innern durchzusetzen. Mitte Dezember 1917 wurde ein Waffenstillstand geschlossen und anschließend über einen Separatfrieden verhandelt. Die Hoffnung der Sowjetregierung auf einen milden Frieden erfüllte sich nicht, stattdessen setzte die deutsche Seite im Frieden von Brest-Litowsk einen Diktatfrieden durch. Russland hatte Polen, Kurland, Litauen, große Teile Georgiens abzugeben, die Selbstständigkeit der Ukraine sowie Finnlands zu garantieren und sich aus Estland und Livland zurückzuziehen.
Damit bot sich im Westen scheinbar noch einmal eine Chance auf eine siegreiche Offensive. Diese Frühjahrsoffensive begann im März 1918, scheiterte aber rasch. Bereits den Gegenoffensiven der Kriegsgegner, jetzt auch mit Unterstützung amerikanischer Truppen, war Deutschland nicht mehr gewachsen. Ab Sommer 1918 gerieten immer mehr deutsche Soldaten in alliierte Gefangenschaft.

### Innere Entwicklung während des Krieges

#### Soziale und wirtschaftliche Entwicklung
Wirtschaftlich begann nach Kriegsbeginn die Umstellung der Produktion auf die Kriegswirtschaft. Nach einer kurzen Phase hoher Arbeitslosigkeit führte die hohe Zahl von Einberufungen bald zu einem Arbeitskräftemangel. Die Betriebe versuchten diesem durch den Einsatz von Kriegsgefangenen und durch eine vermehrte Einstellung von Frauen zu begegnen. Mit wachsender Kriegsdauer wirkten sich die fehlenden Nahrungsmittelimporte und die fehlenden landwirtschaftlichen Arbeitskräfte negativ auf die Versorgungslage der Bevölkerung aus. Die Folge waren beträchtliche Preissteigerungen und Versorgungsmängel. Nur unzureichend gelang es, dem durch Bewirtschaftungsmaßnahmen Herr zu werden.

#### Burgfriede und nationale Begeisterung
Die innenpolitischen Probleme des Kaiserreichs rückten mit der Mobilmachung in den Hintergrund. Das vom Kanzler für den Kaiser erdachte Schlagwort „Ich kenne keine Parteien mehr, ich kenne nur noch Deutsche“ fiel auch deshalb auf fruchtbaren Boden, weil kaum jemand in Deutschland Zweifel daran hatte, dass Russland der eigentliche Aggressor sei. Zwar gab es neben den vielfachen Berichten nationalen Überschwangs auch nachdenkliche Stimmen, aber letztlich verweigerten sich auch die Kritiker des Systems nur selten der nationalen Solidarität. Die Sozialdemokratie hatte noch während der Julikrise erfolgreich Massendemonstrationen gegen einen möglichen bevorstehenden Krieg organisiert und die Zusammenarbeit mit anderen Parteien der Internationalen gesucht, aber als das Vaterland gegen die „zaristische Reaktion“ geschützt werden sollte, änderte sich die Stimmung. Die entschiedenen Kriegsgegner und Klassenkämpfer, wie Karl Liebknecht und Rosa Luxemburg waren isoliert, während Reformisten wie Eduard David oder Ludwig Frank innerhalb kürzester Zeit die Reichstagsfraktion dazu bringen konnten, nicht nur abzuwarten, sondern den nötigen Kriegskrediten zuzustimmen. Der von der Regierung proklamierte Burgfriede, also das Zurückstellen innenpolitischer Auseinandersetzungen, war weitgehend gesellschaftlicher Konsens, zumal man allgemein erwartete, dass ein Krieg nur wenige Wochen dauern würde. Die Generalkommission der freien Gewerkschaften verzichtete für die Dauer des Krieges auf Arbeitskämpfe und der Reichstag beschloss, alle Wahlen bis nach Kriegsende zu verschieben.
Durch die Verhängung des Kriegsrechts ging die vollziehende Gewalt an die kommandierenden Generäle der Militärbezirke über. Diese unterstanden de jure zwar direkt dem Kaiser, dieser war aber nicht fähig und in der Lage, die insgesamt 24 Militärbefehlshaber zu kontrollieren und zu koordinieren. Wilhelm II., der sich nach Kriegsbeginn meist im Großen Hauptquartier aufhielt, war mit der Situation völlig überfordert, spielte kaum noch eine politische Rolle und verlor an Autorität. Stattdessen entwickelten sich der Chef des Generalstabs und der Generalquartiermeister als sein Stellvertreter zu eigenständigen, auch innenpolitisch wichtigen Machtzentren.
Die anfänglichen militärischen Erfolge und später die beschönigende Zensur der Presse führten in den ultranationalistischen Kreisen aber auch im breiten Bürgertum zu hochgespannten Siegeserwartungen. Dies führte zu teils extremen Kriegszielvorstellungen. Matthias Erzberger machte mit einer Denkschrift vom 2. September 1914 den Anfang. Er forderte Annexionen im Westen und im Osten, die dauerhafte Beherrschung Belgiens und die Schaffung von deutschfreundlichen Satellitenstaaten auf dem Gebiet Russlands. Auch das Septemberprogramm des Reichskanzlers sah Gebietsabtretungen im Westen, die Schaffung eines von Deutschland beherrschten mitteleuropäischen Wirtschaftsraums sowie eines großen mittelafrikanischen Kolonialreiches vor. Noch weiter ging eine Denkschrift der großen wirtschaftlichen Verbände aus dem Jahr 1915. Diese sah noch weitere Erwerbungen und eine Entrechtung der jeweiligen Bevölkerung vor. In ihrer Mehrheit blieb die Arbeiterbewegung bei ihren anfänglichen defensiven Kriegszielen. Stattdessen hoffte sie auf innenpolitische Reformen, namentlich auf die soziale und politische Gleichberechtigung, das uneingeschränkte Koalitionsrecht sowie eine Demokratisierung und Parlamentarisierung des politischen Systems. Vor dem Hintergrund dieser unterschiedlichen Erwartungen war Bethmann Hollweg trotz Burgfriedens zum Lavieren gezwungen. Dies ließ sowohl auf der Rechten wie auf der Linken den Zweifel an der Aufrichtigkeit des Kanzlers wachsen.
In der SPD trat die Kritik bereits Anfang Dezember 1914 offen zu Tage, als Karl Liebknecht im Reichstag zunächst als einziger Abgeordneter gegen weitere Kriegskredite stimmte. Ihm schloss sich im März 1915 Otto Rühle an. Daraus entwickelte sich allmählich eine (innerparteiliche) Opposition, die ein Jahr später bereits 20 Abgeordnete umfasste. Liebknecht und Rühle verließen die Fraktion und am 24. März 1916 wurden auch die übrigen Abweichler ausgeschlossen. Diese bildeten von nun an die sogenannte „Sozialdemokratische Arbeitsgemeinschaft“, die zunächst noch eine innerparteiliche Opposition blieb.

#### Die neue Oberste Heeresleitung und das Hilfsdienstgesetz

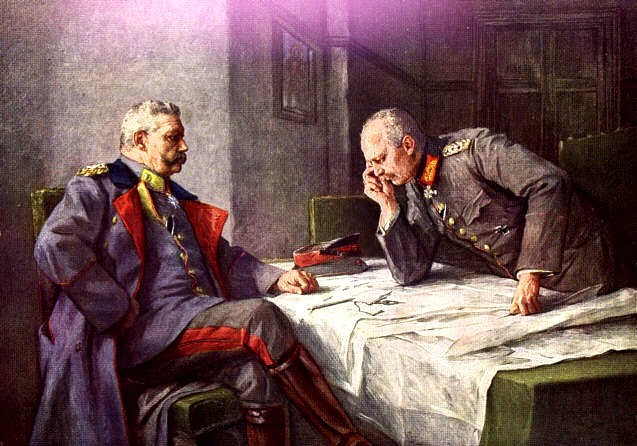
Die 3. Oberste Heeresleitung unter Paul von Hindenburg und Erich Ludendorff

Bedrohlicher als die inneren Auseinandersetzungen in der SPD war die Kritik von Rechts, gestützt von der Schwerindustrie, an der Haltung des Reichskanzlers. Diese forderten seit 1915 vehement die Ausweitung des U-Boot-Krieges gegen die englische Handelsblockade. Der Kanzler hoffte durch die Ablösung des wenig erfolgreichen Generalstabschefs von Falkenhayn durch Hindenburg und dessen Generalstabschef Ludendorff von deren Popularität zu profitieren. Allerdings war bald klar, dass die neue militärische Führung den relativ vorsichtigen Kurs des Kanzlers nicht unterstützte. Stattdessen plädierte sie für die Wiederaufnahme des unbeschränkten U-Boot-Krieges und sprach sich für territoriale Annexionen aus. Auch im Parlament verlor Reichskanzler Bethmann Hollweg zunehmend an Rückhalt. Zwar stellte sich die Mehrheit hinter die Oberste Heeresleitung (OHL), ohne dass damit eine Vorentscheidung über eine verkappte Militärdiktatur gefallen wäre. Gleichzeitig nämlich beschloss eine Mehrheit von den Nationalliberalen bis zu den Sozialdemokraten, dass der Haushaltsausschuss auch bei Vertagung des Parlaments das Recht haben würde, über die Außenpolitik und den Krieg zu beraten. Mit einer kaiserlichen Verordnung vom 4. November 1916 wurde der Ausschuss zum Hauptausschuss aufgewertet und tagte seither fast permanent. Die von der OHL geforderte Mobilisierung aller verfügbaren Arbeitskräfte für die kriegswichtige Produktion in Form des sogenannten Hilfsdienstgesetzes sollte zudem in Abstimmung mit dem Parlament und den Verbänden erfolgen. Während der OHL eine Militarisierung der gesamten Bevölkerung vorschwebte, hatte die zivile Reichsleitung eine Beschränkung auf eine allgemeine Arbeitspflicht erreicht. Das Parlament setzte zudem noch die Einrichtung von Arbeiterausschüssen in den betroffenen Betrieben durch. Außerdem wurden von Arbeitgebern und Arbeitnehmern paritätisch besetzte Einigungsämter eingesetzt.

#### Friedensresolution und innenpolitische Radikalisierung
Dennoch war die Macht der OHL beträchtlich. Ihr gelang es, gegen die zivile Reichsleitung den unbeschränkten U-Boot-Krieg durchzusetzen. Inzwischen hatten die Blockade, die Umstellung auf kriegswichtige Produktion, Transportschwierigkeiten und andere Gründe zu einer seit der frühindustriellen Zeit unbekannten sozialen Not bis hin zu akutem Nahrungsmangel („Steckrübenwinter“ 1916/1917) und Hungerunruhen geführt. Auch dadurch stieg der politische Druck an. Die Linksliberalen ergriffen im März 1917 die Gelegenheit, um auf eine Parlamentarisierung des Reiches zu drängen. Dem schlossen sich Stresemann für die Nationalliberale Partei, Philipp Scheidemann im Namen der SPD und auch das Zentrum an. Bethmann Hollweg versuchte, sich der neuen Lage anzupassen. Allerdings folgte ihm der Kaiser in seiner „Osterbotschaft“ vom 7. April 1917 nur teilweise. Unter der kriegsmüden Arbeiterbevölkerung begannen Massenstreiks und die soeben neu gegründete USPD, hervorgegangen aus der sozialdemokratischen Arbeitsgemeinschaft, fand großen Zuspruch. Auch die nunmehrige Mehrheitssozialdemokratie (MSPD) verlangte ein deutlicheres Entgegenkommen. Als die Regierung ablehnend reagierte, ergriff Erzberger vom Zentrum die Initiative zu einer Friedensresolution des Reichstages, die in Beratungen zwischen Vertretern der Links- und Nationalliberalen, des Zentrums und der SPD entstand. Aus diesen Treffen ging der interfraktionelle Ausschuss von Linksliberalen, SPD und Zentrum hervor. Wegen der vermittelnden Haltung des Kanzlers begann auch die OHL sich gegen Bethmann Hollweg zu wenden und beim Kaiser auf dessen Entlassung zu drängen. Als sich im Zusammenhang mit der Friedensresolution die Parteien von den Konservativen bis zu den Sozialdemokraten aus unterschiedlichen Gründen gegen den Kanzler aussprachen, war die Position Bethmann Hollwegs nicht mehr zu halten.
Nachfolger wurde überraschend Georg Michaelis. Dieser erwies sich als kaum in der Lage, den diktatorischen Bestrebungen der OHL entgegenzutreten. Da sich die Militärs dagegen aussprachen, hatte etwa die Friedensresolution des Reichstages ebenso wenig praktische Bedeutung wie die Friedensinitiative des Papstes von 1917. Die Initiative des Reichstages, die sich für einen Verständigungsfrieden ohne Annexionen aussprach, führte allerdings dazu, dass sich auf der politischen Rechten eine neue Sammlungsbewegung bildete. Die Deutsche Vaterlandspartei, maßgeblich von Wolfgang Kapp gegründet, hatte 1918 etwa 300.000 Mitglieder und agitierte für einen siegreichen „Hindenburgfrieden“ mit zahlreichen Annexionen. Auch die Unterstützung der Behörden für die Vaterlandspartei kostete den Reichskanzler das Vertrauen des Parlaments. Sein Nachfolger wurde der ehemalige bayerische Ministerpräsident Georg von Hertling (1843–1919). Dieser musste auf Druck der Parteien den Fortschrittsliberalen Friedrich von Payer zum Vizekanzler machen und sich auf ein Programm des Reichstags verpflichten lassen. Hertling blieb allerdings Gegner einer Parlamentarisierung des Reiches und ging Konfrontationen mit der OHL aus dem Weg. Diese setzte nach der Oktoberrevolution die militärische Besetzung weiterer Gebiete im Osten durch. Damit hintertrieb die militärische Führung auch jede Möglichkeit, mit den Gegnern im Westen zu einem Verständigungsfrieden zu kommen.

#### Oktoberreformen und Ende der Monarchie 1918

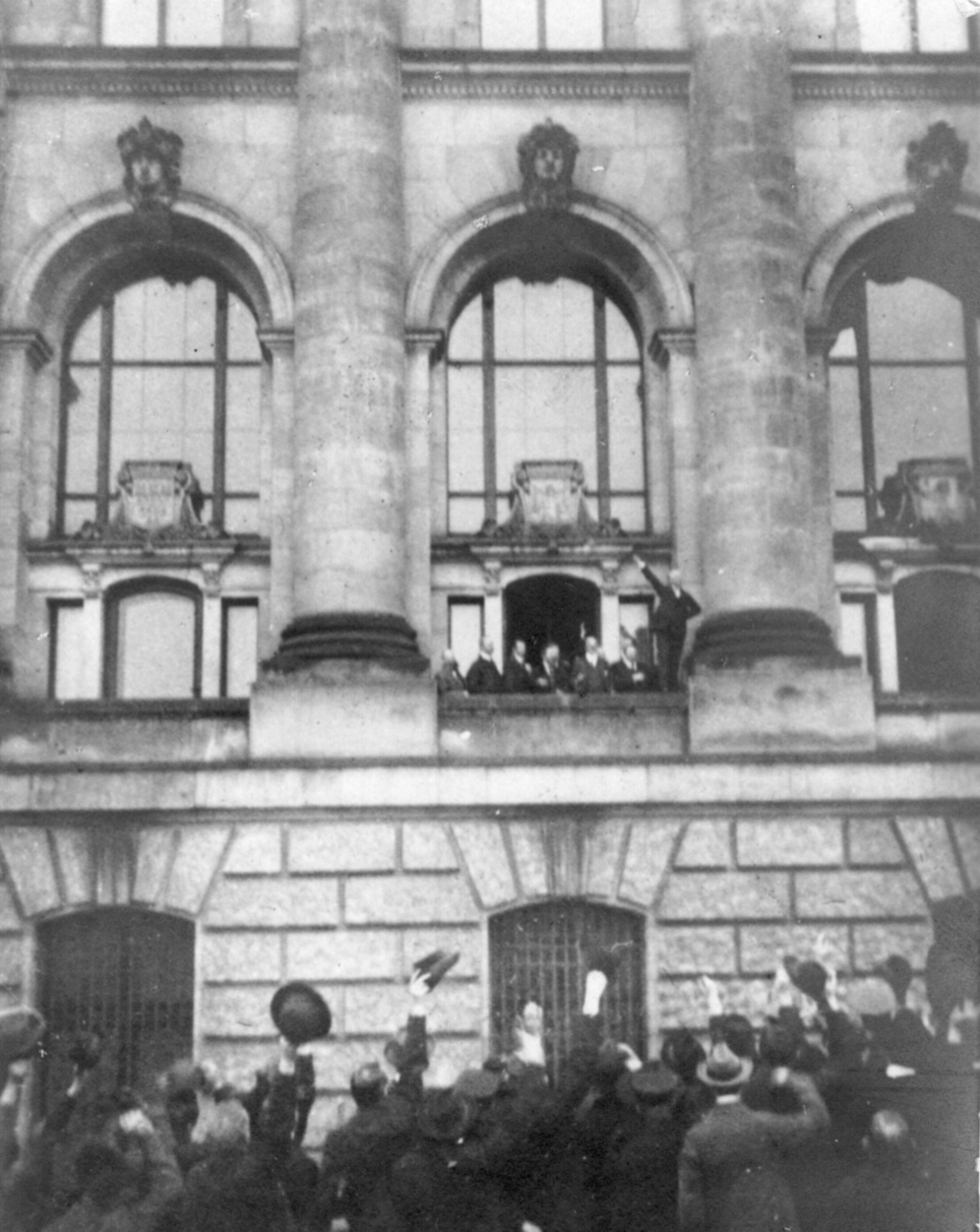
„Der Kaiser hat abgedankt. […] Das alte und morsche, die Monarchie ist zusammengebrochen. Es lebe das Neue. Es lebe die deutsche Republik!“ Der SPD-Politiker Philipp Scheidemann ruft auf dem Westbalkon des Reichstages (zweites Fenster nördlich des Portikus) am 9. November 1918 die Republik aus.

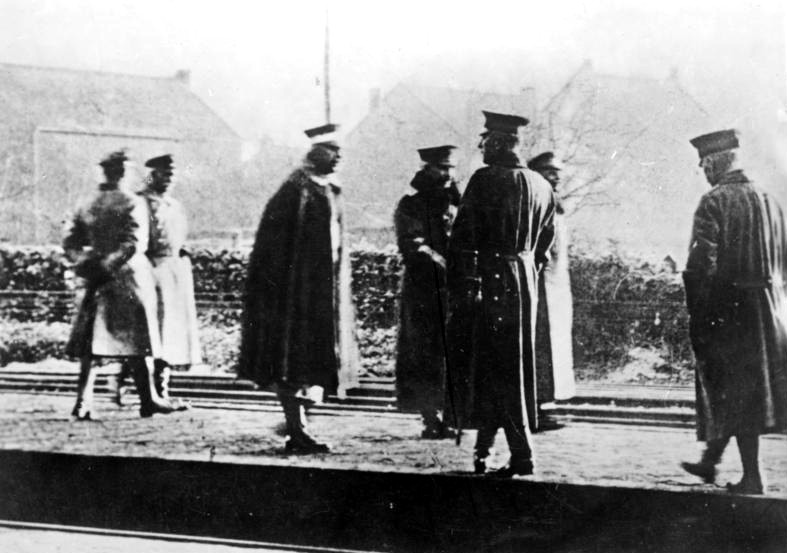
Flucht Wilhelms II. am 10. November 1918: Der vormalige Kaiser (Bildmitte bzw. vierter von links) auf dem Bahnsteig des belgisch-niederländischen Grenzübergangs Eysden kurz vor seiner Abreise ins niederländische Exil

Immerhin blieb das Bündnis aus MSPD, Linksliberalen und Zentrum als Gegenpol zur OHL erhalten. Allerdings gab es zwischen den Parteien erhebliche Konflikte. Als Ende Januar 1918 Hunderttausende von Arbeitern gegen die Unterbrechung der Verhandlungen in Brest-Litowsk streikten, traten führende Sozialdemokraten wie Scheidemann, Friedrich Ebert und Otto Braun in die Streikleitung ein. Dies rief unter den bürgerlichen Parteien erhebliche Kritik hervor. Als nach dem Durchbruch der Alliierten bei Amiens am 8. August 1918 immer deutlicher wurde, dass der Krieg verloren sein würde, hat die Parlamentsmehrheit letztlich auch mit Zustimmung des Zentrums Hertling gestürzt und forderte die endgültige Parlamentarisierung des Reiches. Parallel sahen auch Teile der Regierung und schließlich auch Hertling selbst die Notwendigkeit von Konzessionen, um einer Revolution zuvorzukommen. Bereits am 14. August 1918 hatte die OHL die militärische Lage als aussichtslos eingestuft und forderte am 29. September die Ausarbeitung eines Waffenstillstandsangebots. Dies sollte durch eine parlamentarische Regierung geschehen, um so die Verantwortung für die Niederlage den Parteien zuweisen zu können. Der Kaiser konnte angesichts dieses Drucks von allen Seiten nur noch zustimmen. Gebildet wurde daraufhin eine Koalition aus MSPD, Fortschrittlicher Volkspartei und Zentrum und dem Prinzen Max von Baden als Reichskanzler. Noch vor der offiziellen Ernennung setzte die OHL durch, dass die neue Regierung unmittelbar nach Amtsantritt bei Präsident Woodrow Wilson um einen Waffenstillstand nachsuchen sollte, um so die vor dem Zusammenbruch stehende Armee noch retten zu können. Als die OHL Ende Oktober einen Rückzieher machte, entließ Kaiser Wilhelm II. Ludendorff, während Hindenburg im Amt blieb. Am 26. Oktober 1918 hat der Reichstag die Parlamentarisierung des Reiches auch offiziell durch Gesetze (Oktoberreform) vollzogen. Bereits am 15. Oktober hatte das preußische Abgeordnetenhaus das Ende des Dreiklassenwahlrechts beschlossen.
Die Reformen kamen freilich zu spät, um das Kaiserreich noch retten zu können. Der Flottenbefehl vom 24. Oktober 1918 zum Auslaufen der Flotte gegen die überlegene Royal Navy löste einen Matrosenaufstand aus, der sich innerhalb weniger Tage zur Revolution, der Novemberrevolution entwickelte. In zahlreichen deutschen Städten wurden Arbeiter- und Soldatenräte gegründet. Kurt Eisner rief in München den Freistaat Bayern aus. Die Revolution erfasste am 9. November auch Berlin, wo Reichskanzler Max von Baden aus Sorge vor einem radikalen politischen Umsturz eigenmächtig die Abdankung des Kaisers bekannt gab und die Reichskanzlerschaft auf den Vorsitzenden der SPD, Friedrich Ebert, übertrug. Am Nachmittag desselben Tages rief Philipp Scheidemann die Deutsche Republik aus. Karl Liebknecht vom Spartakusbund proklamierte die Freie Sozialistische Republik Deutschland. Der Kaiser wurde von Vertrauten zur Abdankung gedrängt, um die Situation zu entschärfen und eventuell die Monarchie zu retten. Wilhelm II. zögerte diesen Schritt jedoch hinaus. Am 10. November begab er sich ins niederländische Exil. Die meisten anderen deutschen Fürsten dankten freiwillig ab. Der letzte monarchische Teilstaat war dabei das Fürstentum Schwarzburg-Sondershausen mit der Residenzstadt Sondershausen, dessen Fürst Günther Victor am 25. November 1918 abdankte. Die formelle Abdankungserklärung des vormaligen Kaisers Wilhelm II. erfolgte am 28. November 1918 knapp drei Wochen nach deren Verkündung durch Philipp Scheidemann.

## Kultur und Kunst
Die Kultur im Deutschen Kaiserreich war geprägt durch den Wandel der Gesellschaft von den traditionellen Lebensweisen des 19. Jahrhunderts zu einer modernen Gesellschaft des 20. Jahrhunderts, vor allem durch den rasanten technologischen und wissenschaftlichen Fortschritt in dieser Zeit.
In Literatur und bildender Kunst entwickelten sich seit etwa 1890 neue Stilrichtungen des Naturalismus, und Impressionismus, sowie später des Symbolismus und Expressionismus heraus, die jenseits der bisherigen bürgerlich-realistischen Formen neue Ausdrucksweisen suchten.
Auch in der Musik entstanden durch Gustav Mahler, Richard Wagner und weitere Komponisten neue Stile.
Die wichtigsten Unterhaltungsmedien blieben die Literatur, auch in Zeitungen und Zeitschriften, sowie Bühnen   mit epischem Theater, Musiktheater, Unterhaltungstheater (wie Vaudeville und Varieté) und ähnlichem, auch durch Wandertheatergruppen. Nach 1900 entwickelte sich der Film zu einem neuen künstlerischen Medium.
In der Alltagskultur entwickelten sich nach 1900 neue  Richtungen wie die Lebensreformbewegung zu einer gesünderen Lebensweise und die  Wandervogelbewegung.

## Historiografie

### Während des Deutschen Kaiserreiches
Die Geschichte des Kaiserreichs wurde seit ihrem Beginn nicht zuletzt vor dem Hintergrund der jeweiligen politischen Situation immer wieder unterschiedlich interpretiert. Nach der Gründung des neuen Reiches dominierte zunächst eine preußisch-kleindeutsche Interpretationslinie. Der Basler Historiker Jacob Burckhardt befürchtete schon 1871, dass nun „die ganze Weltgeschichte von Adam an siegesdeutsch angestrichen und auf 1870 bis 1871 orientiert sein wird.“ Daneben haben die einflussreichen Historiker Heinrich von Sybel und Heinrich von Treitschke die bisherige deutsche Geschichte auf die Reichseinigung zulaufen lassen und dabei die Rolle Preußens betont. Im Gegensatz etwa zu Johann Gustav Droysen traten bei diesen nationalliberalen Interpreten die liberaldemokratischen Hoffnungen zurück. Stattdessen wurde die Macht des Nationalstaates und der Genius von Bismarck hervorgehoben. Diese Interpretation blieb im Kern auch während des wilhelminischen Reiches führend.

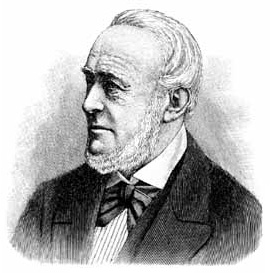
Heinrich von Sybel

Vor allem während des Ersten Weltkrieges wurde von Historikern die Existenz eines deutschen Sonderweges behauptet, indem das Kaiserreich als bessere Alternative sowohl zu Demokratie und Kapitalismus des Westens, als auch zur autokratischen Herrschaft des Zaren beschrieben wurde. Negativ gewendet, etwa mit Hinweisen auf den deutschen Militarismus und übersteigerten Nationalismus, wurde die Sonderwegsthese bei den Alliierten aufgenommen.

### Während der Weimarer Republik
Erst in der Weimarer Republik konnte das Kaiserreich als eine abgeschlossene Zeitepoche betrachtet werden. Dennoch blieb bis weit in die 1980er Jahre kennzeichnend, dass die Geschichte des Kaiserreichs kontrovers vor dem Hintergrund der jeweiligen Zeit diskutiert wurde. Dabei gab es Schwerpunkte der Debatten. In den 1920er Jahren stand die Kriegsschuldfrage im Zentrum. Neben einer dominanten Richtung, die sich gegen eine Kriegsschuld Deutschlands aussprach und das Kaiserreich weiterhin positiv bewertete, gab es eine Minderheit, die sich wie Johannes Ziekursch oder Eckart Kehr kritisch mit dem Kaiserreich auseinandersetzte. Während des Dritten Reiches gab es einerseits eine eher traditionelle nationalkonservative Deutung der Zeit seit 1871. Daneben gab es andererseits von der vom Regime geförderten Volkstumsgeschichte Kritik am „unvollendeten Reich.“ Eine vermittelnde Interpretation von Erich Marcks deutete die bismarcksche Reichsgründung als eine erste Stufe der Nationalstaatsbildung, die Adolf Hitler vollendet habe.

### Nach 1945
Nach dem Zweiten Weltkrieg wurde eine Kontinuitätslinie von Bismarck über Wilhelm II. bis hin zu Hitler diskutiert. Allerdings dominierte dabei zunächst noch eine eher konservative Sichtweise. Theodor Schieder räumte vorsichtig gewisse Defizite des Staates ein, als er davon sprach, dass das Kaiserreich als Nationalstaat, als Verfassungsstaat und als Kulturstaat unvollendet gewesen wäre. Auch Gerhard Ritter erkannte einige Strukturprobleme, etwa bei der Einhegung des Militarismus, blieb insgesamt allerdings doch einer eher konservativen Traditionslinie verpflichtet. Nicht zuletzt versuchten die Darstellungen der Nachkriegszeit Deutschland in einen gesamteuropäischen Kontext einzubetten und die Sonderwegsthese so zu verwerfen. Ebenso wurde nach dem Krieg auch diskutiert, inwieweit die kleindeutsche Lösung von 1866 unausweichlich gewesen sei.
Das Kaiserreich erlebte seine Hochkonjunktur als Forschungsgegenstand ab den 1960er Jahren, als mit der Fischer-Kontroverse wieder die Kriegsschulddebatte in den Vordergrund rückte. Dabei standen nicht nur die handelnden Personen, sondern – anknüpfend an die geschichtswissenschaftlichen Vorläufer aus den 1920er Jahren – auch strukturelle Defizite des Reiches im Mittelpunkt. Diese Debatte ging in den 1970er und frühen 1980er Jahren in die von der Bielefelder Schule wieder aufgegriffene (negative) Sonderwegsthese über. Nicht zuletzt durch die kompakte Kaiserreichstudie von Hans-Ulrich Wehler (1973) kamen in den 1970er Jahren weitere Fragestellungen etwa über die Innere Reichsgründung, die Kolonialpolitik Bismarcks und schließlich nach der Modernität des Wilhelminischen Reiches hinzu. Für den Aufschwung spielte nicht zuletzt ein Generationswechsel in der Geschichtswissenschaft eine Rolle. Autoren wie Wehler, Wolfgang J. Mommsen, Gerhard A. Ritter, Heinrich August Winkler oder Jürgen Kocka hatten eine ganz andere, westlich geprägte, intellektuelle Sozialisation hinter sich als ihre Vorgänger.
In den 1980er Jahren ließ die Konjunktur der Kaiserreichforschung deutlich nach. Lag der Anteil der Artikel zum deutschen Kaiserreich in der Historischen Zeitschrift von 1966–1977 bei 27 %, fiel er zwischen 1986 und 1990 auf unter 10 % ab. In der Zeitschrift Geschichte und Gesellschaft machte der Anteil zwischen 1975 und 1979 noch ein Drittel aus, zwischen 1995 und 1999 waren es nur noch ein Viertel. Auch die deutsche Wiedervereinigung rief kein verstärktes Interesse am Thema hervor. Wichtiger für das gesellschaftliche Selbstverständnis wurden die Debatten über die NS-Zeit und die Entwicklung nach dem Zweiten Weltkrieg. Mittlerweile ist das Kaiserreich ein „normaler“ Forschungsbereich neben zahlreichen anderen, der anders als in den 1960–1980er Jahren nicht mehr für breite fachwissenschaftliche oder gar gesellschaftliche Kontroversen sorgt. Dabei haben sich allerdings die methodischen Zugriffsweisen und behandelten Sachthemen ausgeweitet. In den 1990er Jahren kam es etwa zu einem neuen Interesse an politikgeschichtlichen und kulturgeschichtlichen Fragestellungen. Immer wichtiger wurden auch vergleichende Forschungen etwa zu Adel und Bürgertum, aber auch die Nationalismusforschung wurde verstärkt. Dabei kam es teilweise etwa in der Bürgertumsforschung zu Relativierungen früherer Auffassungen. Immer wichtiger wurden auch die regionalen Unterschiede im Kaiserreich und die Erforschung der „sozialmoralischen Milieus“. Insgesamt spielt das Kaiserreich, anders als in den 1970er Jahren, als Vorgeschichte des Dritten Reichs eine geringere Rolle, wichtiger wurde das Kaiserreich als ein Beispiel für den gesellschaftlichen, politischen, wirtschaftlichen und kulturellen Wandel vor dem Hintergrund von Industrialisierung und Demokratisierung. An die Stelle der Sonderweg-Thesen trat tendenziell die deutende Einbettung in den gesamteuropäischen Kontext.